# Dinosauriërei
Dinosauriëreieren zijn de organische vaten waarin embryo's van dinosauriërs zich ontwikkelen. Zij worden, net zoals de dinosauriërsoorten, geclassificeerd in een taxonomie.
Deze classificatie, die parallel loopt met de classificatie van de dinosauriërsoorten en daarom parataxonomie wordt genoemd, werd ingevoerd omdat de meeste eieren en eierschalen niet aan een dinosauriërsoort kunnen toegewezen worden. De classificatie ordent dinosauriëreieren op basis van vorm, grootte, volume, schaaldikte, schaaloppervlakte, schaalstructuur, porietype en poriedichtheid, onafhankelijk van de dinosauriërsoort die de eieren gelegd zou hebben. Dit laat toe om de verschillende typen dinosauriëreieren in categorieën in te delen en te bestuderen zonder vage linken te moeten leggen naar een bepaalde groep dinosauriërs.
De eierschaal beschermt het zich ontwikkelende embryo en maakt uitwisseling van gassen (zuurstof, waterdamp en koolstofdioxide) tussen de externe omgeving en het embryo mogelijk. De inwendige componenten van het ei leveren voedingsstoffen voor het embryo. Deze inwendige en uitwendige processen, die de ontwikkeling van het embryo ondersteunen, laten hun sporen achter op de eierschaal. Deze geven inzicht in de ontwikkeling van het embryo, hoe de eieren gelegd werden en in de reproductiefysiologie.
De parataxonomie maakt gebruik van de hiërarchische niveaus oöfamilie ('oö'; van het Oudgrieks ᾠο, samengevoegde vorm van ᾠόν (ei)), oögenus (oögeslacht) en oöspecies (oösoort) naar analogie met de laagste hiërarchische niveaus (taxa) (van hoog naar laag) familie, geslacht en soort in de taxonomie van de dinosauriërsoorten.

## Geschiedenis van de ontdekking en de studie van dinosauriëreieren

### Jean-Jacques Pouech
In 1859 ontdekte de Franse katholieke priester en geoloog Jean-Jacques Pouech (1814-1892) in sedimenten uit het Boven-Krijt (Maastrichtien) van het Mas d'Azil-gebied (in de buurt van la Ferme Brusquette) in de Zuid-Franse Pyreneeën, naast talrijke gebroken beenderen geïmpregneerd met fosfaten en ijzerhydroxide, grote stukken eierschaal die hem voor een raadsel stelden. Pouech was het hoofd van het seminarie van Pamiers en was een pionier op het gebied van de paleontologie, de geologie en de archeologie van het Mas d'Azil-gebied. In eerste instantie dacht hij dat de eierschalen die hij gevonden had onderhuidse platen van reptielen waren, maar onder meer de vezelachtige structuur en vooral de regelmatige ronding van de grote fragmenten deed hem besluiten dat het enorme eierschalen waren. Pouech schatte dat de eieren een straal van 18 cm moeten gehad hebben, maar deed dat met het nodige voorbehoud. Hoewel hij ervan overtuigd was eierschalen gevonden te hebben, koppelde hij ze niet aan Dinosauriërs, vermoedelijk omdat hij gezien het tijdstip (1859) niet vertrouwd was met de term 'Dinosauriër'. Richard Owen had de benaming Dinosauria pas zeventien jaar eerder, in 1842, ingevoerd.
Pouech dacht dat de eierschalen afkomstig waren van reusachtige vogels. Hij zond er enkele naar het Muséum national d'histoire naturelle te Parijs. Nadat Pouech meer eierschalen gevonden had was hij niet langer zeker dat deze van reusachtige vogels afkomstig waren. Hij opperde nu dat de fossielen delen waren van de schilden van schildpadden of gordeldieren. Volgens Adolphe d'Archiac (1859), een paleontoloog verbonden aan het Muséum national d'histoire naturelle, was de oorsprong van de fossielen nog steeds onduidelijk. Pouechs beschrijving van de eierschalen raakte snel in de vergetelheid, totdat het vermeld werd in de publicaties van onder meer Villatte et al., 1986. Pouech had een verzameling fossiele gewervelden waarvan men lang gedacht heeft dat die verloren gegaan was. In 1989 echter werd deze verzameling teruggevonden in het Collège Jean XXIII te Pamiers waar het al die tijd zorgvuldig bewaard werd. Tussen vele beenderen van reptielen bevond zich een kleine doos met fragmenten van eierschalen van Dinosauriërs. De fragmenten die Pouech in zijn persoonlijke notities beschreef zaten erbij. Het waren deze die als basis dienden voor zijn berekening van de straal van de gefragmenteerde eieren die hij in de buurt van la Ferme Brusquette dicht bij Le Mas d'Azil ontdekt had.

### James Buckman
Eveneens in 1859 vond een zekere Dalton in witte tot crèmekleurige mudstone uit het Midden-Jura (Midden-Bajociaan) van Hare-Bushes Quarry, in de bovenste lagen van de Great Oölite van Gloucester, en ongeveer een goede anderhalve kilometer ten oosten van Cirencester (West-Engeland), een cluster van minstens acht fossiele eieren. Dalton was een van de leerlingen van professor botanie, zoölogie en geologie James Buckman (1814-1884) die van 1848 tot 1863 doceerde aan het Royal Agricultural College van Cirencester. Hij was ook archeoloog, farmaceutisch chemicus, museum curator en auteur. Buckman beschreef de eieren en de vindplaats in een artikel ter gelegenheid van een bijeenkomst van de Geological Society op 4 mei 1859. Het artikel werd in 1860 gepubliceerd. Omdat hijzelf niet de ontdekker was van de eieren had hij geen idee van de oorspronkelijke positie van het brok sediment in de groeve. Het oölitisch sediment waarin de eieren gevonden werden werd geaccumuleerd op een breed strand of in een heel ondiepe zee, wat blijkt uit de schuine gelaagdheid van het gesteente in de Hare-Bushes Quarry, hier en daar voorkomende pseudogolfribbels en de overvloedige fragmenten fossiel hout.
De eieren zijn niet eivormig, maar ovaal. Een ei dat losgemaakt werd uit de brok oöliet heeft een lengte van 4,445 cm, een breedte van 2,794 cm, een omtrek om de lange as van 11,43 cm en een omtrek om de korte as van 8,636 cm. Het losgemaakte ei en sommige van de in het brok oöliet ingebedde exemplaren zijn gedeeltelijk opgevuld met transparante kristallen schelpkalk. De schaal van de eieren lijkt heel dun te zijn geweest omdat sommige eieren door samendrukking zodanig vervormd zijn dat ze heel flexibel moeten geweest zijn. Niettegenstaande sommige eieren verbogen zijn, vertoont de eierschaal nergens barsten. Omdat het achttal eieren een geclusterde groepering vertoont is het mogelijk dat het slechts een deel van een groter aantal eieren vertegenwoordigt. In de groeve worden tweekleppigen zoals Cardium buckmanni en Ostrea jurassica, en Brachiopoda zoals de Terebratuline Terebratula maxillata aangetroffen, wat op een typisch marien milieu wijst. De erosiesporen op de fragmenten fossiel hout wijzen erop dat dit drijfhout was.
In zijn pogingen om het dier dat de eieren legde te identificeren baseerde Buckman zich op fossielen die al uit de omgeving bekend waren, onder meer resten van schildpadden. Maar omdat deze reptielen ronde eieren leggen en de eieren die in de Hare-Bushes Quarry gevonden werden ovaal zijn, sloot hij deze groep uit. In de Great Oolite worden ook fossielen van Plesiosauria en van Ichthyosauria aangetroffen, mariene reptielen die vroeger gegroepeerd werden in de "Enaliosauria". Maar in de toenmalige veronderstelling dat deze reptielen ook eierleggend waren - men weet nu al enige tijd dat zij levendbarend waren - concludeerde Buckman dat de eieren te klein waren om afkomstig te zijn van deze mariene reptielen. Uiteindelijk besloot hij dat krokodillen van de familie Teleosauridae de meest plausibele kandidaten waren. Aan de basis van de Bath Oolite in de Stonesfield Slate en aan de top van de Bradford Clay werden fossielen van Teleosaurus gevonden. In de Great Oolite komen talrijke fragmenten van reptielbeenderen voor die ook van Teleosauridae afkomstig kunnen zijn. Buckman redeneerde verder dat de grootte van de eieren in lijn ligt met de lichaamsomvang van deze krokodillen. Hij speculeerde dat de eieren in zand begraven werden, zoals reptielen doen. Maar volgens Dughi en Sirugue werden ze op de oppervlakte gelegd. Buckman gaf de eieren de voorlopige naam Oolithes bathonicae ('stenen eieren van Bath'). Het oögenus (oögeslacht) Oolithes was het eerste dat ooit benoemd werd (1859). Tot op heden is het niet zeker van welke groep reptielen Oolithes bathonicae afkomstig zijn. Maar het is niet uitgesloten dat het dinosauriëreieren zijn. Buckman was een van de pioniers die een classificatiesysteem voor fossiele eieren bedacht.

### Philippe Matheron

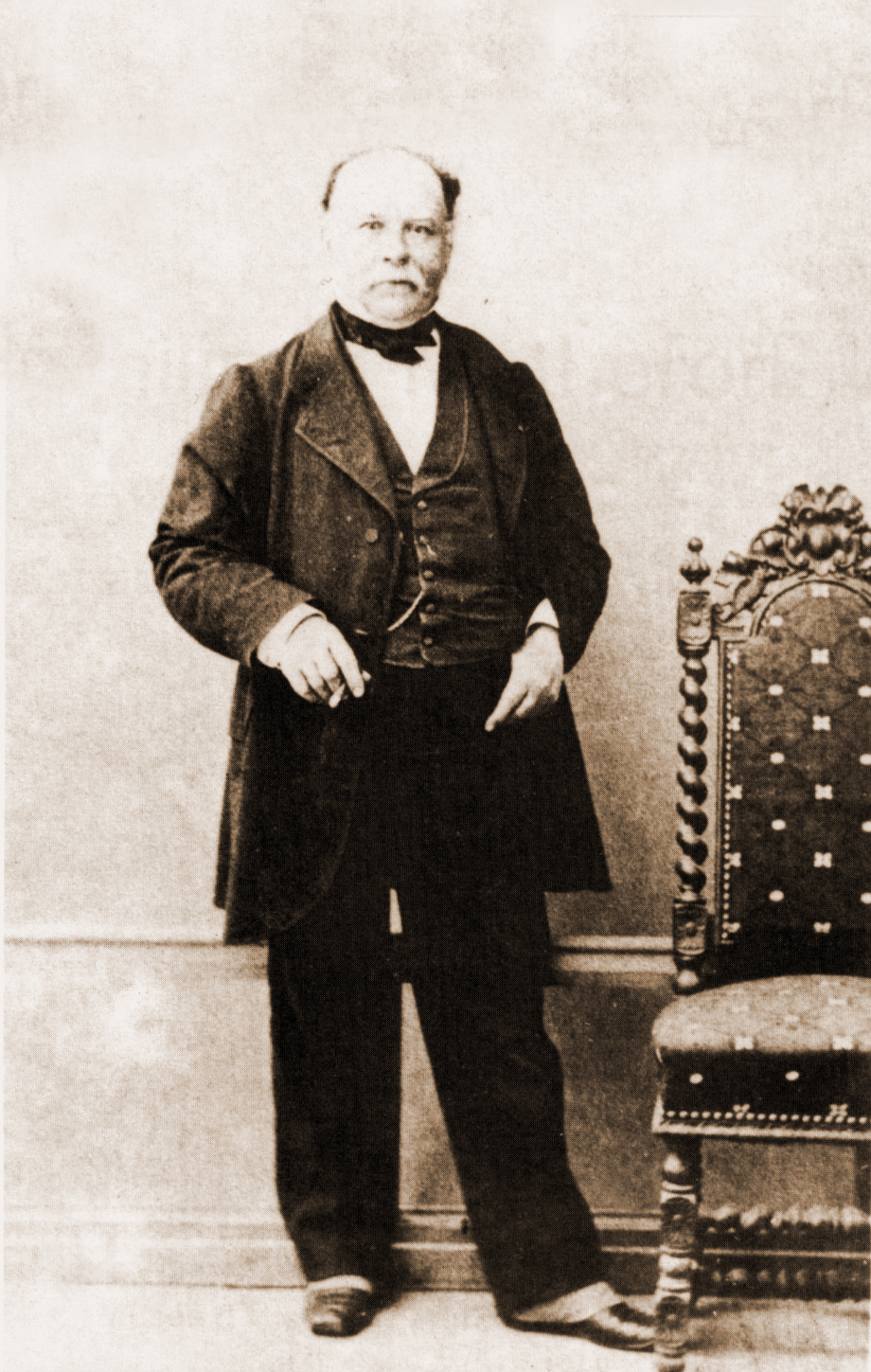
Philippe Matheron, de Franse paleontoloog/geoloog die de eerste dinosauriëreieren in het Boven-Krijt van de Provence (Zuid-Frankrijk) ontdekte.

Philippe Matheron (1807-1899), 'le Père de la Géologie Provençale', was een Frans paleontoloog en geoloog. In 1869 beschreef hij de eerste dinosauriërbeenderen die in het Boven-Krijt van de Provence (Zuid-Frankrijk) vanaf 1842 gevonden werden. In april 1869 kondigde hij te Parijs voor de Société Géologique de France de (eerste geverifieerde) ontdekking van een dinosauriërei aan. Deze aankondiging, die hij in Marseille nog eens zou overdoen, bleef vrijwel onopgemerkt omdat er in die tijd nog maar weinig van dinosauriërs gekend was, buiten dat zij een soort reptielen waren en het dus nauwelijks verwonderlijk was dat zij eieren legden. Matheron vermeldde dat hij in de buurt van Rognac (Bouches-du-Rhône), tezamen met beenderen, twee 'zeer raadselachtige grote fragmenten van een bol of ellipsoïde' aangetroffen had die hem fragmenten van eierschaal leken te zijn. Hij opperde dat de eieren groter moeten geweest zijn dan die van Aepyornis maximus, een olifantsvogel van drie meter hoogte uit het Laat-Kwartair van Madagaskar, en waarvan eieren gevonden werden met een lengte tot 34 cm en een omtrek van meer dan één meter. Matheron vroeg zich af of de eierschaalfragmenten afkomstig waren van een gigantische vogel, of van de Titanosauriër Hypselosaurus priscus uit het Maastrichtien van Rognac, die hij in 1869 beschreef en benoemde (maar foutief als een gigantische krokodil zag). Matheron zou later een gedetailleerde beschrijving geven met tekeningen van de eierschalen, maar dit werd nooit gepubliceerd.
In 1876 suggereerde hij aan de bioloog Paul Gervais dat de eierschaalfragmenten die hij ontdekt had van Hypselosaurus afkomstig zouden kunnen zijn. Ze zouden in 1877 de basis vormen voor het eerste onderzoek naar de microstructuur van de schaal van dinosauriëreieren door Gervais. Na een microscopisch onderzoek concludeerde deze dat de eierschalen geen gelijkenis vertonen met die van enig modern reptiel en dus zeer goed mogelijk van Hypselosaurus afkomstig zouden kunnen zijn. Matherons eierschalen waren trouwens de eerste die zouden beschouwd worden als afkomstig van dinosauriërs en de eerste van dinosauriërs die gevonden werden. Matheron begon met de traditie om fossiele eieren van Zuid-Frankrijk, die hij al vanaf 1846 ontdekt had in de vallei van de Durance, aan Hypselosaurus toe te wijzen. Sindsdien werden er nog veel meer van dit soort eieren ontdekt, waarvan er een aantal bijna volledig zijn. Een van deze eieren werd in 1992 voor de recordprijs van 11.000 $ verkocht. De eieren hebben een ruwe bolvorm, meer exact de vorm van een prolate sferoïde, waarvan de kortste straal ongeveer 25 centimeter lang is en de grootste straal ongeveer dertig centimeter. Het is onzeker of ze daadwerkelijk door Hypselosaurus gelegd zijn; embryo's zijn er nooit in gevonden. Matheron benoemde in 1869 niet alleen deze sauropode, maar ook nog een dinosauriërsoort die tot de klade Iguanodontia behoort : Rhabdodon priscus (familie Rhabdodontidae). Hij identificeerde Rhabdodon correct als een verwant van Iguanodon.
Sinds de ontdekkingen van Matheron bleken de Zuid-Franse gesteenten uit het Boven-Krijt een onuitputtelijke bron van eierschalen en van eieren van dinosauriërs. Sommige kalksteenlagen bestaan bijna volledig uit eierschaalfragmenten. Maar het was pas in 1930 dat het eerste complete ei gevonden werd door een boer die in zijn wijngaard aan het werken was. In 1956 rapporteerde de Lapparent twee volledige eieren. In 1957 ondernamen Dughi en Sirugue een systematisch onderzoek van het gebied en ontdekten honderden dinosauriëreieren.

### American Museum of Natural History

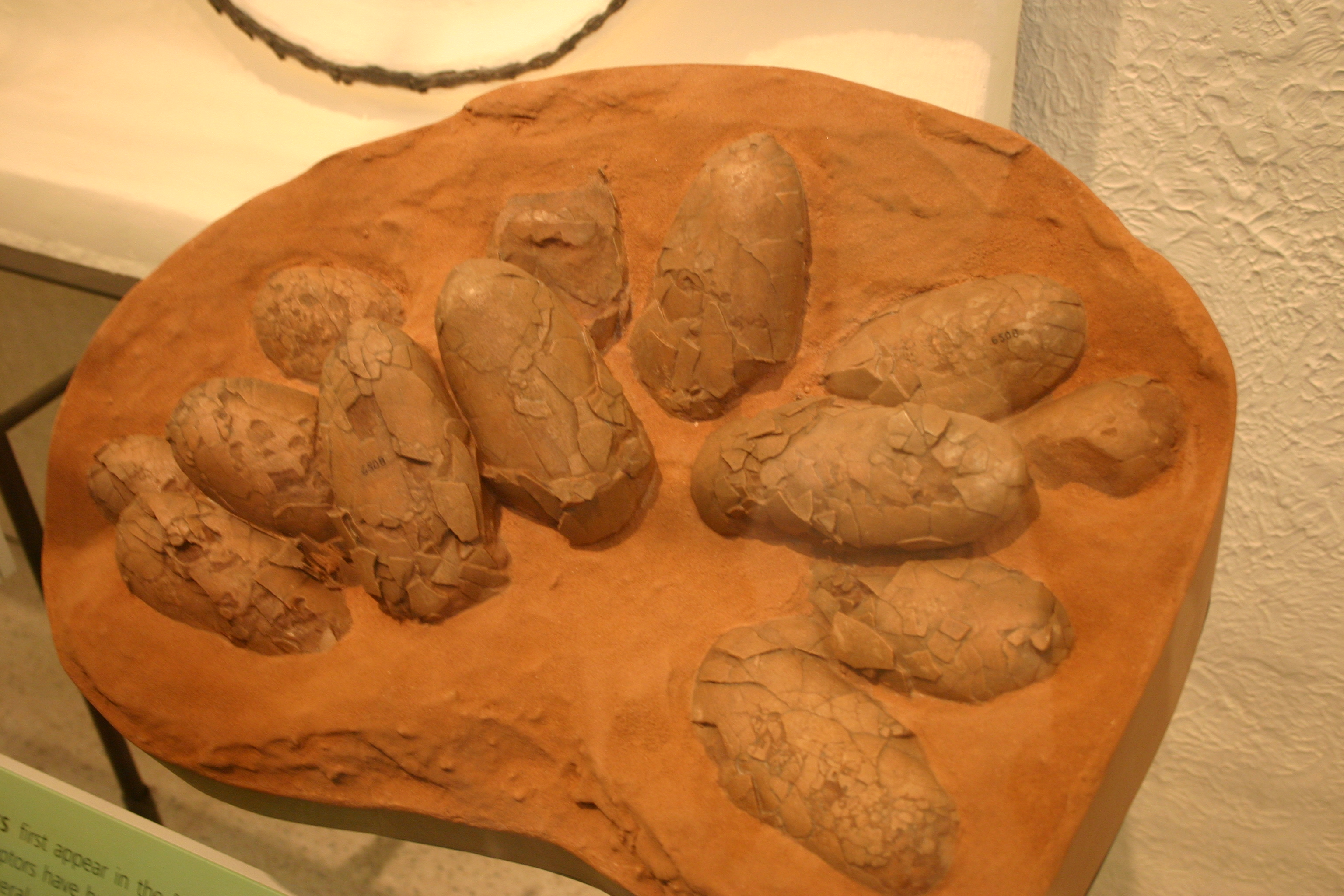
Het nest AMNH 6508, uit het Campanien (Boven-Krijt) van de Djadochtaformatie van Mongolië. In 1994 benoemde Mikhailov de eieren als Protoceratopsidovum fluxuosum. Ze ressorteren onder het Dinosauroïde prismatisch morfotype, oöfamilie Prismatoölithidae Hirsh (1994), oögeslacht Protoceratopsidovum Mikhailov, 1994.

Van 1922 tot 1928 leidde Roy Chapman Andrews (1884-1960) expedities van het American Museum of Natural History naar Centraal-Azië (Central Asiatic Expeditons) met als bedoeling om licht te werpen op de oorsprong van de mens. Maar Andrews en zijn team zouden veel beenderen van dinosauriërs, nesten met dinosauriëreieren en fossiele zoogdieren vinden. Andrews bracht verslag uit van de resultaten van zijn expedities in de publicatie The New Conquest of Central Asia. Op 13 juli 1923 ontdekte het teamlid George Olsen (assistent-paleontoloog tijdens de expedities van 1923 tot 1925) bij Bajanzag (Shabarakh Usu) (Flaming Cliffs, Mongolië) een eerste gefossiliseerd ei op een vindplaats waar veel fossielen van Protoceratops, een vroege vertegenwoordiger van de Ceratopia, en talrijke fossiele eieren zouden gevonden worden. Omdat Protoceratops en de eieren samen gevonden werden ging men ervan uit dat ze door Protoceratops gelegd waren. Deze dinosauriër was dan ook de eerste waaraan 'met zekerheid' eieren toegekend werden, totdat in 1995 echter vastgesteld werd dat ze van de theropode Oviraptor philoceratops (familie Oviraptoridae) afkomstig zijn, waarvan een skelet (specimen AMNH 6517) werd aangetroffen tien centimeter boven op een nest met eieren. Aanvankelijk dacht men dat deze kleine dinosauriër de eieren aan het stelen was, maar het is een ouderdier dat op zijn nest omkwam in een zandstorm, waarschijnlijk toen het probeerde de eieren ertegen te beschermen. In 2018 werd gemeld dat in het nest een klein scheenbeen aangetroffen werd (specimen AMNH FARB 33092), kennelijk van een net uitgekomen jong. Dit beroemde nest kreeg het catalogusnummer AMNH 6508. De vindplaats te Flaming Cliffs omvatte uitgestrekte broedkolonies met eierschalen en zelfs ongebroken eieren die eenvoudig te vinden waren in bij elkaar gelegen clusters (nesten) die tot dertig stuks eieren bevatten. Twee volledige nesten en ongeveer vijftig losse eieren werden geborgen. Ze zijn veertien tot zestien centimeter lang en langwerpig. De vondst werd uitvoerig openbaar gemaakt en baarde veel opzien. Van Straelen, een Belgisch paleontoloog en geoloog, bestudeerde de eieren van Bayn Dzak. Ondanks het paleontologisch belang ervan werden ze als curiositeiten behandeld en verschenen er slechts summiere beschrijvingen over (bv. van Straelen 1925 en 1928, Brown & Schlaikjer, 1940 en Erben et al., 1979).
Het ei dat Olsen op 13 juli 1923 ontdekte maakt deel uit van het nest AMNH 6508. Het telt dertien roodbruine eieren in twee lagen die met de uiteinden naar het midden van het nest gekeerd zijn. Mogelijk bevatte het oorspronkelijk minstens twintig eieren in minstens drie lagen afgezet. Ze hebben een lengte die varieert van ongeveer 14,3 cm tot 16,2 cm en een breedte die varieert van 6,7 cm tot 7,7 cm en zijn dus meer langwerpig en afgeplat dan bij moderne reptielen. Hun vorm verschilt veel van de eieren van om het even welke bekende vogels, zowel levende als fossiele. Het uitwendige oppervlak is gestreept met onderbroken verruwingen in de lengte. Het inwendige oppervlak is vlak. Uit de verruwingen op het uitwendige oppervlak in combinatie met de weinige en zeer kleine poriën kan afgeleid worden dat er geen uitwendige schaal was. Dit is een kenmerk dat voorkomt bij hedendaagse vogels en schildpadden die hun eieren in heel aride gebieden leggen, en waaruit men kan afleiden dat er in Mongolië tijdens de vorming van de Djadochtaformatie woestijnomstandigheden heersten. De schaal is ongeveer één mm dik en heeft twee prismatische lagen, waardoor de eieren op die van Troodon lijken. Troodon is zoals Oviraptor een maniraptore theropode. Ten gevolge van het fossilisatieproces zijn de eieren lichtjes samengedrukt. Ze liggen in een cirkel per twee, wat erop lijkt te wijzen dat ze per twee gelegd werden. Dit toont aan dat de beide oviducti  gebruikt werden tijdens het afzetten van de eieren (Sabath, 1991). De equatoriale oppervlakteornamentatie is ramotuberculair volgens de parataxonomische terminologie van Konstantin Mikhailov (1991). Dit wil zeggen dat er op het eierschaaloppervlak afzonderlijke en verbonden of samengevoegde bobbeltjes zijn. Zulke ornamentatie is karakteristiek voor de oöfamilie Prismatoolithidae. In 1994 benoemde Mikhailov AMNH 6508 als het oögenus Protoceratopsidovum ("eieren van Protoceratops"). Zoals de naam zegt dacht hij toen nog dat de eieren van Protoceratops afkomstig waren. Daarna werd deze vergissing ingezien, maar de toegewezen naam kan niet meer veranderd worden. Protoceratopsidovum komt heel veelvuldig voor in de Barun Goyot-formatie en in de Djadochtaformatie uit het late krijt (Campanien) van het bekken van de Gobiwoestijn in de provincie Ömnögovĭ van Mongolië.

## Geschiedenis van de ontwikkeling van de parataxonomie van dinosauriëreieren
Vroege methoden voor de classificatie van dinosauriëreieren- en eierschalen werden door meerdere onderzoekers onafhankelijk en met weinig kennis van elkaars werk ontwikkeld. De vroegste parataxonomie benoemde fossiele eieren op basis van macrostructurele kenmerken (vorm en afmetingen). Het is pas sinds ongeveer 1991 dat er pogingen ondernomen werden om één enkele parataxonomische methode te gebruiken.

### James Buckman
De classificatie van dinosauriëreieren ontstond in de negentiende eeuw. Een van de eerste wetenschappers die fossiele eieren formeel beschreef en benoemde was de Engelsman James Buckman (1814-1884) in een wetenschappelijk artikel uit 1860, On some fossil reptilian eggs from the Great Oolite of Cirencester. Om eierschalen te benoemen maakte hij gebruik van een gelijkaardig systeem van biologische classificatie als het achttiende-eeuwse systeem voor binominale nomenclatuur van Carl Linnaeus (1707-1778) dat soorten ordent in de hiërarchische niveaus rijk, stam, klasse, orde, familie, geslacht en soort. Omdat fossiele embryo's zeldzaam zijn beschikt men in vele gevallen over te weinig gegevens om (dinosauriër)eieren en schalen met zekerheid aan deze taxonomische niveaus toe te kunnen wijzen. Buckman ontwierp een classificatiesysteem dat anderen later tot een parataxonomie ontwikkelden, welke toelaat fossiele eieren te ordenen en te bestuderen zonder enige kennis over het geslacht en de soort die de eieren voortbracht. Omdat vele fossiele eieren uit losse schaalfragmenten bestaan is Buckmans methode, die volledige fossiele eieren classificeerde op basis van vorm en afmetingen, niet bruikbaar voor schaalfragmenten. Zijn methode kon ook niet gebruikt worden om fossiele eieren te onderscheiden van eiervormige stenen. Ook Carruthers (1871) gebruikte vorm en afmetingen. Hij en Buckman redeneerden dat deze kenmerken even onderscheidend waren als de morfologische kenmerken van beenderen die gebruikt worden om dinosauriërtaxa te onderscheiden.

### Paul Gervais

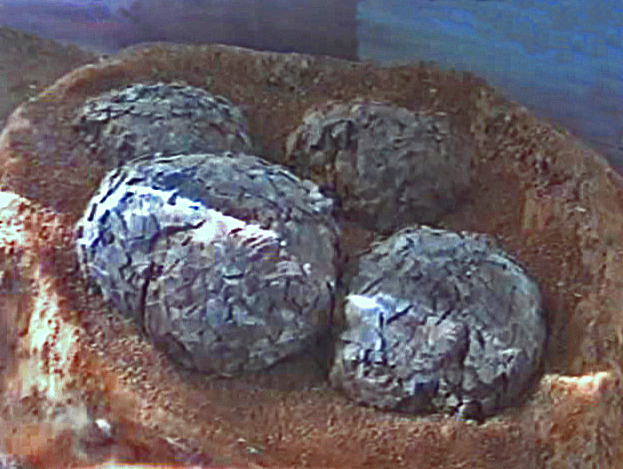
Het oögenus Megaloolithus Mikhailov (1991) (oöfamilie Megaloolithidae Zhao, 1979) in het Museum d'Histoire Naturelle d'Aix-en-Provence. Mogelijk afkomstig van de Titanosauriër Hypselosaurus priscus. Megaloölithus ressorteert onder het Dinosauroïde bolvormige morfotype.

In 1877 kwam de Franse zoöloog, paleontoloog en anatoom Paul Gervais (1816-1879) met het idee dat paleontologen microscopische kenmerken van de schaal zouden kunnen gebruiken om fossiele eieren te classificeren. Hij was het hoofd van het Laboratoire d'Anatomie Comparée van het Muséum national d'histoire naturelle van Parijs, een van de vroege leidende pioniers van de gewervelde paleontologie in Frankrijk en een van de eerste paleontologen om de aanwezigheid van Richard Owens Dinosauria in Frankrijk te erkennen. In de 1870-er jaren ondernam Gervais een studie onder de microscoop van eierschalen die door de Franse paleontoloog Philippe Matheron verzameld werden in het Boven-Krijt van de Provence (Zuid-Frankrijk). In 1876 had hij Gervais gesuggereerd dat de eierschaalfragmenten die hij ontdekt had van Hypselosaurus priscus - die hij in 1868 beschreven had - afkomstig zouden kunnen zijn. De bedoeling was om te achterhalen welk dier de eieren effectief gelegd had. Gervais vergeleek daarom dunne secties van de eierschalen met deze van vogels, schildpadden, krokodillen en gekko's. In een publicatie van 1877 concludeerde hij dat de grote fossiele eieren uit de gesteentelagen van Rognac niet afkomstig zijn van vogels, maar van een reptiel met onbepaalde taxonomische positie, en dat de structuur van de eierschalen onbetwistbare overeenkomsten heeft met die van sommige krokodillen. Ondanks ook de microstructurele overeenkomsten van Matherons eierschalen met de eieren van schildpadden, weerhield hij er zich van ze toe te wijzen aan gigantische schildpadden. Na zijn microscopisch onderzoek concludeerde Gervais dat de eierschalen geen gelijkenis vertonen met die van enig modern reptiel en dus zeer goed mogelijk van Hypselosaurus afkomstig zouden kunnen zijn. Maar Hypselosaurus was niet het enige dinosauriërgeslacht dat tijdens het Laat-Krijt in Zuid-Frankrijk leefde. Ook van Rhabdodon priscus, door Matheron in 1869 beschreven, zijn beenderen bekend uit het Campanien-Maastrichtien van Zuid-Frankrijk, en eveneens van Hadrosauridae. Gervais was er zich van bewust dat men niets wist over eieren van dinosauriërs - laat staan dat men in de 1870-er jaren al veel kennis had over de dieren zelf - maar dat hun fossielen wel voorkomen in de continentale rode gesteentelagen van Zuid-Frankrijk (de moeras- en rivierafzettingen van de Garumnian Beds). Hij opperde dat indien meer beenderen gevonden werden van Hypselosaurus priscus deze zouden kunnen uitwijzen dat het een dinosauriër is, eerder dan volgens Matheron een krokodil.

### Victor van Straelen
De Belgische paleontoloog en geoloog Victor van Straelen (1889-1964) van het toenmalige Koninklijk Natuurhistorisch Museum te Brussel gebruikte in 1928 ook schaaldikte en ornamentatiepatronen op het eierschaaloppervlak van fossiele eieren uit Mongolië (Bajanzag) als onderscheidende kenmerken. Hij stelde al in 1925 vast dat ook de poriekanalen in eierschalen onderling verschillen. De Amerikaanse paleontoloog Barnum Brown en zijn collega de Amerikaanse geoloog Erich Marien Schlaikjer (1940) betwistten echter zijn conclusies. Maar omdat dinosauriëreieren en schalen in Van Straelens tijd nog zeldzaam waren, werd er geen samenhangende of volledige methode voor de classificatie ervan op punt gesteld. Oorspronkelijk onderscheidde hij in vondsten uit Bayn Dzak slechts één type ei waarvan hij suggereerde dat het van Protoceratops andrewsi afkomstig zou kunnen zijn omdat fossielen van deze dinosauriër veelvuldig in de buurt van dit type ei aangetroffen werden. Op basis van schaaldikte, oppervlakte-ornamentatie van de schalen en het aantal porie-openingen in de schalen besloot hij enkele jaren later dat er een tweede type ei voorkwam, maar deed geen uitspraak over het dier dat de eieren zou kunnen gelegd hebben. De overvloed aan types eieren uit Bayn Dzak zorgde voor verwarring over welke eieren door Protoceratops gelegd werden. Van Straelen maakte geen duidelijke afbeeldingen van de eieren waarvan hij dacht dat ze van Protoceratops afkomstig waren en maakte helemaal geen afbeeldingen van zijn tweede eiertype. In 1925 bestudeerde en beschreef hij een nest dat uiteindelijk aan Oviraptor philoceratops toegewezen werd (AMNH 6508). Het werd op 13 juli 1923 ontdekt in rode zandsteenlagen van de Djadochtaformatie in de Gobiwoestijn van Mongolië tijdens een van de Central Asiatic Expeditions van het American Museum of Natural History. Van Straelen trof in een van de eierschalen een zwarte organische materie aan. Om dunne secties eierschaal uit het Boven-Krijt van de Provence (Zuid-Frankrijk) microscopisch te bestuderen, gebruikten hij en Denaeyer zowel normaal (LM = normal light microscopy) als gepolariseerd licht (PLM = polarized light microscopy).

### Zi-Kui Zhao
De Chinese paleontoloog Zi-Kui Zhao, verbonden aan het Institute of Vertebrate Paleontology and Paleoanthropology in Beijing, drong er in een publicatie uit 1975 op aan een universele parataxonomie om dinosauriëreieren te classificeren in te voeren. Hij verkoos parataxonomie omdat het geen kennis vereist van de soort waarvan de eieren afkomstig zijn voor het onderzoek van de structurele componenten ervan. In de twintiger jaren van de twintigste eeuw werden in de Gobiwoestijn van Mongolië tijdens een expeditie van het American Museum of Natural History talrijke eieren ontdekt die aan Protoceratops andrewsi werden toegewezen, een Protoceratopide waarvan tezamen met de eieren vele fossielen werden gevonden in uitgebreide fossiele broedkolonies. De eieren werden dan ook aan Protoceratops andrewsi gelinkt, de eerste dinosauriër waaraan eieren werden toegewezen. Later werd echter ontdekt dat de eieren van Oviraptor philoceratops afkomstig zijn, een oviraptoride theropode dinosauriër waarvan een skelet op een van de nesten in de broedkolonies aangetroffen werd, en waarvan men aanvankelijk dacht dat hij een eierrover was. Ondertussen had de foutieve toewijzing aan Protoceratops een halve eeuw standgehouden. De identificatie van de kenmerken van een fossiel ei, zoals de grootte en de ornamentatie en microstructuur van de schaal, werd door het parataxonomisch systeem van Zhao versterkt. Hij was van mening dat elke parataxonomische rang niet alleen bepaald mag worden door het groeperen van gelijkaardige morfologische kenmerken van de schaal, maar dat elke rang ook de evolutie van die kenmerken moet weergeven. Hij gaf aan dat wetenschappers bij de classificatie er rekening mee moeten houden dat morfologische overeenkomsten tussen fossiele eieren/eierschalen functionele en evolutionaire divergentie tussen verwante soorten kunnen signaleren.

### Konstantin Mikhailov
Pas in 1991 werd parataxonomie breder aanvaard toen Konstantin Mikhailov van het Paleontological Institute, Russian Academy of Sciences onderzoek naar fossiele eieren uit Mongolië publiceerde. Om zijn bevindingen over de eieren te bespreken gebruikte hij het parataxonomisch systeem van Zhao en toonde de voordelen aan van het gebruik ervan. In de loop van enkele jaren na Mikhailovs publicatie begonnen meer paleontologen ook Zhao's parataxonomie te gebruiken. In een publicatie van 1996 kaart Mikhailov onder meer verder het ontbreken van een universele methode voor de classificatie van dinosauriëreieren aan. Hij en zijn collega's wezen erop dat de methoden en criteria die gebruikt werden om fossiele eieren te identificeren en te classificeren onsamenhangend zijn, mogelijk veroorzaakt door de bijzondere aard en de relatieve zeldzaamheid van de fossielen, maar ook door de geografische isolatie van de afzonderlijke ontdekkingen. Zij opperden dat een toename van ontdekkingen van fossiele eieren vereist dat een universele naamgeving en parataxonomie aangenomen wordt. Door hun vaststelling dat Zhao en andere paleontologen in China al tientallen jaren Zhao's parataxonomie met succes hadden toegepast, stelden ze voor om deze methode breder te gebruiken. Mikhailov benadrukte dat wanneer het aantal ontdekte eieren zal toenemen, de diversiteit van de eiertypes ook zal toenemen. Bij gebrek aan een universele manier om deze toegenomen diversiteit te catalogeren zullen de specifieke verschillen tussen de specimina verloren gaan. Mikhailovs wetenschappelijke publicaties gaven vorm aan de parataxonomie van dinosauriëreieren. Hij vestigde het als het systeem waarin wetenschappers hun onderzoek kunnen doen en hun resultaten kunnen communiceren. Hij en zijn team stelden een aantal toevoegingen aan de parataxonomie van Zhao voor, onder meer de invoering van microscopische kenmerken in de eierschaal. Er werd ook voorgesteld dat de (universele) parataxonomie de International Code of Zoological Nomenclature (ICZN) zou volgen. Deze code omvat internationaal overeengekomen standaard richtlijnen voor de naamgeving van organismen. Mikhailovs gewijzigde systeem, dat ook voorstellen van Zhao incorporeerde, vereiste dat de tweeledige naam van elke nieuwe oösoort in de eerste naam (de genus of geslachtsaanduiding) de term oolithus ('stenen ei') draagt. Er werd ook voorgesteld om de parataxonomie van dinosauriëreieren in te passen in een overkoepelende, universele parataxonomie, Veterovata ('oude eieren') genoemd. In deze overkoepelende parataxonomie kunnen dinosauriëreieren gesitueerd worden binnen grotere categorieën fossiele eieren (bv. van krokodillen en fossiele vogels).
In 1994 benoemde Mikhailov een nest met dertien eieren (AMNH 6508) uit de Djadochtaformatie van de Gobiwoestijn (Mongolië) als het oögenus Protoceratopsidovum ("eieren van Protoceratops"). Het werd in 1923 ontdekt tijdens een van de Central Asiatic Expeditions van het American Museum of Natural History en in 1925 door de Belgische paleontoloog Victor van Straelen voor het eerst bestudeerd en beschreven. Zoals de naam zegt dacht hij (onterecht) dat de eieren van Protoceratops afkomstig waren omdat fossielen van deze kleine vroege ceratopiër veelvuldig in de buurt van dit type ei gevonden worden. Protoceratopsidovum komt heel veelvuldig voor in de Barun Goyot-formatie en in de Djadochtaformatie uit het late krijt (Campanien) van het bekken van de Gobiwoestijn in de provincie Ömnögovĭ van Mongolië. Mikhailov deelde het oögenus in drie oöspecies in : P. sincerum en P. minimum-eieren hebben een glad uitwendig oppervlak en P. fluxuosum-eieren hebben fijne ornamentatie op en rond het equatoriaal gedeelte van de schaal. Een kladistische analyse in 2008 door Zelenitsky en Therrien wees uit dat de eieren afkomstig zijn van maniraptore dinosauriërs.

### Andere onderzoekers

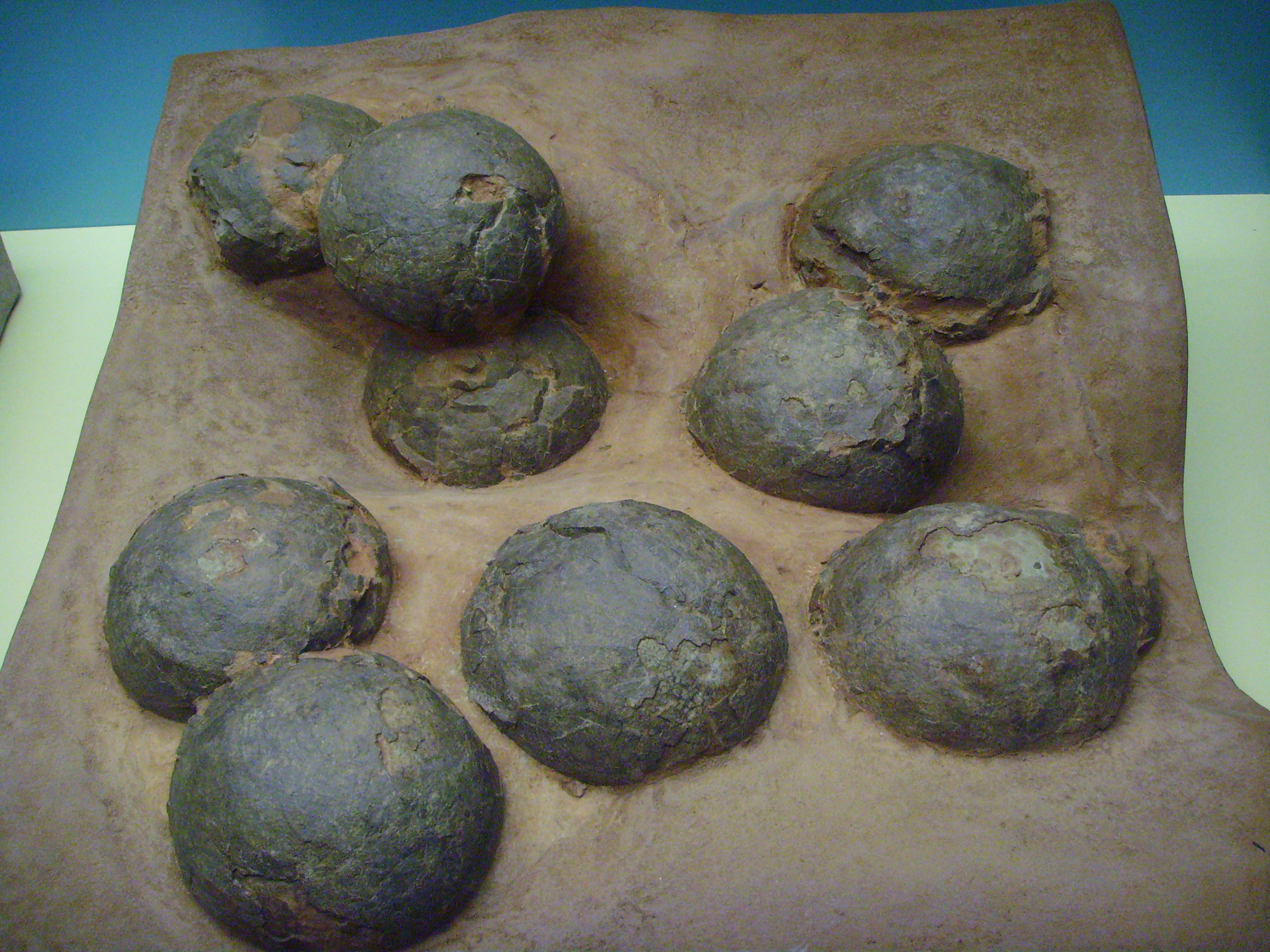
Een cluster Oolithes spheroides, oösoort benoemd door Young in 1954. Afkomstig van een onbekende soort Theropoda uit Mongolië. Naturmuseum Senckenberg, Frankfurt am Main, Duitsland.

Dinosauriëreieren uit de omgeving van de Chinese stad Laiyang (provincie Shandong) werden door Young (1954) op basis van macrostructurele kenmerken onderverdeeld in een oösoort met een verlengde vorm, Oolithes elongatus, en een ronde oösoort, Oolithes spheroides. Young gebruikte geen microscopische verschillen als onderscheidende kenmerken, maar in een wetenschappelijke publicatie uit 1955 werd dit door Chow wel aangewend. Later gebruikte Young lengtediameterratio's om twee ondersoorten te onderscheiden in de oösoort Oolithes rugustus, waarvan de ene ondersoort breder en korter was dan de andere.
In 1957 ondernamen Dughi en Sirugue een systematisch onderzoek van de kalksteen- en zandsteenlagen van het Boven-Krijt van de Zuid-Franse Provence, onder meer in Aix-en-Provence ('Eggs-en-Provence' onder paleontologen en geologen), en ontdekten honderden dinosauriëreieren. Uiteindelijk werd het hen duidelijk dat de sedimentaire gesteenten van het gebied letterlijk miljoenen eieren bevatten. Zij konden minstens tien en mogelijk tot vijftien verschillende soorten eieren onderscheiden die zij aan Sauropoda (zoals Hypselosaurus), Ornithopoda en Theropoda toewezen. Soms vonden zij de eieren in clusters of groepen wat veel speculatie over de manier van eieren leggen veroorzaakte. Sommige schalen bevatten nog organische resten, wat in sommige gevallen erop kan wijzen dat de oorspronkelijke kleur groen en geel was. In 1976 plaatsten Dughi en Sirugue de eieren van Zuid-Frankrijk onafhankelijk van elkaar in een vogel- en in een reptielgroep.
Onder meer James Alvin Jensen (1918-1998), een Amerikaans paleontoloog, ontwikkelde een classificatiemethode waarin de verschillende eiertypen alfabetisch worden weergegeven (1966).
De verschillen in de poriekanalen werden door Sochava (1969) aangewend als basis voor zijn indeling van eierschalen in multicanaliculaat, angusticanaliculaat en prolatocanaliculaat. Het poriekanaaltype tubocanaliculaat werd door Erben ingevoerd (1970). Later plaatste Sochava (1971) zijn angusticanaliculate en prolatocanaliculate eierschalen in een groter oötaxon dat hij de Ornithoïde groep noemde wegens de microstructurele overeenkomsten met eierschalen van vogels. De multicanaliculate eierschalen deelde hij in bij de Testudoïde groep vanwege de overeenkomsten met eierschalen van schildpadden. In 1971 concludeerde Sochava na het bestuderen van de fossiele eieren uit het Boven-Krijt van de Provence (Zuid-Frankrijk) dat hun eierschaal overeenkomsten vertoont met de eierschaal van schildpadden en wees ze toe aan de Testudoïde groep. Het onderscheid dat sommige dinosauriëreierschalen op die van vogels lijken en andere meer gelijkenis vertonen met schildpadeierschalen werd al lang voor Sochava's publicatie opgemerkt.
Chao en Chiang (1974) ontdekten dat de door Young benoemde oösoort Oolithes spheroides verder kon opgedeeld worden in vijf types, gebaseerd op de dikte van de buitenste (dikste) eierschaallaag, de dikte van de onderste eierschaallaag (de mammila) en het aantal kegelvormige mammilae per mm² in de mammila. Hun werk wees aldus op de tekortkomingen van de macrostructurele classificatie van Young en resulteerde in het onderscheiden van vijf verschillende oösoorten Oolithes. De meeste zullen later dan weer als verschillende oögeslachten (oögenera) erkend worden.
Naast de alfabetische classificatiemethode van onder meer Jensen ontwikkelden bv. Williams, Seymour & Kérourio (1984) een numerieke classificatiemethode. Maar de numerieke en de alfabetische systemen van de verschillende auteurs zijn meestal niet vergelijkbaar omdat bv. een A-type-ei in de parataxonomie van de ene auteur niet noodzakelijk overeenkomt met hetzelfde type ei in de parataxonomie van de andere auteur (bv. Jensen (1966) ten opzichte van Srivastava et al., 1986).
Penner (1985) ontwikkelde een parataxonomie op basis van de vorm van eierschaaleenheid.
In 1986 werden door Nesov en Kaznyshkin twee nieuwe typen poriekanaal ingevoerd; lagenocanaliculaat en foveocanaliculaat.

## Parataxonomische classificatie van dinosauriëreieren

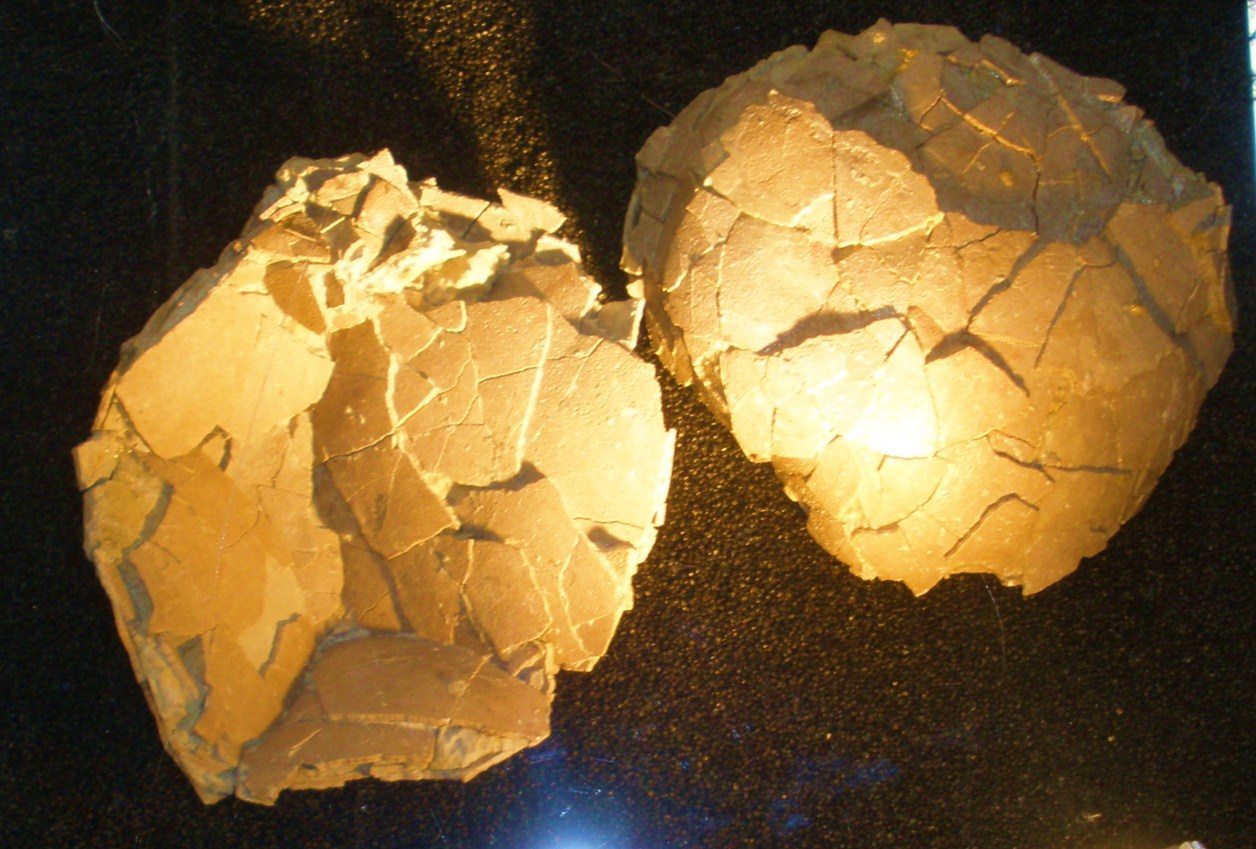
Oösoort Cairanoolithus dughii Vianey-Liaud et al., 1994. Oögeslacht Cairanoolithus Vianey-Liaud et al., 1994. Oöfamilie Cairanoolithidae Sellés & Galobart, 2015. Dinosauroïde bolvormig morfotype. Laat-Campanien-Vroeg-Maastrichtien (Boven-Krijt) van het bekken van Aix-en-Provence (Rognac kalksteen, Zuid-Frankrijk).

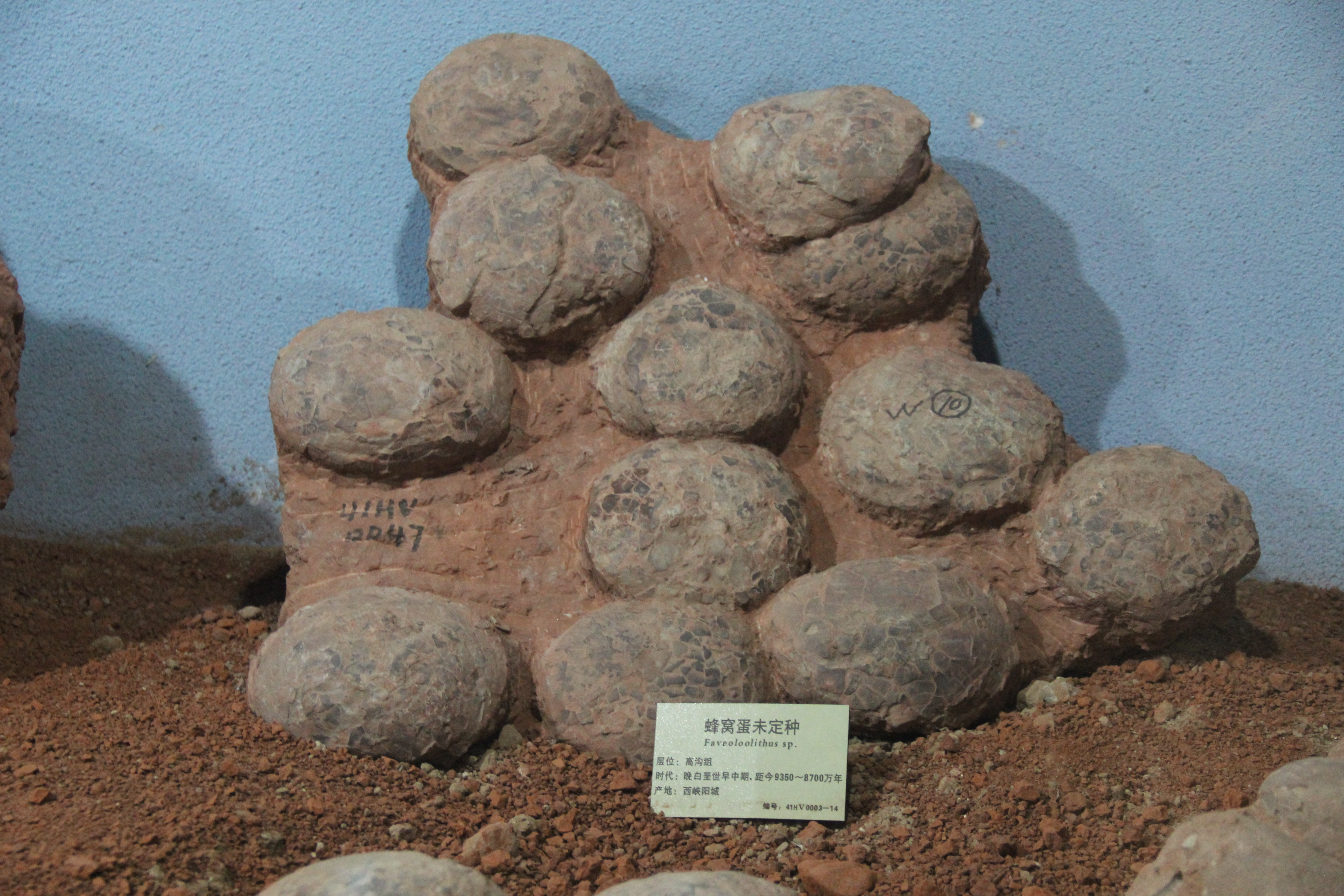
Oösoort Faveoloolithus sp., oögenus Faveoloolithus Zhao & Ding (1976), oöfamilie Faveoloolithidae Zhao & Ding, 1976. Dinosauroïde bolvormig morfotype. Boven-Krijt van China, Mongolië en Zuid-Korea. Geologisch museum van Henan (China).

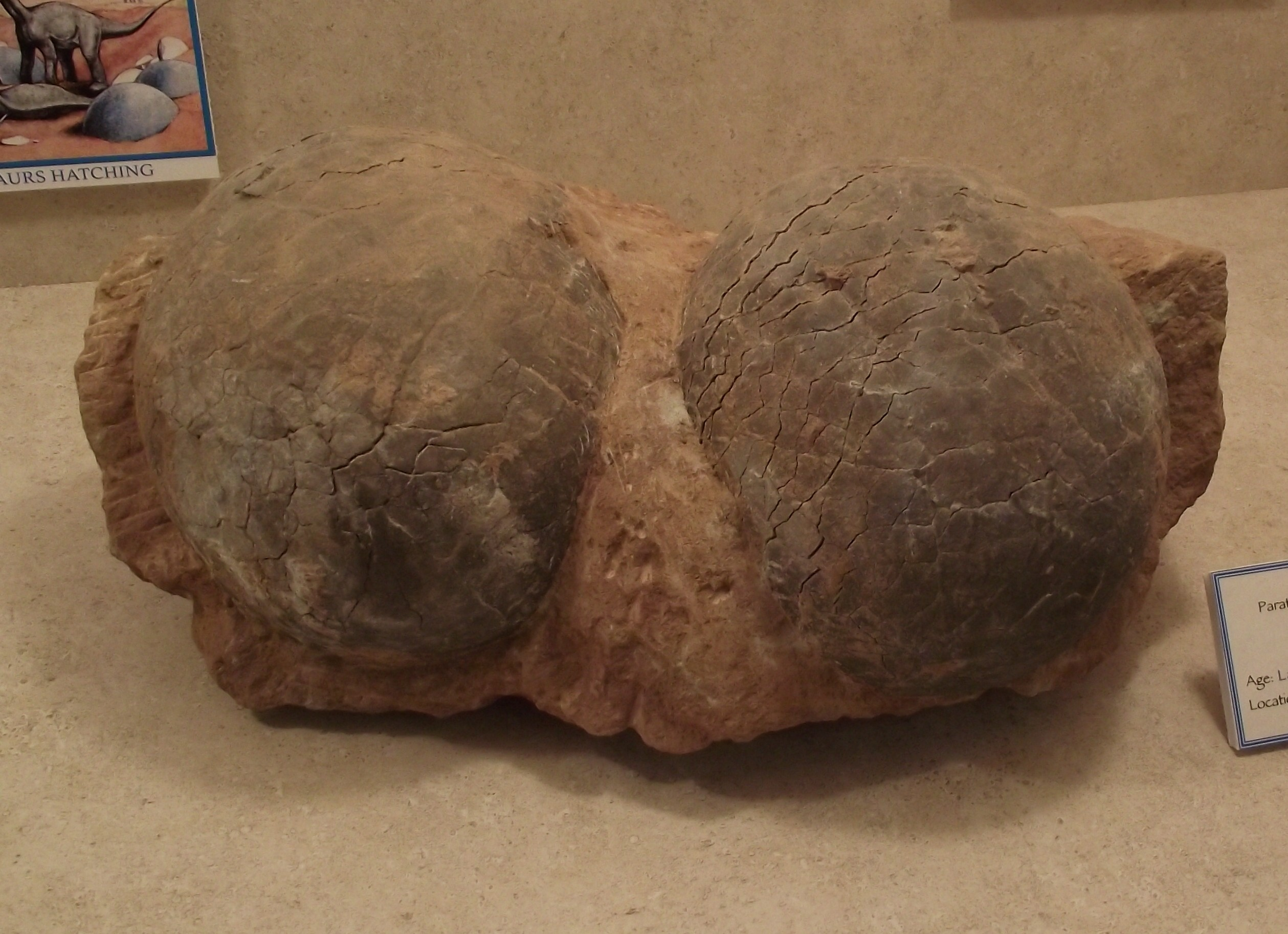
Dendroolithus sp., afkomstig uit de Kaoguo-formatie van Henan, China. Tentoongesteld op de San Diego County Fair van California (VS).

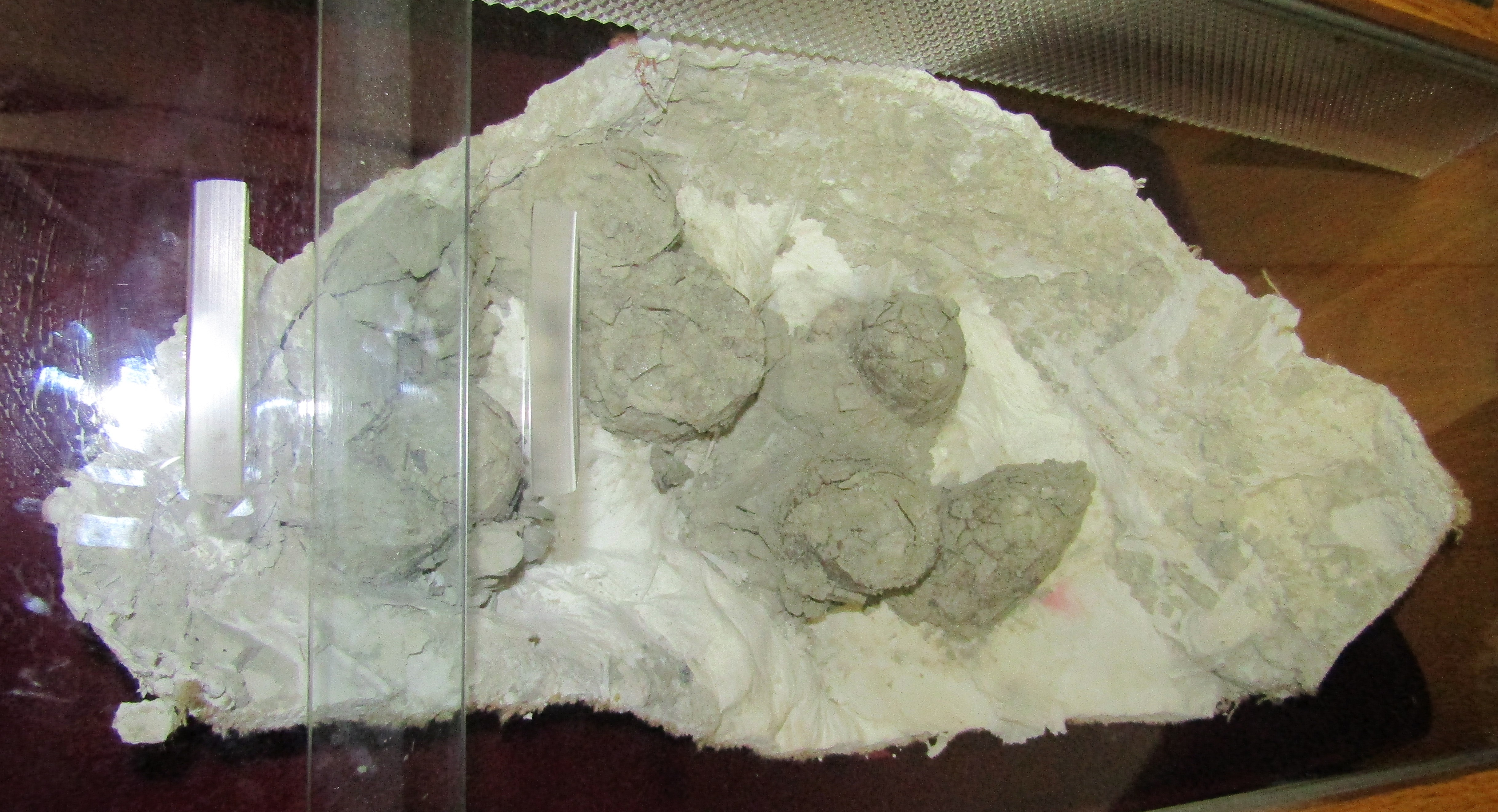
Oösoort Prismatoolithus jenseni Bray, 1999. Oögeslacht Prismatoolithus Zhao & Li, 1993. Oöfamilie Prismatoolithidae Hirsch, 1994. Dinosauroïde prismatisch morfotype. Afkomstig uit het Boven-Krijt (Maastrichtien) van de North Horn-formatie. Wasatch Plateau, Centraal-Utah (VS).

Parataxonomie is een classificatiesysteem dat gebruikt wordt om eierschalen enkel op basis van schaalmorfologie en microstructuur te identificeren, onafhankelijk van de taxonomie van de diverse groepen Dinosauria. Het huidige parataxonomische onderzoek beoogt een kladistische benadering dat binnen een evolutionair kader allerlei kenmerken van eierschalen analyseert. Het systeem deelt fossiele eieren in in de categorieën (oötaxa) (van groot naar klein) familie, geslacht (genus) en soort (species). Ze worden aan soorten toegekend op basis van grootte (lengte, breedte en volume), de dikte van de eierschaal, de ornamentatie van de schaal en het poriepatroon in het schaaloppervlak. Het oötaxon genus classificeert de fossiele eieren iets breder wat betreft grootte, type poriekanaal en groepering van oppervlakte-ornamentatie. Boven het niveau 'familie' zijn er drie hoofdcategorieën ('orden') die gebaseerd zijn op uiterlijke vorm; ronde eieren (bolvormig), langwerpige eieren (prismatisch) en eieren die op vogeleieren lijken (ornithoïde eieren). Tijdens de eerste decennia van de 21ste eeuw gebruiken de meeste paleontologen die fossiele eieren bestuderen het verbeterde parataxonomisch systeem. Maar niet alle onderzoekers gebruiken het en sommige stellen dat het fouten bevat. Door het opstellen van methoden voor het classificeren, verklaren en communiceren van ontdekkingen/resultaten in relatie tot dinosauriëreieren, hebben paleontologen zoals Zhao en Mikhailov het voor wetenschappers mogelijk gemaakt om fossiele eieren tot in detail te bestuderen. De standaard voor de analyse van fossiele eierschalen is het gebruik van SEM (scanning electron microscope) (in 1970 ingevoerd door Erben) in combinatie met PLM (polarized light microscopy) en LM (normal light microscopy).
Parataxonomische classificatie van dinosauriëreieren volgens Mikhailov, Bray en Hirsch (1996) :
Dinosauroïde bolvormig morfotype
Oögeslacht Stromatoolithus Zhao et al., 1991 (= Dictyoolithus ?)
Oösoort Stromatoolithus pinglingensis Zhao et al., 1991
Oöfamilie Cairanoolithidae Sellés and Galobart, 2015
Oögeslacht Cairanoolithus Vianey-Liaud et al., 1994
Oösoort Cairanoolithus roussetensis Vianey-Liaud et al., 1994
Oösoort Cairanoolithus dughii Vianey-Liaud et al., 1994
Oofamilie Stalicoolithidae Wang, Wang, Zhao & Jiang, 2012
Oögeslacht Coralloidoolithus Wang, Wang, Zhao & Jiang, 2012 
Oösoort Coralloidoolithus shizuiwanensis Wang, Wang, Zhao & Jiang, 2012
Oögeslacht Shixingoolithus Zhao et al., 1991
Oösoort Shixingoolithus erbeni Zhao et al., 1991
Oögeslacht Stalicoolithus Wang, Wang, Zhao & Jiang, 2012
Oösoort Stalicoolithus shifengensis Wang, Wang, Zhao & Jiang, 2012
Oofamilie Spheroolithidae Zhao, 1979
Oögeslacht Guegoolithus Moreno-Azanza et al., 2014
Oösoort Guegoolithus turolensis Amo-Sanjuán et al., 2000

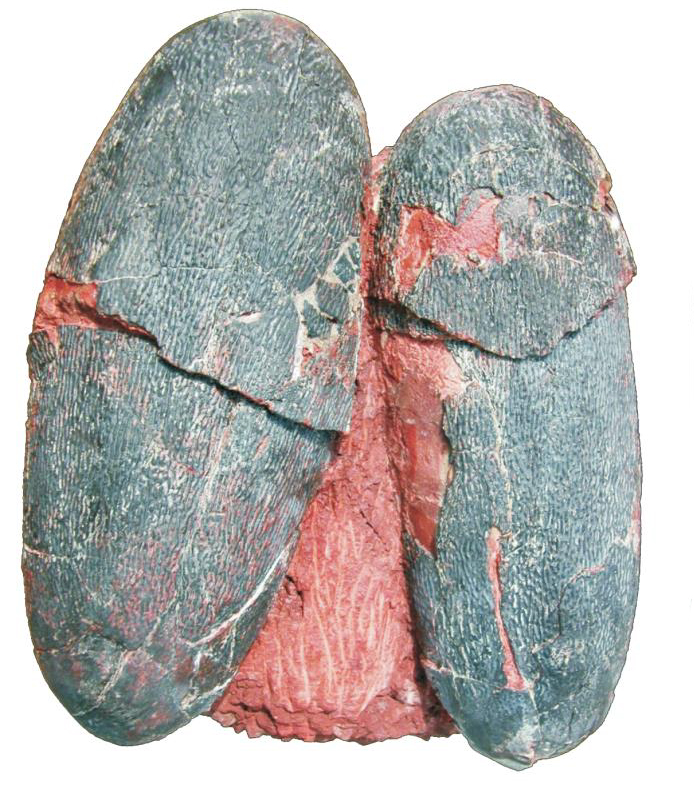
Oösoort Macroolithus yaotunensis Zhao, 1975. Oögeslacht Macroolithus Zhao, 1975. Oöfamilie Elongatoolithidae Zhao, 1975. Dinosauroïde Ornithoïde Ratites morfotype. Afkomstig uit het Bovenste Krijt van de provincie Henan (Centraal-China) en uit het Bovenste Krijt van de Nanxiong-formatie nabij de stad Nanxiong (Zuid-China).

Oögeslacht Spheroolithus Zhao, 1979
Oösoort Spheroolithus albertensis Zelenitsky & Hills, 1997
Oösoort Spheroolithus choteauensis Jackson & Varricchio, 2010
Oösoort Spheroolithus jincunensis Fang et al., 2003
Oösoort Spheroolithus maiasauroides Mikhaillov, 1994
Oösoort Spheroolithus megadermus Young, 1959
Oösoort Spheroolithus spheroides Young, 1954
Oösoort Spheroolithus tenuicorticus Mikhaillov, 1994
Oösoort Spheroolithus zhangtoucaoensis Fang et al., 2000
Oögeslacht Paraspheroolithus Zhao, 1979
Oösoort Paraspheroolithus irenensis Young, 1954
Oösoort Paraspheroolithus sanwangbacunensis Fang, 2005
Oösoort Paraspheroolithus shizuiwanensis Fang et al., 1998
Oösoort Paraspheroolithus yangchengensis Xiaosi et al., 1998
Oofamilie Phaceloolithidae Zeng and Zhang, 1979
Oögeslacht Phaceloolithus Zeng and Zhang, 1979
Oösoort Phaceloolithus hunanensis Zeng and Zhang, 1979
Oofamilie Ovaloolithidae Mikhailov, 1991
Oögeslacht Ovaloolithus Zhao, 1979
Oösoort Ovaloolithus weiqiaoensis Yu, 1998
Oösoort Ovaloolithus laminadermus Young, 1954
Oösoort Ovaloolithus chinkangkouensis Young, 1954
Oösoort Ovaloolithus dinornithoides Mikhaillov, 1994
Oösoort Ovaloolithus huangtulingensis Yu, 1998
Oösoort Ovaloolithus mixistriatus Zhao, 1979
Oösoort Ovaloolithus monostriatus Zhao, 1979
Oösoort Ovaloolithus sangpingensis Fang, 1998
Oösoort Ovaloolithus tenuisus Bray, 1999
Oösoort Ovaloolithus tristriatus Zhao, 1979
Oösoort Ovaloolithus turpanensis Zhang & Wang, 2010
Oösoort Ovaloolithus utahensis Bray, 1999
Oofamilie Megaloolithidae Zhao, 1979
Oögeslacht Megaloolithus Mikhailov, 1991
Oögeslacht Megaloolithus Vianey-Liaud, Mallan, Buscail & Montgelard, 1994
Oösoort Megaloolithus aureliensis Vianey-Liaud et al., 1994
Oösoort Megaloolithus baghensis Khosla & Sahni, 1995
Oösoort Megaloolithus cylindricus Khosla & Sahni, 1995
Oösoort Megaloolithus dholiyaensis Khosla & Sahni, 1995
Oösoort Megaloolithus dhoridungriensis Mohabey, 1998
Oösoort Megaloolithus jabalpurensis Khosla & Sahni, 1995
Oösoort Megaloolithus khempurensis Mohabey, 1998
Oösoort Megaloolithus mamillare Vianey-Liaud et al., 1994
Oösoort Megaloolithus megadermus Mohabey, 1998
Oösoort Megaloolithus microtuberculata Garcia & Vianey-Liaud, 2001
Oösoort Megaloolithus mohabeyi Khosla & Sahni, 1995
Oösoort Megaloolithus padiyalensis Khosla & Sahni, 1995
Oösoort Megaloolithus petralta Vianey-Liaud et al., 1994
Oösoort Megaloolithus problematica Mohabey, 2005
Oösoort Megaloolithus siruguei Vianey-Liaud et al., 1994
Oösoort Megaloolithus walpurensis Khosla & Sahni, 1995
Oögeslacht Pseudomegaloolithus Vianey-Liaud & Garcia, 2003
Oösoort Pseudomegaloolithus atlasi Chassagne-Manukian et al., 2013
Oofamilie Similifaveoloolithidae Wang et al., 2011
Oögeslacht Similifaveoloolithus Wang et al., 2011
Oösoort Similifaveoloolithus shuangtangensis Fang et. al, 2003
Oösoort Similifaveoloolithus gongzhulingensis Wang et. al, 2006
Oofamilie Faveoloolithidae Zhao and Ding, 1976
Oögeslacht Faveoloolithus Zhao and Ding, 1976
Oösoort Faveoloolithus ningxiaensis Zhao & Ding, 1976
Oösoort Faveoloolithus zhangi Jin, 2008
Oögeslacht Sphaerovum Mones, 1980
Oösoort Sphaerovum erbeni Mones, 1980
Oögeslacht Hemifaveoloolithus Wang et al., 2011
Oösoort Hemifaveoloolithus mushanensis Wang et. al, 2011
Oögeslacht Parafaveoloolithus Zhang, 2010
Oösoort Parafaveoloolithus macroporus Zhang, 2010
Oösoort Parafaveoloolithus microporus Zhang, 2010
Oösoort Parafaveoloolithus tiansicunensis Zhang, 2010
Oösoort Parafaveoloolithus xipingensis Fang et al., 1998
Oofamilie Youngoolithidae Zhang, 2010
Oögeslacht Youngoolithus Zhao, 1979
Oösoort Youngoolithus xiaguanensis Zhao, 1979
Oofamilie Dendroolithidae Zhao & Li, 1988
Oögeslacht Dendroolithus Zhao Zikui & Li Zuocong, 1988
Oösoort Dendroolithus dendriticus Fang et al., 1998
Oösoort Dendroolithus fengguangcunensis Fang, 2005
Oösoort Dendroolithus furcatus Fang, 1998
Oösoort Dendroolithus guoqingsiensis Fang et al., 2000
Oösoort Dendroolithus microporosus Mikhaillov, 1994
Oösoort Dendroolithus sanlimiaoensis Fang, 1998
Oösoort Dendroolithus shuangtangensis Fang et al., 2003
Oösoort Dendroolithus verrucarius Mikhaillov, 1994
Oösoort Dendroolithus wangdianensis Zhao & Li, 1988
Oösoort Dendroolithus xichuanensis Zhao & Zhao 1998
Oösoort Dendroolithus zhaoyingensis Fang, 1998
Oögeslacht Placoolithus Zhao & Zhao, 1998
Oösoort Placoolithus taohensis Zhao, 1979
Oösoort Placoolithus tiantaiensis Jin, 2008
Oofamilie Dictyoolithidae Zhao, 1994
Oögeslacht Dictyoolithus Zhao, 1994
Oösoort Dictyoolithus hongpoensis Zhao, 1994
Oösoort Dictyoolithus jiangi Liu & Zhao, 2004
Oösoort Dictyoolithus lishuiensis Jin, 2008
Oösoort Dictyoolithus neixiangensis Zhao, 1994
Oögeslacht Paradictyoolithus Wang et al., 2013
Oösoort Paradictyoolithus zhuangqianensis Wang et al., 2013
Oösoort Paradictyoolithus xiaxishanensis Wang et al., 2013
Oögeslacht Protodictyoolithus Wang et al., 2013
Oösoort Protodictyoolithus neixiangensis (Zhao, 1994) Wang et al., 2013 (= Dictyoolithus neixiangensis Zhao, 1994)
Oösoort Protodictyoolithus jiangi (Liu & Zhao, 2004) Wang et al., 2013 (= Dictyoolithus jiangi Liu & Zhao, 2004)
Oofamilie Polyclonoolithidae Xie et al., 2016
Oögeslacht Polyclonoolithus Xie et al., 2016
Oösoort Polyclonoolithus yangjiagouensis Xie et al., 2016
Dinosauroïde prismatisch morfotype
Oögeslacht Pseudogeckoolithus Vianey-Liaud & Lopez-Martinez, 1997
Oösoort Pseudogeckoolithus nodosus Vianey-Liaud & Lopez-Martinez, 1997
Oofamilie Arriagadoolithidae Agnolin et al., 2012
Oögeslacht Arriagadoolithus Agnolin et al., 2012
Oösoort Arriagadoolithus patagoniensis Agnolin et al., 2012
Oofamilie Prismatoolithidae Hirsch, 1994
Oögeslacht Triprismatoolithus Jackson & Varricchio, 2010
Oösoort Triprismatoolithus stephensi Jackson & Varricchio, 2010
Oögeslacht Preprismatoolithus Zelenitsky & Hills, 1996
Oösoort Preprismatoolithus coloradensis Hirsch, 1994
Oögeslacht Prismatoolithus Zhao & Li, 1993
Oösoort Prismatoolithus caboti Garcia et al., 2000
Oösoort Prismatoolithus gebiensis Zhao & Li, 1993
Oösoort Prismatoolithus hanshuiensis Zhou, 1998
Oösoort Prismatoolithus heyuanensis Lü, 2006
Oösoort Prismatoolithus hirschi Jackson & Varricchio, 2010
Oösoort Prismatoolithus hukouensis Zhao et al., 1999
Oösoort Prismatoolithus jenseni Bray, 1999
Oösoort Prismatoolithus levis Zelenitsky & Hills, 1996
Oösoort Prismatoolithus matellensis Vianey-Liaud & Crochet, 1993
Oösoort Prismatoolithus tenuis Vianey-Liaud & Crochet, 1993
Oögeslacht Protoceratopsidovum Mikhailov, 1994
Oösoort Protoceratopsidovum fluxuosum Mikhailov, 1994
Oösoort Protoceratopsidovum minimum Mikhailov, 1994
Oösoort Protoceratopsidovum sincerum Mikhailov, 1994
Oögeslacht Sankofa López-Martínez & Vicens, 2012
Oösoort Sankofa pyrenaica López-Martínez & Vicens, 2012
Oögeslacht Spheruprismatoolithus Bray, 1999
Oösoort Spheruprismatoolithus condensus Bray, 1999
Oögeslacht Trigonoolithus Moreno-Azanza et al., 2014
Oösoort Trigonoolithus amoae Moreno-Azanza et al., 2014
Dinosauroïde Ornithoïde Ratites morfotype
Oögeslacht Ageroolithus Vianey-Liaud & Lopez-Martinez, 1997
Oösoort Ageroolithus fontllongensis Vianey-Liaud & López-Martínez, 1997
Oögeslacht Diamantornis Pickford & Dauphin, 1993
Oösoort Diamantornis wardi Pickford & Dauphin, 1993
Oösoort Diamantornis laini Pickford et al., 1995
Oögeslacht Ornitholithus Dughi & Sirugue, 1962
Oögeslacht Reticuloolithus Zelenitsky & Sloboda, 2005
Oösoort Reticuloolithus hirschi Zelenitsky & Sloboda, 2005
Oögeslacht Struthiolithus Brant, 1873
Oösoort Struthiolithus chersonensis Brant, 1873
Oögeslacht Tristraguloolithus Zelenitsky et al., 1996
Oösoort Tristraguloolithus cracioides Zelenitsky et al., 1996
Oögeslacht Tubercuoolithus Jackson & Varricchio, 2010
Oösoort Tubercuoolithus tetonensis Jackson & Varricchio, 2010
Oofamilie Elongatoolithidae Zhao, 1975
Oögeslacht Continuoolithus Zelenitsky et al., 1996
Oösoort Continuoolithus canadensis Zelenitsky et al., 1996
Oögeslacht Ellipsoolithus Mohabey, 1998
Oösoort Ellipsoolithus khedaensis Mohabey, 1998
Oögeslacht Elongatoolithus Zhao, 1975
Oösoort Elongatoolithus andrewsi Zhao, 1975
Oösoort Elongatoolithus chichengshanensis Fang et al., 2003
Oösoort Elongatoolithus chimeiensis auteur ?
Oösoort Elongatoolithus elongatus Young, 1954
Oösoort Elongatoolithus excellens Mikhailov, 1994
Oösoort Elongatoolithus frustrabilis Mikhailov, 1994
Oösoort Elongatoolithus jianchangensis auteur ?
Oösoort Elongatoolithus laijiaensis Fang et al., 2003
Oösoort Elongatoolithus magnus Zeng & Zhang, 1979
Oösoort Elongatoolithus sigillarius Mikhailov, 1994
Oösoort Elongatoolithus subtitectorius Mikhailov, 1994
Oösoort Elongatoolithus taipinghuensis Yu, 1998
Oösoort Elongatoolithus yangjiagouensis auteur ?
Oögeslacht Heishanoolithus Zhao & Zhao, 1999
Oösoort Heishanoolithus changii Zhao & Zhao, 1999
Oögeslacht Macroelongatoolithus Li et al., 1995
Oösoort Macroelongatoolithus carlylei Jensen, 1970
Oösoort Macroelongatoolithus goseongensi auteur ?
Oösoort Macroelongatoolithus xixiaensis Li et al., 1995
Oösoort Macroelongatoolithus zhangi ?
Oögeslacht Macroolithus Zhao, 1975
Oösoort Macroolithus mutabilis Mikhailov, 1994
Oösoort Macroolithus rugustus Young, 1965
Oösoort Macroolithus turolensis Amo Sanjuán et al., 2000 = Guegoolithus turolensis Amo-Sanjuán et al., 2000 (Spheroolithidae)
Oösoort Macroolithus yaotunensis Zhao, 1975
Oösoort Macroolithus lashuyuanensis Fang et al., 2009
Oögeslacht Nanshiungoolithus Zhao, 1975
Oösoort Nanhsiungoolithus chuetienensis Zhao, 1975
Oögeslacht Paraelongatoolithus Wang et al., 2010
Oösoort Paraelongatoolithus reticulatus Wang et al., 2010
Oögeslacht Porituberoolithus Zelenitsky et al., 1996
Oösoort Porituberoolithus warnerensis Zelenitsky et al., 1996
Oögeslacht Rodolphoolithus Vianey-Liaud &d Garcia, 2003
Oösoort Rodolphoolithus arioul Vianey-Liaud & Garcia, 2003
Oögeslacht Spongioolithus Bray, 1999
Oösoort Spongioolithus hirschi Bray, 1999
Oögeslacht Trachoolithus Mikhailov, 1994
Oösoort Trachoolithus faticanus Mikhailov, 1994
Oögeslacht Undulatoolithus Wang et al., 2013
Oösoort Undulatoolithus pengi Wang et al., 2013
Oögeslacht Tacuarembovum Mones, 1980 (kan het synoniem zijn van een anderee oösoort)
Oösoort Tacuaremborum oblongum Mones, 1980
Oofamilie Laevisoolithidae Mikhailov, 1991
Oögeslacht Laevisoolithus Mikhailov, 1991
Oösoort Laevisoolithus sochavai Mikhailov, 1991
Oögeslacht Subtiliolithus Mikhailov, 1991
Oösoort Subtiliolithus kachchhensis Khosla & Sahni, 1995
Oösoort Subtiliolithus microtuberculatus Mikhailov, 1991
Oögeslacht Tipoolithus Garcia et al., 2003
Oösoort Tipoolithus achloujensis Garcia et al., 2003
Oofamilie Medioolithidae Kohring & Hirsch, 1996
Oögeslacht Incognitoolithus Hirsch, Kihm & Zelenitsky, 1997
Oösoort Incognitoolithus ramotubulus Hirsch, Kihm & Zelenitsky, 1997
Oögeslacht Microolithus Jackson et al., 2013
Oösoort Microolithus wilsoni Jackson et al., 2013
Oögeslacht Medioolithus Kohring & Hirsch, 1996
Oösoort Medioolithus geiseltalensis Kohring & Hirsch 1996
Oofamilie Montanoolithidae Zelenitsky & Therrien, 2008
Oögeslacht Montanoolithus Zelenitsky & Therrien, 2008
Oösoort Montanoolithus strongorum Zelenitsky & Therrien, 2008
Oofamilie Oblongoolithidae Mikhailov, 1996
Oögeslacht Oblongoolithus Mikhailov, 1996
Oösoort Oblongoolithus glaber Mikhailov, 1996
Dinosauroïde Ornithoïde prismatisch morfotype
Oögeslacht Dispersituberoolithus Zelenitsky et al., 1996
Oösoort Dispersituberoolithus exilis Zelenitsky et al., 1996
Oofamilie Gobioolithidae Mikhailov, 1996a
Oögeslacht Gobioolithus Mikhailov, 1996a
Oösoort Gobioolithus minor Mikhailov, 1996a
Oösoort Gobioolithus major Mikhailov, 1996a

## Structuur en morfologie
Onze kennis van de structuur van dinosauriëreieren is beperkt tot de structuur van de schaal, maar van de structuur van moderne vogel- en reptieleieren kan afgeleid worden dat dinosauriëreieren ook een amnion, een chorion en een allantoïs hadden. Er zijn grote verschillen in afmetingen en vorm. De grootste bekende dinosauriëreieren (Megaloolithus) zijn kleiner dan de grootste bekende vogeleieren van Aepyornis maximus en variëren in vorm van bolvormig tot heel langwerpig. Sommige langwerpige eieren zijn drie keer langer dan breed en zijn symmetrisch, terwijl andere langwerpige eieren een afgerond en een 'puntig' einde hebben, zoals bij vogels. De meeste langwerpige eieren zijn gelegd door Theropoda en hebben een vogelachtige eierschaal. Ronde eieren zijn typerend van niet-Theropode dinosauriërs afkomstig. Zoals de eierschalen van hedendaagse reptielen en vogels zijn de eierschalen van dinosauriërs ook opgebouwd uit kristallen calciumcarbonaat. Het is de ultrastructuur van de eierschalen (de basale rangschikking en structuur van de calciumcarbonaatkristallen) die gebruikt wordt om de eieren in verschillende basistypen in te delen, namelijk de ronde (afkomstig van Sauropoda en Hadrosauridae), de prismatische en de ornithoïde (vogelachtige) basistypen (afkomstig van Theropoda, moderne vogels inbegrepen). Dan worden ze verder onderverdeeld op basis van de microstructuur van de calciumcarbonaatkristallen, op basis van de ornamentatie op het uitwendige schaaloppervlak, en op basis van de poriekanalen.
Voor het onderzoek van morfologie en structuur van fossiele eierschalen gebruikt men een waaier aan analytische methoden. Twee van de meest gebruikte methoden zijn 
het gebruik van SEM (scanning electron microscope) waardoor men een driedimensionaal beeld verkrijgt en microscopische analyse van dunne plaatjes eierschaal. Dankzij cathodoluminescentie kunnen patronen van mineraalvervanging bepaald worden. Andere geochemische analyses, zoals isotopische analyse van sporenelementen en carbonaten, worden aangewend voor analyse van de paleomilieus waarin de eieren gelegd werden.

### Vorm
Meestal is de uiterlijke vorm van eieren tamelijk consistent binnen een soort, maar tussen soorten onderling kunnen de eieren variëren in rondheid. Er zijn de ronde vorm, de pseudo ronde vorm en de verlengde vorm met ofwel gelijke ofwel asymmetrische uiteinden. Deze verschillende vormen evolueerden om verschillende redenen : om het voor gasuitwisseling (zuurstof, waterdamp en koolstofdioxide) beschikbare schaaloppervlak te vergroten bij grote legsels, om de druk op om het even welk punt op het uitwendige oppervlak van de schaal te verminderen, om bij kleine soorten de eieren dichter op elkaar te stapelen in het oviduct, enz. De kromming van de schaal laat het jonge dier ook toe om er met tamelijk gemak uit te breken. De vorm van een ei kan ook inlichtingen geven over de voortplantingsfysiologie van het moederdier. Vogels en sommige van de meest afgeleide vogelachtige soorten theropode dinosauriërs leggen asymmetrische eieren met een stomp en een 'scherp' uiteinde. Deze vorm is het resultaat van de aanwezigheid van slechts één ei per keer in het oviduct, dit in tegenstelling tot de massaproductie van eieren bij reptielen. Sauropoda legden ronde eieren, wat bewezen wordt door resten van herkenbare embryo's in sommige eieren.

### Grootte en eierschaaldikte
De verschillende types dinosauriërs (bv. Sauropoda en Theropoda) legden verschillende eieren. Dit is niet verrassend gezien de grote diversiteit aan afmetingen en vormen van de eieren van de huidige vogels.. Opvallend is dat de inhoud van de grootste bekende exemplaren dinosauriëreieren niet meer bedraagt dan tien liter, wat aantoont dat zelfs de meest gigantische soorten als zeer kleine jongen ter wereld kwamen en hun reusachtige omvang dus bijna geheel na hun geboorte bereikten. Er was geen enkele verhouding tussen de grootte van een ei en de omvang van een volwassen dier. Enkele van de kleinst bekende dinosauriëreieren hebben een inhoud van minder dan één liter maar zijn afkomstig van Sauropoda, waaronder de grootste landdieren die de Aarde ooit voortbracht ressorteren, terwijl van Hadrosauridae eieren bekend zijn waarvan de inhoud drie tot vier keer meer bedraagt. Bij Amniota varieert de dikte van de eierschaal naargelang de grootte van de eieren, de algemene morfologie van de schaal en het voortplantingsgedrag van het ouderdier. De vorm van een ei en de oriëntering ervan in het sediment werd door sommige onderzoekers ook gerelateerd aan het breekpunt van de schaal en het broedgedrag van het ouderdier. Heel grote eieren hebben door het grotere gewicht een dikkere schaal die door calcietstructuren verstevigd kan zijn. De eieren van de olifantsvogel Aepyornis kunnen een schaaldikte van ~3.5 mm hebben, maar uit Argentinië zijn enkele dinosauriëreieren bekend die een schaaldikte van ongeveer 5 mm hebben.

### Ornamentatie
Eierschalen van dinosauriërs vertonen verschillende types oppervlakte-ornamentatie. Sommige oppervlakken zijn glad terwijl andere duidelijke richels of knobbels hebben. Ornamentatie komt algemeen voor bij dinosauriëreieren uit het Krijt, maar slechts sporadisch bij eieren uit het Trias of Jura. Bij sommige eieren is het patroon op de schaal secundair het gevolg van geologische processen zoals chemische en fysische verwering. Welke processen deze oppervlaktepatronen juist veroorzaakten kan soms door analyse van de microstructuur bepaald worden. Dikwijls is de oorspronkelijke ornamentatie beduidend veranderd. Deels omdat hedendaagse eieren deze ornamentatie niet hebben en de meeste ervan een relatief glad uitwendig oppervlak hebben is de functie van de oorspronkelijke ornamentatie van dinosauriëreieren onduidelijk. Er werden vele functies voorgesteld, onder meer door Moratalla en Powell (1994). Enkele hypothesen zijn dat de schaalornamentatie hielp om zand van de poriën in de schaal weg te houden bij ingegraven eieren of dat het de eierschaal extra verstevigde zonder poriekanalen te moeten hebben die te lang waren voor een efficiënte gasuitwisseling (zuurstof, waterdamp en koolstofdioxide). Mellon suggereerde in 1982 dat de richels en knobbels 'paden' vormden waarlangs gassen zich over het eierschaaloppervlak konden verplaatsen, waardoor opeenhoping van te veel koolstofdioxide voorkomen en de uitwisseling van waterdamp en zuurstof bevorderd werd.
In 1999 onderscheidde Carpenter zes ornamentatietypes die door hun onderlinge verschillen bruikbaar zijn voor de classificatie van dinosauriëreieren (parataxonomie) :
1. lineartuberculaat : richels en 'kettingen' van richels en knobbels die lijnen vormen parallel aan de lengteas van het ei.
2. anastomotuberculaat : lineartuberculate richels die echter vertakkende, golvende of verbindende patronen vormen die gelijkenis vertonen met golfribbels in zand.
3. dispersituberculaat : verspreide knobbels, voorkomend op beide uiteinden van langwerpige eieren, waartussen de afvoer van opgestapeld koolstofdioxide kan plaatsgevonden hebben.[180]
4. ramotuberculaat : onregelmatige 'kettingen' van knobbels die een overgang vormen tussen de lineartuberculate middensectie en de dispersituberculate uitenden van langwerpige eieren.
5. compactituberculaat : de koepelvormige toppen van de eierschaaleenheden vormen een dichte bedekking van knobbels op het oppervlak van de schaal, typerend voor de oöfamilie megaloolithidae.[182]
6. sagenotuberculaat : de richels en knobbels vormen een netvormig patroon met daartussen putten en groeven.

### Poriën en poriekanalen
Poriën in de schaal van amniote eieren maken uitwisseling van water en gassen mogelijk tussen het zich ontwikkelende embryo en de omgeving. Omdat poriën voor deze uitwisseling open zijn kan men ze onder een microscoop bestuderen. Soms zijn ze zelfs met het blote oog zichtbaar. Het poriënpatroon is een belangrijke component in het geheel van de kenmerken die gebruikt worden om eierschalen te classificeren. Omdat verschillende types eierschaal dezelfde morfologie hebben moet de poriënstructuur altijd in combinatie met andere kenmerken van de schaal gebruikt worden. De classificatie (parataxonomie) en beschrijving van eierschalen wordt mee bepaald door de poriedichtheid (de onderlinge afstand tussen de poriën), de rangschikking van de poriën en hun verband met het oppervlaktepatroon van de eierschaal. Porie-oppervlak en schaaldikte kunnen ook gebruikt worden om de uitwisselingssnelheid van in- en uitkomende gassen te berekenen, zowel bij hedendaagse als bij fossiele eieren. De berekeningen met betrekking tot fossiele eieren kunnen informatie verschaffen over het klimaat en de paleomilieus waarin de incubatie plaatsvond en vergeleken worden met deze van hedendaagse vogels en reptielen. Poriënpatronen werden door sommige onderzoekers verbonden aan milieuomstandigheden, zoals droogte. Bij eieren die door het ouderdier in de grond begraven werden gebeurde de gasuitwisseling (zuurstof, waterdamp en koolstofdioxide) sneller dan bij eieren die in de open lucht op de grond afgezet werden. Om te veel vochtverlies te voorkomen hebben eieren die in droge gebieden gelegd werden een lagere gasuitwisselingssnelheid dan eieren die afgezet werden in meer vochtige gebieden.
Kenneth Carpenter, Amerikaans paleontoloog, expert op het gebied van fossiele eieren en hoofd van het USU Eastern Prehistoric Museum te Utah (VS), onderscheidt zes typen poriekanalen :
1. angusticanaliculaat : lange, smalle en rechte poriekanalen die uitkomen in poriën die ver uit elkaar staan. Eieren met angusticanaliculate poriekanalen zouden een lage gasuitwisselingssnelheid hebben en komen typisch voor in droge gebieden.
2. tubocanaliculaat : de poriekanalen hebben een grote diameter en hebben trechtervormige openingen op zowel de in- als uitwendige schaaloppervlakte. Eieren met tubocanliculate poriekanalen zouden een hoge gasuitwisselingssnelheid hebben en werden waarschijnlijk in vochtige hopen afgezet.
3. multicanaliculaat : de poriekanalen zijn talrijk, lang en vertakt en staan dicht op elkaar. Eieren met poriekanalen van dit type hadden een hoge gasuitwisselingssnelheid en werden waarschijnlijk eveneens in vochtige hopen afgezet.
4. prolatocanaliculaat : in de loop van hun lengte variëren de poriekanalen in diameter. De snelheid van water- en gasuitwisseling is variabel, waardoor deze eieren geschikt waren om in verschillende milieus afgezet te worden. Het prolatocanaliculate poriekanaaltype wordt verder onderverdeeld in het lagenocanaliculate subtype met kleinere porie-openingen en het foveocanaliculate subtype met grotere porie-openingen.
5. rimocanaliculaat : zeer smalle, spleetachtige poriekanalen. Dit type komt voor bij struisvogels. Deze loopvogels leggen hun eieren in open nesten. Dinosauriëreieren met dit poriekanaaltype werden dus in open nesten afgezet.
6. obliquicanaliculaat : de poriekanalen lopen diagonaal door meerdere eierschaallagen in plaats van ertussen zoals bij de andere poriekanaaltypes. Het obliquicanaliculate type komt alleen bij Preprismatoolithus voor.

De Russische paleontoloog A. Sochava voerde in 1969 een systeem in om dinosauriëreieren te classificeren op basis van de structuur van de poriekanalen. Toen opgemerkt werd dat verschillende types eieren nagenoeg dezelfde poriekanalen kunnen hebben werd Sochava's systeem afgevoerd, maar poriën en poriekanalen spelen tezamen met andere kenmerken een belangrijke rol in de moderne parataxonomie van dinosauriëreieren.

### Microstructuur

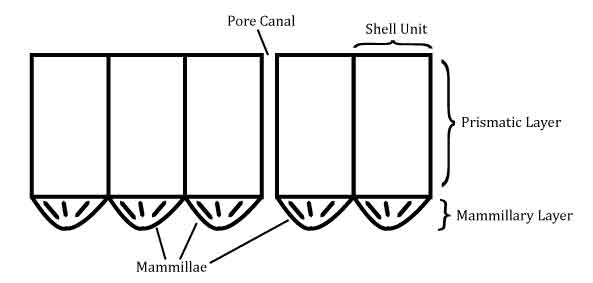
Doorsnede van een eierschaal met twee lagen.

Voor het bestuderen van de microstructuur van eierschalen worden dunne secties onderzocht met behulp van SEM (scanning electron microscopy) om de interne structuur en oriëntering van de eierschaalcellen (shell units) en van de calciumcarbonaat kristallen te kunnen beschrijven. De eierschaalcel is de basiscomponent van de microstructuur. Hun kristalstructuur varieert bij de verschillende amniote eieren. Het eierschaalmembraan dat het embryo, de dooier en het eiwit omgeeft heeft organische centers op de uitwendige oppervlakte (ten opzichte van het embryo) die als nuclei dienen voor de afzetting van de calcietkristallen die de eierschaal vormen. De schaal van dinosauriëreieren is opgebouwd uit één, twee of drie lagen die een verschillende inwendige structuur (ultrastructuur) hebben. Bij theropode dinosauriërs en vogels (de prismatische en ornithoïde morfotypes) vormen kegelvormige mammillae de basis (de onderste laag) van de eierschaalcellen. De mammillae zijn de eerste delen van de eierschaal die gevormd worden. Elke mammilla wordt opgebouwd vanuit kristallen die naar buiten toe vanuit een organische kern uitwaaieren totdat contact gemaakt wordt met de mammillae ernaast en groeit naar boven tot in de volgende eierschaallaag. Deze mammillae zijn beduidend verschillend van de laag erboven (de tweede laag). Deze tweede laag bestaat uit prisma's (de prismatische laag) die afzonderlijk staan, gedeeltelijk samengesmolten zijn of volledig doorlopen, en die zichtbaar zijn doorheen de eierschaal of afhankelijk van de soort aan het zicht onttrokken worden door een ongewone, ruwe structuur (de 'squamatische' laag). Afhankelijk van het eiertype is de overgang tussen de mammillaire laag en de prismatische laag geleidelijk of plots. Een derde laag (de uitwendige laag) bestaat uit verticale calcietkristallen en komt zelden voor bij niet-vogelachtige dinosauriërs. Sommige theropode eieren en de meeste vogeleieren hebben zo'n derde laag. Indien aanwezig is de overgang tussen de uitwendige laag en het buitenste oppervlak van het ei geleidelijk of plots. Naargelang de soort variëren de structurele kenmerken van de eierschaal. Zo hebben de ronde eieren van plantenetende dinosauriërs (bolvormig morfotype) in tegenstelling tot de eieren van vogelachtige en niet-vogelachtige dinosauriërs meestal in elkaar hakende eierschaalcellen die typisch één laag vormen. De eierschaalcellen groeien vanuit hun organische kernen naar boven. De basis van elke eierschaalcel is afgerond. Het is geen echte mammilla omdat de ultrastructuur niet verschilt van die van de bovenkant van de cel.

### Ultrastructuur
De ultrastructuur is de fijnere inwendige bouw van de eierschaal en de verdeling van de calciet- of aragonietkristallen en organische materie binnen verschillende zones van de eierschaalcel. De ultrastructuurtypes die in fossiele en in hedendaagse eierschaal voorkomen zijn : gegroepeerde basale platen, radiale ultrastructuur bestaande uit calciet, radiale ultrastructuur bestaande uit aragoniet, tafelvormige ultrastructuur, radiaal-tafelvormige ultrastructuur, squamatische ultrastructuur en externe ultrastructuur.

## Nesten
Dinosauriëreieren zijn dikwijls onvolledig. Fragmenten van de schaal worden dan ook veelvuldig afzonderlijk gevonden ten gevolge van transport door water en verplaatsing door predatoren. Maar er zijn ook goed bewaard gebleven locaties ontdekt met bijna volledige tot zelfs volledige eieren in georganiseerde structuren. Deze vertegenwoordigen in veel gevallen duidelijk waarneembare nesten en zelfs uitgebreide nest/broedkolonies. Nesten komen voor in een breed scala aan vormen, maar de meeste zijn cirkelvormig of ellipsvormig. Ze kunnen veel of weinig eieren bevatten die soms 'lukraak' en in andere gevallen ordelijk en in een duidelijk patroon gelegd werden. Sauropoda lijken over het algemeen ellipsvormige nesten gemaakt te hebben met een klein aantal eieren (niet meer dan ca. vijfentwintig) die niet in een waarneembaar patroon afgezet werden. Sedimentologisch onderzoek toont aan dat deze nesten door het ouderdier uitgegraven werden (en dat het dus geen natuurlijke depressies zijn), en dat ze komvormig zijn. Later werden de nestkommen door overstromingen met sediment opgevuld.

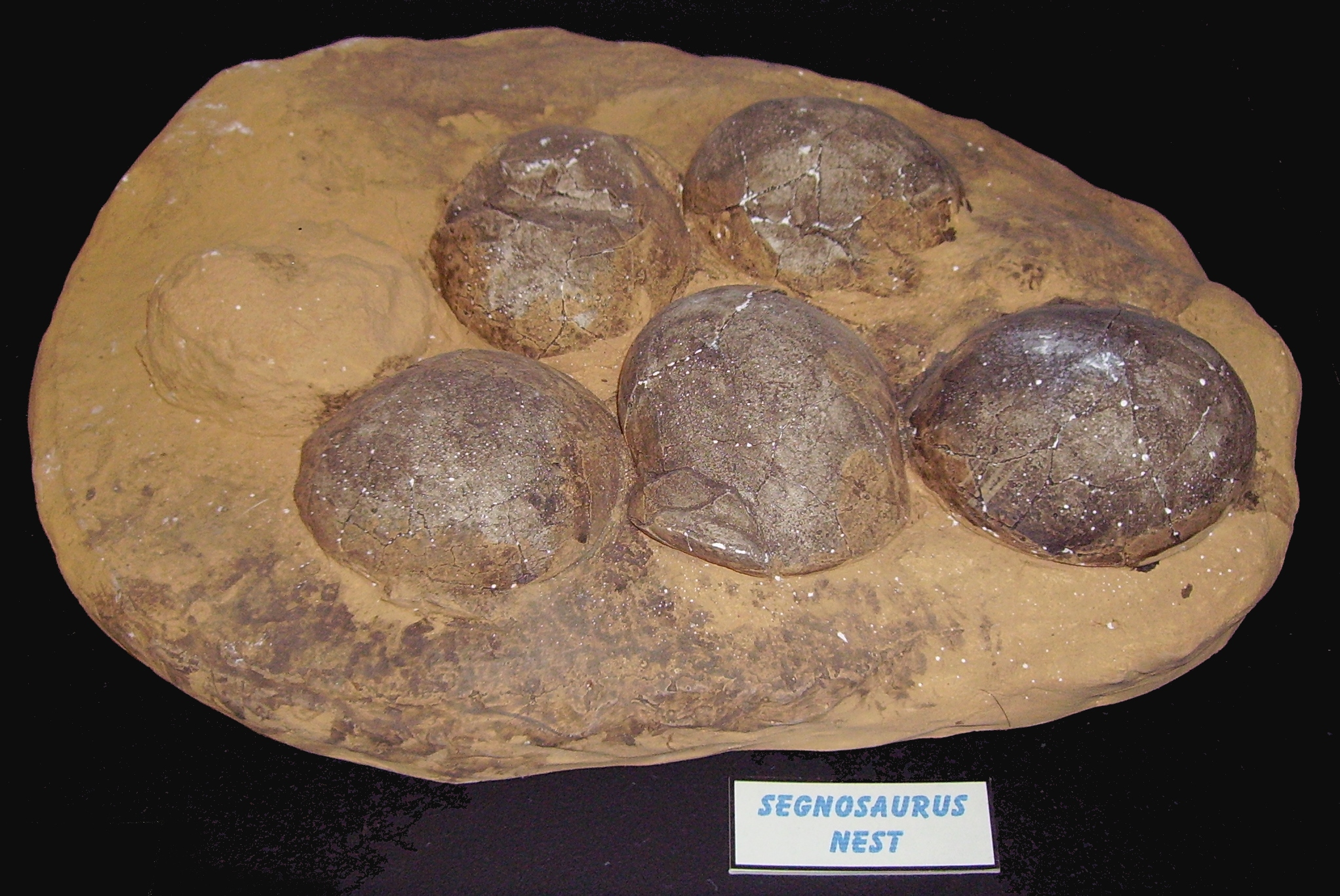
Nest met eieren van Segnosaurus galbinensis (klade Therizinosauria) uit de Bayan Shirezformatie van het Boven-Krijt (Cenomaniaan-Turoniaan) van Mongolië (Amtgay). Dinosaur Fossil Museum, Lyme Regis, Engeland.

Theropoda lijken meestal cirkelvormige nesten gemaakt te hebben. Sommige werden op een heuveltje gebouwd, omgeven door een rand sediment Het aantal eieren varieert afhankelijk van de dinosauriërsoort. Nesten toegewezen aan Troodon bevatten twaalf tot vierentwintig eieren, gelegd in paren. Deze werden in een ringvormige configuratie afgezet. Oviraptornesten bevatten twintig tot zesendertig eieren. De eieren van Troodon en Oviraptor zijn asymmetrisch. Het breedste, stompe uiteinde is bij goed gepreserveerde nesten meestal naar binnen gericht. Gebaseerd op vergelijkingen met hedendaagse vogels vermoedt men dat de eieren met het smalste uiteinde het moederdier verlieten tijdens het leggen. Dit kan erop wijzen dat zij in het meestal vlakke centrum van het nest zat bij het afzetten van de eieren. Deze werden in Oviraptor- en Troodonnesten dikwijls gedeeltelijk begraven waardoor ze mogelijk in hun substraat gestabiliseerd werden en de cirkelvorm van het nest beter behouden bleef. Zeker bij broedende dinosauriërsoorten kan dit laatste belangrijk geweest zijn.
Hypsilophodontidae en Hadrosauridae (bv. Maiasaura peeblesorum), twee families Euornithopode Ornithischiërs, maakten nestkolonies bestaande uit een vijftal tot mogelijk honderden individuele nesten (e.a.). Deze kolonies kunnen op die van hedendaagse vogels die hun nesten op de grond maken in boomloze gebieden geleken hebben (e.a.). Dit wordt ondersteund door de afwezigheid van grote fossiele plantenwortels. In de nesten werden resten van planten aangetroffen, wat erop kan wijzen dat de ouderdieren hun eieren afdekten en/of dat zij enige tijd voedsel aanbrachten na het uitkomen van de jongen. Zonder de bescherming van planten van voldoende grootte waren de nesten aan het weer blootgesteld, maar de nesten zelf boden ook enige bescherming. Bij Hadrosauriden bestonden deze uit een conische depressie in de bodem met een diepte van één meter en een doorsnede van drie meter. Rond het nest was een opgehoogde rand aangelegd die onder een hoek van ongeveer 30° stond. Nesten van Hypsilophodontiden waren vermoedelijk kleiner.
Hoewel dinosauriërnesten vrij zeldzaam zijn, toont het fossielenbestand dat ze in een verscheidenheid aan milieus gemaakt werden, zoals in de nabijheid van stromen en rivieren (fluviatiele milieus), op getijvlaktes en stranden, langs de oevers van meren, langs de kusten van lagunes en zeeën (Sanz et al., 1995; López-Martínez et al., 2000) en zelfs in hydrothermale geisermilieus (Grellet-Tinner & Fiorelli, 2010). Ze zijn bekend uit bijna elk denkbaar terrestrisch sediment, waaronder mudstone, zandsteen en kalksteen. Bepaalde dinosauriërsoorten zouden hun nesten meer in de nabijheid van kustgebieden of in hooglanden gemaakt hebben dan andere soorten, of in drogere of meer vochtige gebieden (Horner, 1999). Soms worden dinosauriërnesten in grote aantallen en verspreid over honderden vierkante meter aangetroffen. Zulke vindplaatsen bevatten duizenden eieren. In het verticaal stratigrafisch profiel van die locaties werden de fossiele nesten door de tijden heen ten gevolge van sedimentatie op elkaar gestapeld. Deze vindplaatsen vertegenwoordigen dus niet alleen grote nest- en broedkolonies waar talrijke individuen tezelfdertijd eieren legden. Het waren ook de plaatsen die zij gedurende vele duizenden opeenvolgende generaties lang bleven bezoeken om hun eieren te leggen en eventueel uit te broeden en een tijd lang voor de uitgekomen jongen te zorgen (afhankelijk van de soort dinosauriër). In Montana bestudeerden John Horner en zijn collega's individuele nesthorizonten die in de loop van duizenden jaren keer op keer op elkaar gestapeld werden. De horizonten bevatten meer dan tien nesten die op gelijke afstand van elkaar verwijderd liggen. De onderlinge afstand was voldoende groot, minstens de lichaamslengte van de volwassen dieren, omdat deze genoeg ruimte moesten hebben om zich tussen de individuele nesten te kunnen verplaatsen. Dit wijst er ook op dat de nestkolonies in open gebieden lagen.

### Nesten in de Gobiwoestijn van Mongolië
In de Bayn Shireh,- Djadochta,- Barun Goyot,- en Nemegtformaties van het Boven-Krijt van de Gobiwoestijn in Mongolië kunnen drie types nesten onderscheiden worden; een typisch ondergronds nest (zoals bij schildpadden) met Dendroolithide en Faveoolithide eieren en twee types opgehoogde nesten ('heuvelnesten') die ofwel uit zand ofwel uit plantaardig materiaal opgebouwd zijn. De tafonomische kenmerken van elk type verschillen van die van de andere typen. De ondergrondse nesten bevatten ronde, bijna symmetrische eieren die zonder patroon of willekeurig in de kuil afgezet werden. In opgehoogde nesten die uit zand bestaan worden langwerpige eieren aangetroffen die over de lengteas verticaal in het zand door het moederdier afgezet werden, zoals de gladschalige eieren van Protoceratops. Meestal is het onderste, puntige uiteinde door het fossilisatieproces heen dan ook intact gebleven. Dit preservatiekenmerk wijst er nog eens op dat de eieren verticaal gelegd werden en dat na de inbedding in sediment het holle binnenste met sediment opgevuld werd. Door het uitkomen van de jongen of door breuk was dit uiteinde immers open. De eieren in opgehoogde nesten die uit plantaardig materiaal gemaakt werden, vielen na inbedding in sediment en na ontbinding om en werden door het gewicht van het bedekkend sediment haaks op de lengteas afgeplat. De meeste langwerpige eieren waarvan de schaal van ornamenten voorzien is, zijn op deze manier afgeplat, niettegenstaande hun schaal dikker is dan de schaal van gladschalige eieren. Toen de plantaardige materie waaruit de nesten opgebouwd waren begon te rotten, moet er een grote hoeveelheid koolstofdioxide geproduceerd geweest zijn waardoor de partiële druk van zuurstof verlaagd werd en de embryo's meer ademhalingsproblemen kunnen ondervonden hebben dan bij opgehoogde nesten bestaande uit zand. Mogelijk werd de uitwisseling van ademhalingsgassen bevordert door de ornamentatie, omdat de openingen van de eierschaalporiën, waarlangs het embryo ademt, zich altijd tussen de ornamentatierichels bevinden. Hierdoor werd voorkomen dat de poriën door het plantaardig materiaal afgesloten werden. De parallel lopende en vertakkende gebieden tussen de richels zouden gediend hebben om de door de embryo's uitgescheiden ademhalingsgassen naar boven te leiden.
In dezelfde formaties van de Gobiwoestijn waar veelvuldig nesten en eieren van Dinosauriërs werden gevonden, vond men skeletresten van de volgende Dinosauriërtaxa :
- Hadrosauridae
- Sauropoda
- Tyrannosauridae
- Ornithomimidae
- Protoceratopidae
- Oviraptoridae
- Ankylosauria
- Dromaeosauridae
- Deinocheiridae
- Therizinosauridae
- Pachycephalosauria

### Nesten in Zuid-Frankrijk
Te Albas (departement Aude) werden talrijke eieren in clusters gevonden. Ze werden voor het eerst door Plaziat (1961) beschreven. Deze nesten bevatten typisch vier in een straal van 30 cm gegroepeerde eieren. Nog in Albas werden eieren op de bodem van een smalle, diepe put gevonden. Dit nest werd beschreven door Erben et al. (1979). Het was het eerste ondergrondse nest dat in Frankrijk gevonden werd.
In 1981 beschreef Kérourio (1981) verschillende clusters begraven eieren uit het geologisch bekken van Aix-en-Provence. Een van deze nesten werd opgegraven één kilometer noordelijk van Rousset-sur-Arc (departement Bouches-du-Rhône). Het bevatte acht grote eieren in een kegelvormige put van 70 cm diepte en met een opening van 70 cm breed en 120 cm lang. De eierencluster werd in bovenaanzicht getekend. Het vertoont gelijkenis met de eierencluster uit Albas, beschreven door Erben et al. (1979), maar verschilt van de eierenclusters uit het Boven-Krijt van Mongolië, China en Montana.

#### Rennes-le-Château
In 1984 werd in het Rognacien (Boven-Maastrichtien) van Rennes-le-Château (departement Aude), in continentale sedimenten 50 m² opgegraven door teams van het Muséum d'Histoire Naturelle van Le Havre en van het Muséum d'Histoire Naturelle de Marseille. Het open uiteinde van de aangetroffen eieren was altijd naar boven gericht en wordt beschouwd als de opening waarlangs het jong uit het ei kwam. Het onregelmatige deel van de schaal dat door het uitkomend jong naar boven geduwd werd (het 'venster') viel in het ei met de holle kant van de fragmenten ervan naar boven gericht. Bij een van de honderdvijftien eieren lagen fragmenten van het venster zowel binnen als buiten het ei. Slechts twee eieren waren niet uitgekomen. Een eerste type nest te Rennes-le-Château bestaat uit boogvormige rijen van twee, drie of vier eieren. Het resultaat van het denkbeeldig verbinden van deze bogen kan erop wijzen dat de eieren oorspronkelijk deel uitmaakten van grotere cirkelvormige groepen die tot veertien eieren bevatten. De straal van deze groepen schommelt tussen 1,3 en 1,7 meter. De assen van de eieren waren willekeurig doorheen de cirkel georiënteerd. Men vermoedt dat al de eieren van een cirkelvormige groep in één keer gelegd werden. Dit type van groepering is dezelfde als bij de rijen eieren in het Bekken van Aix-en-Provence. Een tweede type nest bestaat uit clusters van drie tot mogelijk acht eieren die willekeurig, dus zonder patroon, gelegd werden. Deze clusters vertonen gelijkenis met de kuilnesten van Rousset-sur-Arc (Aix-en-Provence) die in 1981 door Kérourio beschreven werden, maar de kuilnesten van Rennes-le-Château zijn slechts 35 cm diep. Te Rennes-le-Château komen ook geïsoleerde eieren voor die afzonderlijk kunnen gelegd zijn of deel kunnen uitgemaakt hebben van gedeeltelijk boogvormige rijen eieren. Maar ze kunnen ook tot een stratigrafisch hoger gelegen groep behoort hebben die door erosie verdwenen is.

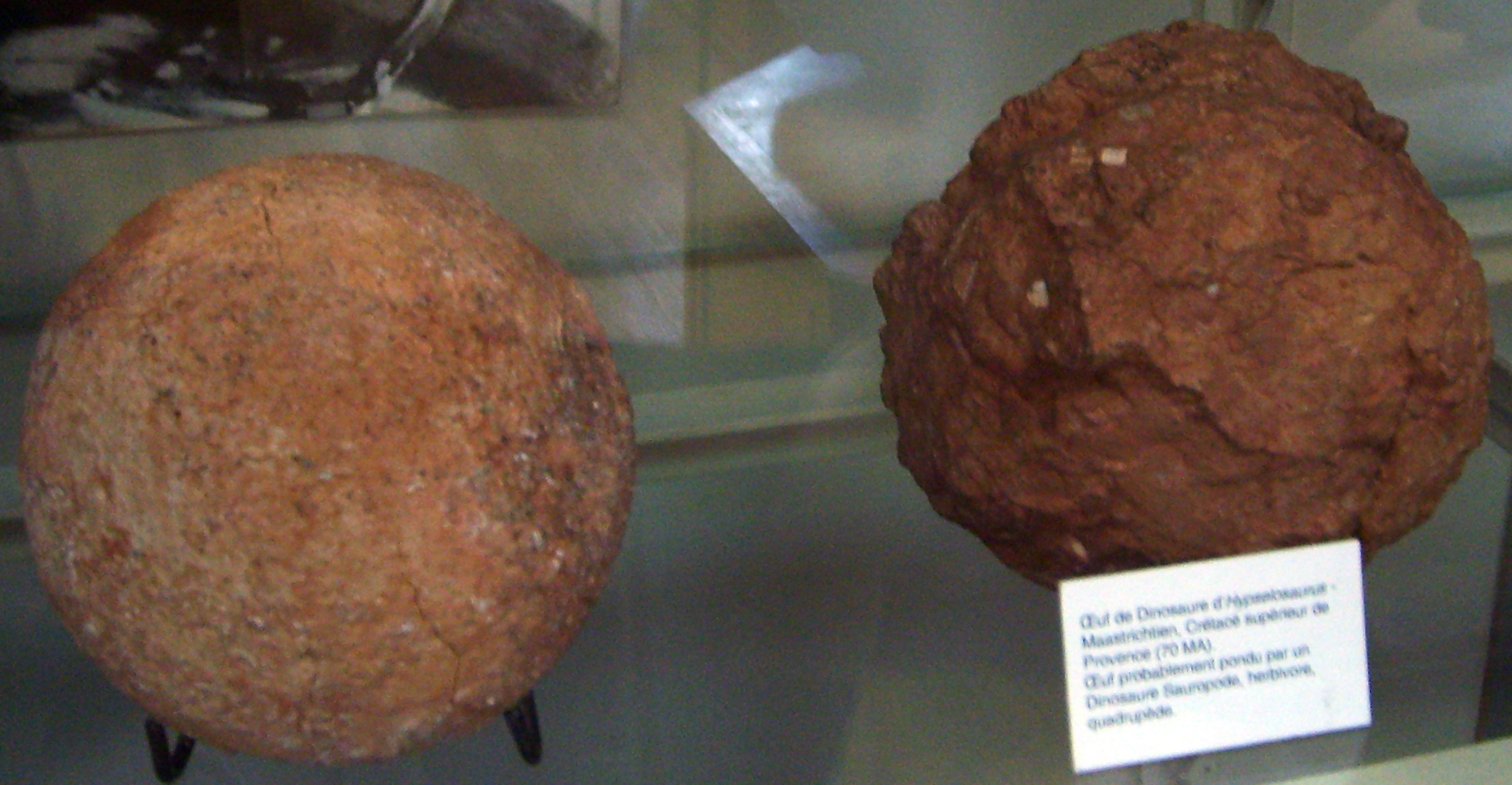
Eieren die aan Hypselosaurus priscus toegewezen worden, omdat beenderen van deze Titanosauriër frequent in dezelfde sedimenten aangetroffen worden (Maastrichtien van de Provence, Zuid-Oost Frankrijk). Muséum national d'histoire naturelle, Parijs.

De gedetailleerde horizontale opgraving door de veldteams van het Muséum d'Histoire Naturelle van Le Havre en van het Muséum d'Histoire Naturelle de Marseille maakte het mogelijk om zowel de horizontale als de verticale verdeling van de eieren te observeren. Dit ruimtelijk perspectief is nuttig om na te gaan of een cluster eieren in een kuil werkelijk één legsel vertegenwoordigt of dat er sprake is van meerdere lagen eieren waarbij elke laag een afzonderlijk legsel vertegenwoordigt, afgezet op verschillende tijdstippen. Deze opgravingsmethode zou ook op de andere Franse vindplaatsen moeten kunnen toegepast worden, maar enkel te Rennes-le-Château laten de zachte sedimenten en de topografie dit toe. Cousin, Breton, Fournier & Watté (1996) besloten in een analyse dat de eieren van Rennes-le-Château niet begraven werden en dat de nesten dus in de open lucht gebouwd werden. De vraag van welke soorten Dinosauriërs de eieren van Rennes-le-Château afkomstig zijn, is heel moeilijk te beantwoorden zolang in de eieren geen identificeerbare embryo's aangetroffen worden, of zolang deze eieren niet in zeer nauw verband met identificeerbare beenderen gevonden worden. Maar in het Boven-Krijt van Zuid-Frankrijk komen overvloedige beenderen voor van Hypselosaurus priscus (infraorde Sauropoda, familie Titanosauridae) en van Rhabdodon priscus (infraorde Ornithopoda, familie Rhabdodontidae). Cousin et al. (1996) wijzen het eerste type nest (eieren in cirkels) van Rennes-le-Château voorlopig toe aan Hypselosaurus.
De eieren werden waarschijnlijk door één dier afgezet dat zich draaide tijdens het leggen en daardoor het midden van de cirkel met haar achterpoten vertrapte. De straal van de cirkel komt overeen met de horizontale afstand tussen de voeten en de cloaca. Omdat een 100 % gehurkte houding door de functionele morfologie van het dier onmogelijk was, kunnen de in cirkels gelegde eieren in een opgerichte of halfopgerichte bipedale houding (enkel op de achterpoten staande) afgezet geweest zijn. Volgens Rolland (1980) bereikte Hypselosaurus een lengte van 12 meter. De voorpoten waren met een lengte van 154 cm veel korter dan de achterpoten (190 cm). De vergelijking van de lengte van de achterpoten en de geschatte positie van de cloaca met de straal van de eierencirkels suggereert dat het moederdier tijdens het leggen een licht gehurkte houding aannam met de achterpoten licht gebogen. De eierencirkels hebben verschillende afmetingen (tussen de 1,30 en 1,70 m), wat aangeeft dat dieren van verschillende afmetingen in de groep (kudde) aanwezig waren, waarschijnlijk een gevolg van een constante groei na het bereiken van de seksuele volwassenheid. Het tweede type nest wordt door Cousin et al. (1996) voorlopig toegewezen aan Rhabdodon priscus of aan een andere Sauropodesoort buiten Hypselosaurus. Een andere Titanosauride Sauropode waarvan in het Boven-Krijt (Maastrichtien) van Zuid-Frankrijk beenderen worden gevonden is Titanosaurus indicus. Dauphin (1990) argumenteert dat het voorlopig zonder onweerlegbaar bewijs (identificeerbare embryo's in de eieren en/of identificeerbare beenderen in zeer nauw verband met de nesten/eieren) niet mogelijk is om de nesten en eieren van de Zuid-Franse vindplaatsen aan Dinosauriërtaxa toe te wijzen.

### Nesten in Montana: Egg Mountain en Egg Island

#### Ontdekking
John "Jack" Robert Horner, een Amerikaans paleontoloog en curator van het Museum of the Rockies (University of Montana) en de Amerikaanse paleontoloog Robert "Bob" Makela identificeerden in de zomer van 1978 een skeletje afkomstig van een baby Hadrosauriër. De kleine grijze beenderen werden in de lente van hetzelfde jaar ten westen van Choteau in Teton County in West-Montana (Verenigde Staten) bij de Willow Creek ontdekt door amateurpaleontoloog Marion Brandvold, eigenares van de Trex Agate Shop (The Rock Shop) te Bynum (Montana), die Horner en Makela de locatie van haar ontdekking aanwees. Op deze locatie bevond zich het eerste Dinosauriërnest ter wereld waarin baby Dinosauriërs (kuikens) aangetroffen werden, en het waren de eerste beenderen van Dinosauriërkuikens die in Noord-Amerika ontdekt werden. Het bleek dat Brandvold een nest-achtige structuur gevonden had met de één meter lange skeletten van vijftien jonge Hadrosauriërs erin. In 1979 vond Laurie Trexler, schoondochter van Brandvold, in de buurt van dezelfde locatie de schedel van een volwassen Hadrosauriër. In 1979 vonden Horner en Makela en hun veldteam in hetzelfde gebied nog verschillende andere nesten en beschreven in datzelfde jaar een nieuwe soort : Maiasaura peeblesorum. Vrijwilligster Fran Tannenbaum vond in juli 1979 op de top van een kleine heuvel grote stukken eierschaal van het eerste Dinosauriërei dat ooit in Noord-Amerika gevonden werd. Een oliemaatschappij, die op dat moment in de nabijheid boorwerkzaamheden uitvoerde, toevallig en toepasselijk Shell, ging ermee akkoord haar werkzaamheden te verleggen zodat het veldteam met opgravingen kon beginnen. De heuvel zou bekend worden als Egg Mountain en zou, buiten de nesten van Maiasaura, ook nog nesten met eieren en embryo's van Troodon formosus en van Orodromeus makelai blijken te bevatten.

#### Nesthorizonten
De Dinosauriafauna van de Two Medicineformatie van Zuid-Alberta en West-Montana is sinds de ontdekking van de eerste beenderen van Maiasaura peeblesorum in 1978 het brandpunt van onderzoek naar sociaal gedrag. Dit onderzoek heeft al uitgewezen dat sommige genera hun nesten in nestkolonies bouwden en dat de jongen van sommige genera nestvlieder waren en van andere nestblijver. In de Two Medecineformatie werden talrijke types eieren gevonden, maar resten van embryo's die toelaten de Dinosauriërsoort te identificeren, werden in slechts vier types aangetroffen. De soorten die konden geïdentificeerd worden zijn de Hadrosauride Maiasaura peeblesorum, de Hadrosauride Hypacrosaurus stebingeri, de basale Euornithopode Orodromeus makelai en de Troodontide Troodon formosus. Horner beschreef uitvoerig de oriëntatie van de eieren en de verspreiding van de nesten, tezamen met de geologie en de verspreiding van de bioklasten in de sedimenten van Egg Mountain. De tafonomie en de verspreiding van beenderen in de horizonten die de nesten bevatten werden niet beschreven. Alle fossielen werden van 1982 tot 1984 met behulp van drie coördinaten in kaart gebracht. Vanaf 1986 tot heden gebeurde dit enkel voor nesten en skeletten. Bij alle vier de soorten zijn de beenderen willekeurig in de horizonten verspreid. De gevonden skeletten zijn onvolledig, niettegenstaande er geen enkel spoor van predatie op de beenderen gevonden werd (bijtsporen).

##### Maiasaura peeblesorum
In 1979 werd de typesoort Maiasaura peeblesorum kort en diagnostisch beschreven en benoemd door Jack Horner en Robert Makela. De genusnaam verwijst naar de 
Griekse godin Maia, wat zoveel betekent als "de Goede Moeder". Horner en Makela refereren hiermee naar de vastgestelde broedzorg, wat ook de reden is waarom de vrouwelijke verbuiging saura door hen gebruikt werd i.p.v. het in de nomenclatuur van de Dinosauria courant gebruikte saurus (hagedis). De soortnaam peeblesorum eert de families Peebles op wiens eigendom de eerste vondsten gedaan werden. De tweeledige naam betekent dus "Peebles' Goede Moeder hagedis".
In het gebied van de Willow Creek Anticline (Teton County) werden drie nesthorizonten van Maiasaura peeblesorum ontdekt. De twee bovenste horizonten bevatten elk zowel beenderen als eieren. De beenderen zijn afkomstig van dieren met een dijbeenlengte van vijf (embryonisch) tot tien cm. Er werden ook enkele tanden van niet-geïdentificeerde carnivoren en van Troodon gevonden. In de onderste horizont werden acht nesten aangetroffen waarvan er twee jongen bevatten. Over het oppervlak van de broedplaats lagen afzonderlijke beenderen van jongen willekeurig verspreid. Op twee meter van een van de nesten met jongen lag een gedeeltelijk skelet in anatomisch verband. Dit individu is slechts half zo groot als de jongen in het nest, en heeft een dijbeenlengte van 7 cm. Er werden geen eierschaalfragmenten gevonden in associatie met dit geïsoleerde jong. Waarschijnlijk werd het door een van de ouderdieren uit het nest verwijderd omdat het kort na het uitkomen gestorven was. Afzonderlijk aangetroffen beenderen zijn afkomstig van individuen waarvan de dijbeenlengte varieert van 6 cm tot 19 cm. Er zijn veel meer beenderen van kleinere jongen dan van grotere dieren. De gemiddelde dijbeenlengte van volwassen Maiasaura bedraagt 110 cm. bij een lichaamslengte van ongeveer negen meter, een "hoogte" van ongeveer twee tot tweeëneenhalve meter en een geschat gewicht van ongeveer 2.500 kg. Horner schatte dat een Maiasaura na vijf jaar de volwassen lengte bereikt had. Vele afzonderlijke beenderen uit alle drie de horizonten vertonen barsten als gevolg van uitdroging, wat erop wijst dat ze geruime tijd op het oppervlak gelegen hebben alvorens ze met sediment overdekt werden. Andere beenderen lijken door vertrappeling postmortem ('na de dood') gebroken te zijn.

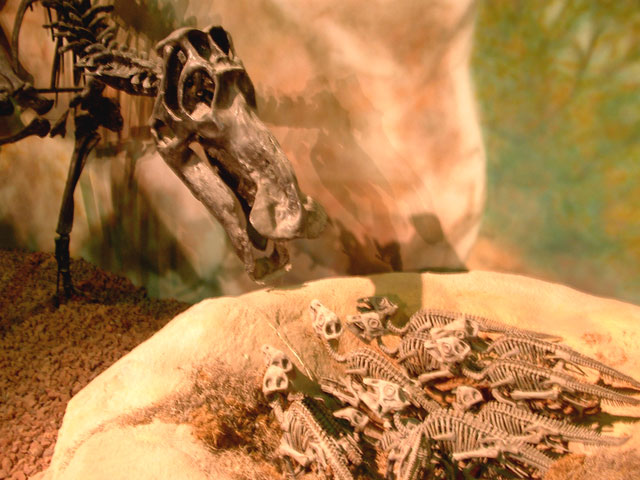
Skeletopstelling van een volwassen Maiasaura peeblesorum bij een nest met jongen. Wyoming Dinosaur Center, Thermopolis, Wyoming.

Maiasaura legde van achttien tot vierentwintig eieren. Gebaseerd op het volume van deze eieren en de grootte van de kleinste aangetroffen jongen (kuikens), wogen deze bij het uitkomen slechts 300 tot 500 gr. De jongen groeiden snel en wogen rond de achtste week tussen 16 en 24 kg. Zulke snelle groei komt ook voor bij nestblijvende vogeljongen en wordt ondersteund door de resultaten van histologisch onderzoek binnen de familie Hadrosauridae. Waarschijnlijk werd de snelle groei mogelijk gemaakt omdat de ouderdieren hun jongen in het nest voedden waardoor al hun energie aan groei kon besteed worden. Zoals bij hedendaagse vogels bleven Hadrosauriërkuikens dus geruime tijd in het nest (Horner, 1979). Dit wordt ondersteund door onder meer de volgende kenmerken : de relatief geringe verbening van de gewrichten, de resten in sommige nesten van jongen met een geschat gewicht van ongeveer 20 kg en eierschalen die tot kleine fragmenten vertrappeld waren, wat aantoont dat de jongen tot geruime tijd na het uitkomen in het nest verbleven. De onderontwikkelde gewrichten wijzen erop dat de voortbeweging nog ontoereikend was om de nesten te kunnen verlaten, totdat een lichaamsgewicht van meer dan 20 kg bereikt werd. Dichtbij maar buiten de nesten werden beenderen gevonden van jongen met dit gewicht. Vanaf dit groeistadium was hun vermogen tot voortbeweging blijkbaar zodanig toegenomen dat zij relatief onafhankelijk van het nest geworden waren. Dit stadium werd rond de achtste week bereikt. Door uitputting van het aanbod plantaardig voedsel in het gebied rond de nestkolonies door talrijke foeragerende ouderdieren die daardoor telkens grotere afstanden moesten afleggen om voedsel te vinden, is het twijfelachtig of de periode dat de jonge dieren in de nesten bleven langer duurde dan acht weken. Vanaf dan vormden de jonge dieren waarschijnlijk groepen en leefden nog een periode verder in het broedgebied. Volgens onder meer Horner (1984), Coombs (1989) en Russell (1989) is het mogelijk dat de jongen gedurende de periode dat zij zich nog in de nesten bevonden voorverteerde planten aten die door de ouderdieren uit het voorste deel van hun spijsverteringskanaal in de nesten uitgebraakt werden, wat efficiënter is dan onverwerkt plantaardig materiaal over grote afstanden in de bek naar het nest te brengen. De afwezigheid in het opvulsediment van de nestkommen van fossiele twijgen die bladeren kunnen gedragen hebben ondersteund deze hypothese.
Omdat de jongen tot acht weken aan het nest gebonden waren, kunnen zij blootgesteld geweest zijn aan temperatuurschommelingen, en de mogelijkheden om dit te vermijden lijken heel beperkt te zijn geweest. Omdat de gewrichten van de ledematen geruime tijd niet genoeg ontwikkeld waren om de nesten te kunnen verlaten op zoek naar schaduw onder vegetatie en om daarna naar het nest terug te keren, is het mogelijk dat de jongen zich in de bodem van het nest ingroeven. Maar juist door de niet voldoende verbeende gewrichten lijkt dit niet mogelijk te zijn geweest. Russell (1989) argumenteerde dat de ouderdieren de jongen van de elementen afschermden, maar hypothetiseerde niet hoe dit in zijn werk ging. Met een gewicht tot 2.500 kg waren de volwassen ouderdieren te groot en te zwaar om hun jongen af te schermen. De jongen waren dus aan harde levensomstandigheden aangepast, wat iets onthult over hun fysiologie. Door een endothermische fysiologie ('endothermie') en een uitwendige isolatielaag (bv. donsveren die later afgeworpen worden) zouden de jongen een veel grotere kans gehad hebben om extreme temperaturen te kunnen overleven. Endothermie (van het Grieks endo = binnen en therm = warmte) betekent dat met behulp van het eigen lichaam een organisme de inwendige temperatuur kan reguleren door bv. te zweten, sneller te ademen of spieren te laten bewegen. Analyses van warmtehuishouding bij een Hadrosauriërjong zonder uitwendige isolatielaag en met een lage stofwisselingsnelheid resulteerden in een lichaamstemperatuur die op een warme dag kon variëren tussen 20 en 45 °C. Onder winterse omstandigheden zou de temperatuur schommelen tussen 2 en 20 °C. De lichaamstemperatuur van een endothermisch jong met een uitwendige isolatielaag zou onder dezelfde omstandigheden met een temperatuurschommeling van slechts 38 tot 45 °C veel stabieler geweest zijn. Momenteel beschikt men niet over direct bewijs dat jonge Hadrosauriërs een of andere isolerende bedekking op hun huid hadden. Maar voor bescherming tegen hoge temperaturen, zonnestralen en ultravioletstralen is een oppervlakte-isolatie onmisbaar. Dit kan aanwezig geweest zijn in de vorm van verlengde schubben met zachte borstelige uiteinden, een haarachtige bedekking of donsveders. Deze isolatie werd in een later stadium, wanneer de jongen het nest ontgroeid waren, afgeworpen. Hedendaagse vogelkuikens in nestkolonies in een warm tot heet milieu die niet door het lichaam van de ouderdieren afgeschermd worden hebben een lichtkleurig donzig verenkleed. Voor Hadrosauriërkuikens wordt de aanwezigheid van een gelijkaardige bedekking aangenomen. De jongen kunnen hun lichaamstemperatuur door snel flapperen van de keelhuid en/of door hijgen verlaagd hebben. Uit het door de ouderdieren in de nesten uitgebraakt, voorverteerd plantaardig materiaal kunnen ze het nodige water gehaald hebben. Dankzij endothermie en een isolerende huidbedekking zouden de Hadrosauriërjongen maximumtemperaturen tot 70 °C moeten hebben kunnen overleven zo lang er water beschikbaar was. Zo lang ze goed gevoed werden door de ouderdieren konden ze ook winderige en/of vochtige periodes met temperaturen bijna op of onder het vriespunt overleven.

##### Troodon formosus
De sedimenten van Egg Mountain bevatten ook eieren, resten van embryo's en van volwassen individuen (enkel uitgeworpen tanden) van de kleine carnivore Dinosauriër Troodon formosus (familie Troodontidae). Alle afzonderlijk gevonden beenderen zijn afkomstig van zeer jonge dieren met een dijbeenlengte van minder dan tien centimeter. Een uitzondering is een gedeeltelijk skelet waarvan het dijbeen een lengte heeft van 12,5 cm. Volwassen individuen Troodon, bekend van andere vindplaatsen, hebben een dijbeenlengte van ongeveer achtentwintig centimeter. De eieren zijn asymmetrisch en langwerpig en behoren tot de oösoort Prismatoolithus levis. Aanvankelijk werden deze toegewezen aan de kleine Euornithopode Orodromeus makelai (Ornithischia) omdat resten van zowel jonge als van volwassen Orodromeus in de vindplaatsen typisch met deze eieren geassocieerd zijn, maar de embryo's in deze eieren hebben minstens vierentwintig apomorfieën van de kladen Dinosauria, Theropoda en Paraves en vijf synapomorfieën van de familie Troodontidae. Resten van Orodromeus en van andere kleine gewervelden die in de Troodoneierhorizonten gevonden worden kunnen prooien van de volwassen individuen van Troodon geweest zijn tijdens hun broedseizoen. De voorste rand van de maxillaire fenestra van de embryo's is breed en afgerond en er is een grote basale tubera (knobbel) aanwezig. Deze twee kenmerken laten toe de soort te identificeren als Troodon formosus. De meeste beenderen zijn verbeend wat erop wijst dat de jongen op het punt stonden uit te komen. Omdat alle embryo's hetzelfde niveau van osteologische ontwikkeling vertonen is het plausibel dat de jongen zowat gelijktijdig uitkwamen. In vergelijking met volwassen individuen hebben embryonische Troodon formosus totaal verschillende lengteverhoudingen in de afmetingen van de achterste ledematen. De eieren hebben verschillende kenmerken die overeenstemmen of die overeenkomsten vertonen met de kenmerken van vogeleieren. Dit bewijst de nauwe verwantschap van Troodontidae met de vogels (Aves). Deze kenmerken zijn onder meer : de asymmetrische vorm van de eieren, een duidelijke structurele differentiatie tussen de mammillaire en de er boven liggende prismatische eierschaallaag, enkelvoudige nauwe (angusticanaliculate) poriekanalen in de eierschaal en een prismatische structuur die in de hele prismatische laag voorkomt. Nog zoals bij vogels hebben de mammillae in de mammillaire laag meer de vorm van een cilinder en zijn de calcietkristallen als blokjes gespleten.
De eieren van Troodon zijn langwerpig en asymmetrisch. Het brede afgevlakte bovendeel heeft een diameter van zeven centimeter en de diameter van de spitse onderste punt bedraagt drie centimeter. Aan de hand van driedimensionale modellen werd de inhoud op ongeveer 485 gram gemiddeld geschat (ongeveer een halve liter), dat is 1 % van de lichaamsmassa van het moederdier. De lengte van de eieren varieert tussen twaalf en zestien centimeter. De geschatte omvang komt overeen met ongeveer de helft van de omvang van eieren van volwassen vogels met dezelfde lichaamsgrootte. In situ aangetroffen eieren staan verticaal tot licht schuin met het smalste uiteinde tot halverwege in de versteende bodem (sediment) ingebed. Hun oriëntatie neigt naar het centrum van het legsel. De openingen van de poriën in de eierschaal zijn ovaal tot rond. Ze zijn onregelmatig over het schaaloppervlak verdeeld. Dikwijls zijn twee of meer poriën langs de lengte-as van het ei uitgelijnd. In het breedste uiteinde (de bovenkant) van de eieren staan de poriën dichter op elkaar, dit bevordert de opname van warmte. De verdamping uit het ei lijkt hetzelfde of minder te zijn dan bij hedendaagse vogels. In een ei van het nest MOR 1139 bleef een natuurlijk afgietsel van het poriekanaal gepreserveerd. In het midden van het kanaal bedraagt de diameter 57.3 µm, die ietwat vermindert naar het binnenste van het schaaloppervlak toe. Poriekanalen in andere eieren van hetzelfde nest en in een ei van het nest MOR 393 hebben dezelfde kenmerken. Bij alle eieren bevindt zich rond de opening van de poriën een depressie. Afhankelijk van de variatie binnen het legsel, de plaats van een individueel ei in een legsel en de preserveringsgraad bedraagt de schaaldikte 0,78 tot 1,2 mm. De preserveringsgraad van het uitwendig oppervlak van de eieren varieert. Mineraalafzetting bemoeilijkt dikwijls het onderzoek van het schaaloppervlak. Op sommige eieren van de legsels MOR 246,- 299,- 675,- en 963 komen zwakke lijnen voor.

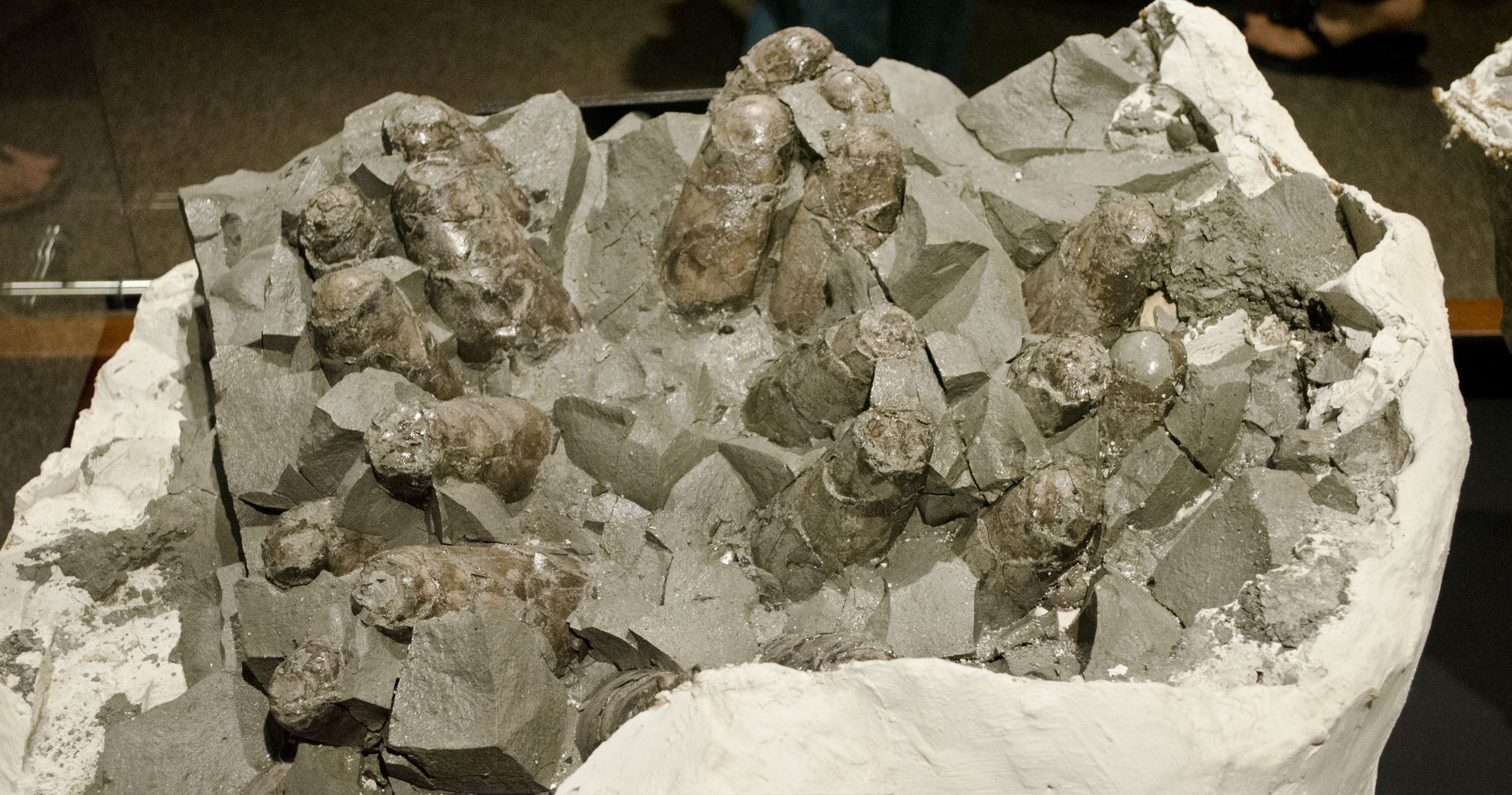
Specimen MOR 299, een nest met eieren (Prismatoolithus levis) door de Amerikaanse paleontoloog Robert R. 'Bob' Makela in 1984 ontdekt in de Two Medicine Formation (Boven-Krijt) van Teton County (West-Montana, V.S.), en door de Amerikaanse paleontoloog John 'Jack' Robert Horner toegewezen aan Troodon formosus (Troodontidae). Museum of the Rockies, Bozeman, Montana.

Nesten van Troodon werden niet alleen in de sedimenten van Egg Moutain gevonden, maar ook in die van Egg Island (Teton County, West-Montana). In totaal werden acht nesten gevonden die de catalogusnummers MOR 246,- 299,- 393,- 675,- 676,- 750,- 963,- en MOR 1139 kregen. Boven op het legsel MOR 750 werd een skelet van Troodon formosus aangetroffen (catalogusnummer MOR 748). Deze zeer nauwe associatie van dit skelet met een nest met eieren toont voor bijna 100% aan dat de eieren werkelijk door Troodon formosus gelegd werden. De nesten bevatten tussen zestien en vierentwintig eieren die in een ovaalvormig patroon afgezet werden. De nestkuil is een ondiepe schotelvormige ovaal met een oppervlakte van ongeveer een vierkante meter, door de ouderdieren uitgegraven in zachte bodem en omgeven door een lage ophoping aarde dat in de loop van miljoenen jaren tot gesteente lithificeerde. Plantaardig materiaal, dat aangevoerd zou kunnen zijn om de eieren door afdekking voldoende vochtig of warm te houden, werd in geen enkel nest aangetroffen, wat erop wijst dat de volwassen dieren hun lichaamswarmte gebruikten voor het uitbroeden en bijgevolg warmbloedig waren. De eieren zijn in de richting van de lengte-as van de ovaal dicht bij elkaar geplaatst.
MOR 246, ontdekt in 1983, is het enige nest dat embryo's bevat. De sedimenten waarin het aangetroffen werd bestaan uit elkaar afwisselende mudstones en kalksteenlagen. De nabij gelegen vindplaats Egg Mountain - met nesten, eieren, embryo's en beenderen van onder meer Maisasaura peeblesorum - is uit gelijkaardige afzettingen opgebouwd en vertegenwoordigen overstromingssedimenten en carbonaatrijke paleosols. Bij de ontdekking was MOR 246 dusdanig zwaar geërodeerd dat de omgevende oorspronkelijk stenen matrix in losse bodem veranderd was. Het legsel vormde een ruwe ovaal van ongeveer 50 bij 90 cm en de meeste eieren, waarvan in minstens drie specimina beenderen zichtbaar waren, stonden onder een hoek met het smalste uiteinde in het sediment. Enkel MOR 246-11, het elfde ei van het nest, lag op de zijde met de lengte-as parallel aan de bodem. Deze positie ontstond waarschijnlijk voorafgaand aan of tijdens de inbedding. De specimina MOR 246-13 en MOR 246-14 zitten als een paar ingesloten in de oorspronkelijke gelithificeerde matrix (gesteente). Het nest werd door Horner en Weishampel beschreven en in kaart gebracht als een legsel bestaande uit negentien eieren. Maar verschillende specimina (de eieren MOR 246-4, 246-6 en 246-19) bestaan uit fragmenten van onbekende oorsprong, en de meeste andere bestaan uit slechts één of twee grote fragmenten. MOR 246-9,- 11,- 15,- en MOR 246-16 zijn in talrijke fragmenten uiteen gevallen. Het minimum aantal van het legsel bestaat op basis van zestien herkenbare eierbodems uit slechts zestien specimina waarvan er twee niet meer bestaan omdat ze gebruikt werden voor grondig onderzoek. De graad van preservering en de volledigheid van de eieren variëren beduidend, met een volledigheidspercentage van 15 tot 70 % en dus een gemiddelde volledigheid van slechts 42,5 %. Van specimen MOR 246-10 werden voor microscopisch onderzoek dunne schijfjes gemaakt en het zwaar verweerde ei MOR 246-1 werd ontleed om de embryonische beenderen die het bevatte bloot te leggen.
Elf van de zestien herkenbare eieren van MOR 246 vertonen zichtbare beenderen. Waar mogelijk werd de diameter van de beenderen gemeten om de ontwikkelingsgraad van elk individueel ei/embryo vast te kunnen stellen. Deze afmetingen variëren van 2,3 tot 3,5 mm in diameter. Ten gevolge van de onvolledigheid van de eieren, het ontbreken van anatomische samenhang tussen de meeste beenderen en de variërende verbeningsgraad, is geen enkel embryonaal skelet volledig. Enkel specimen MOR 246-11 (het elfde ei in het nest) bevat beenderen in anatomisch verband. Het is het enige specimen dat liggend met de lengte-as parallel met de bodem aangetroffen werd. De andere eieren staan onder een hoek in het substraat. In de meeste liggen de beenderen geconcentreerd tegen de onderkant en de bodem. Lange beenderen bevinden zich dikwijls parallel aan de lengte-as van het ei. Bij minstens twee specimina liggen de beenderen helemaal en enkel op de bodem van het ei. De beenderen die in MOR 246-11 het anatomisch verband behielden zijn de achterpoten, de bekkengordel en delen van de schedel. De bladen van de darmbeenderen lopen parallel aan de lengte-as van het ei en het achterste uiteinde van het bekken is naar de smalle bodem van het ei gericht. De achterpoten zijn strak geplooid met de lengte-as van hun samenstellende delen dijbeen, scheenbeen, spaakbeen en middenvoetsbeenderen bijna parallel aan de lengte-as van het ei. Het linkerdijbeen is iets naar voor verschoven, maar de kop van het rechterdijbeen bevindt zich nog in het acetabulum. In verhouding tot bekken en achterpoten ligt de schedel ondersteboven tussen de achterpoten, wijzend in de richting van de staart. Vóór de darmbeenderen bevinden zich enkele afzonderlijke (niet in anatomisch verband liggende) en willekeurig in het ei georiënteerde wervels. Vermoedelijk liep de wervelkolom van het bekken naar de brede top van het ei, waar het naar beneden boog in de richting van de staart. Delen van de schedel behielden voor nagenoeg 100 % het anatomisch verband met de onderkaken en de bovenkaaksbeenderen (maxillae). Het sterk gewelfde linkerquadratum is uit het anatomisch verband verschoven. Verschillende samenstellende beenderen van de hersenpan en het schedeldak lijken onvolledig verbeend en zijn lichtjes door elkaar gegooid. De schedel is ongeveer 22 mm hoog en ongeveer 50 mm lang. Doorheen het versteende sediment in het ei bevinden zich nog bijkomende niet-identificeerbare beenderen. In de samenstellende beenderen van de achterpoten ontbreken de voetwortelbeentjes en teenkootjes. Bijgevolg, en in tegenstelling tot de bevindingen van Horner en Weishampel, waren op het ogenblik van het afsterven van het embryo enkele beenderen niet verbeend. Verbeende skeletdelen die in de eieren van het nest MOR 246 aangetroffen werden zijn onder meer; de meeste schedelbeenderen en de meeste samenstellende beenderen van de onderkaak, enkele hals,- sacrale,- en waarschijnlijk ook enkele ruggenwervels, enkele wervelbogen, het schouderblad, mogelijk het ravenbeksbeen, het opperarmbeen, alle samenstellende beenderen van het bekken, en het dijbeen, het scheenbeen, het kuitbeen en de middenvoet. Deze verbeningsgraad kan het best vergeleken worden met nestvlieders die 85 tot 90 % van de incubatieperiode doorgemaakt hebben. Ook het ruw, compact en spongieus weefsel in de relatief lange achterpoten en voeten, waardoor de samenstellende beenderen sterk verbeend waren, van Troodonembryo's wijzen erop dat de jongen na het uitkomen het nest onmiddellijk verlieten. In tegenstelling tot Maiasauranesten worden in de Troodonnesten geen fijn getrapte eierschalen gevonden, nog een kenmerk waardoor aangetoond wordt dat Troodonkuikens nestvlieders waren. In het skelet van Troodonembryo's is trouwens een veel grotere hoeveelheid endochondraal been aanwezig dan bij juist uitgekomen jongen van Maiasaura. Door de afwezigheid van verbeende ribben en het grootste deel van de wervelbogen lijken embryo's van Troodon te verschillen van vogelembryo's, maar dit verschil kan het gevolg zijn van louter te onvolledige preservatie. In de eieren MOR 246-1 en MOR 246-11 werden afzonderlijke tanden aangetroffen. Deze tanden lijken onder een ontleedmicroscoop voornamelijk uit calcietkernen met een dunne laag ofwel dentine en/of glazuur te bestaan. De grote calcietkernen en de minimale hoeveelheden tandglazuur of dentine suggereren een vroege ontwikkelingsfase met nog grotendeels onverbeende tanden. De niet doorgebroken tanden van het typespecimen van Maiasaura peeblesorum hebben dezelfde kenmerken.

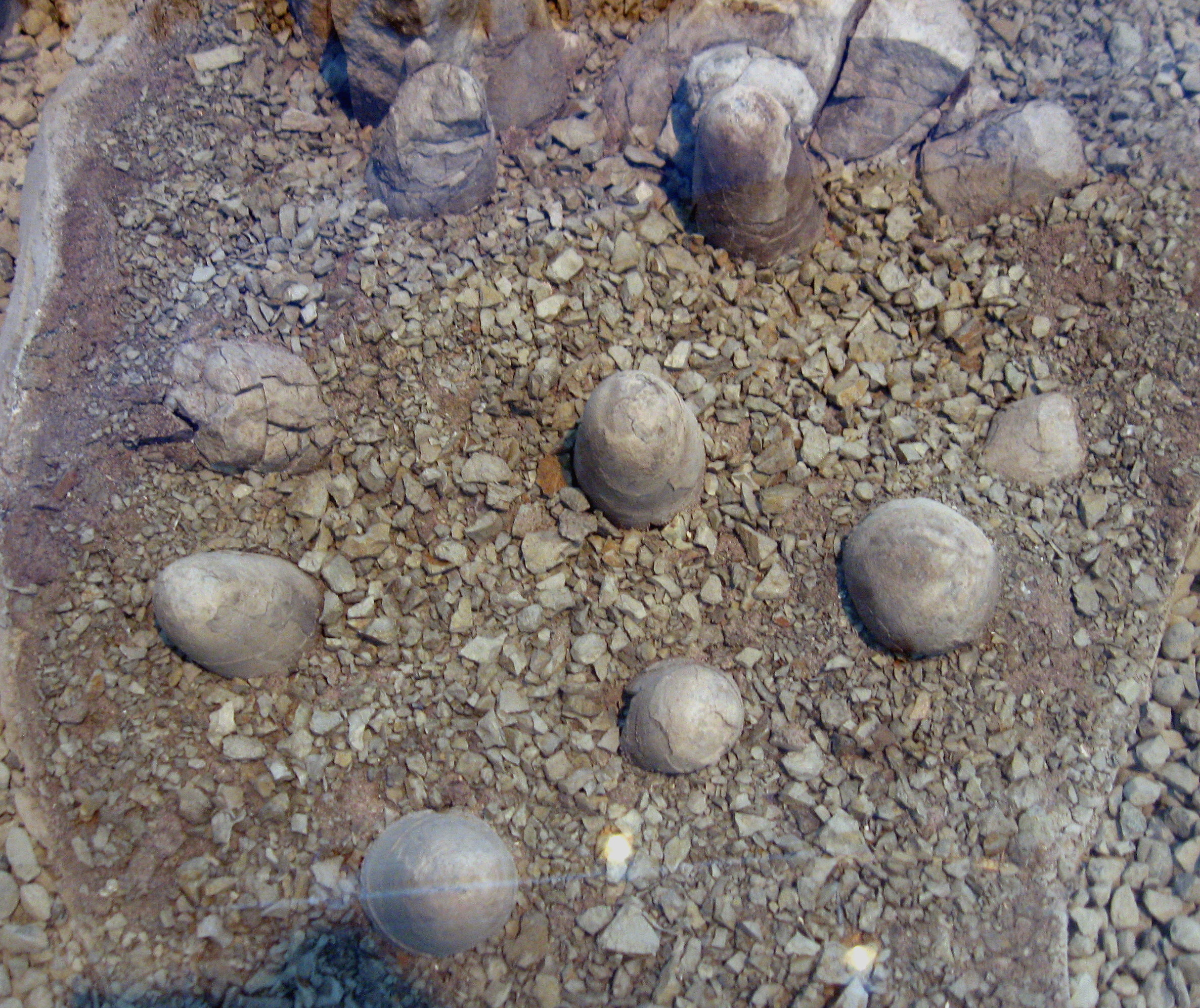
Een nest van Troodon formosus. Museum of the Rockies, Bozeman, Montana.

Varricchio et al. hypothetiseerden dat Troodon, zoals meer primitieve hedendaagse vogels, met tussenpozen eieren legde met uitgestelde incubatie, zodat de eieren toch gelijktijdig konden uitkomen. Uit hun rangschikking in de nesten lijkt dat ze in paren gelegd werden, dus inderdaad niet allemaal in één keer, maar direct nadat de eileider ze had geproduceerd. De asymmetrische vorm van de eieren, die het resultaat moet geweest zijn van een variërende druk door de eileider terwijl één ei afzonderlijk het traject door het oviduct aflegde, geeft dit aan. De in paren liggende eieren wijzen erop dat het moederdier twee actieve eileiders had in tegenstelling tot de enkelvoudige eileider bij de hedendaagse vogels. Men suggereerde ook dat het moederdier inderdaad twee eieren simultaan legde, maar de volgende paren onmiddellijk daarna in een spiraalpatroon. Ze zouden dus effectief gelijktijdig per twee het moederdier verlaten hebben. De volwassen dieren zouden in de buurt van de nesten gebleven zijn tijdens zowel de verlengde legperiode als tijdens het broeden. Nestvliedende jongen en de goed gepreserveerde uitgekomen eieren doen suggereren dat de jongen en de volwassen dieren het nest achter zich lieten spoedig nadat alle jongen uitgekomen waren. Hedendaagse vogels met grote eieren (bv. struisvogels) leggen om de andere dag een ei. Bij afzetten van telkens twee eieren met tussenpozen van een dag of met meerdere tussenliggende dagen zouden legsels van Troodon van twintig of meer eieren een minimum van tien dagen en misschien zo veel als twintig dagen vereist hebben indien gelegd door één vrouwelijk dier. Het ei van een hedendaagse vogel met het volume van een Troodonei zou vijfenveertig dagen incubatietijd nodig hebben. Dit is een plausibele periode voor Troodon indien het dier een metabolisme en temperatuurhuishouding had gelijkaardig aan dat van hedendaagse vogels. Indien Troodon een veel lagere lichaamstemperatuur had, dan zou vijfenveertig dagen een minimum zijn. Het leggen van de eieren en daarna het broeden tot en met het uitkomen zou dus een periode van vijfenveertig tot vijfenzestig dagen kunnen vereist hebben. Waarschijnlijk werd het legsel op het moment dat het uitbroeden begon door het broedend dier dichter opeen geplaatst tot een oppervlakte van zowat een halve vierkante meter. Een onderzoek uit 1993 naar de beenderstructuur van Troodon wees uit dat het dier gedurende drie tot vijf jaar snel groeide tot het een gewicht van ongeveer vijftig kilogram bereikte. Daarna remde de groei af. Het groeitempo wijst weer op warmbloedigheid. In 2008 onderzochten Varricchio et al. MOR 748, het Troodonskelet dat boven op een legsel van minstens vijf eieren (MOR 750) in een vermoedelijk broedende positie aangetroffen werd. De beenderen van hedendaagse eierleggende wijfjes zijn onderhevig aan kalkresorptie of het onttrekken van calcium aan het skelet om eierschaal te kunnen vormen. MOR 748 heeft deze kenmerken niet, wat impliceert dat de broedende Troodon geen vrouwtjesdier was, maar een mannetjesdier. Daarenboven is de verhouding tussen het totale legsel en het lichaamsgewicht kenmerkend voor vogelsoorten waarvan alleen het mannetjesdier de eieren uitbroedt. Dit laatste kenmerk en het ontbreken van kalkresorptie impliceert dat bij Troodon de mannetjesdieren het legsel uitbroeden in plaats van de vrouwtjesdieren. Mogelijk bebroedden de mannetjesdieren de legsels van meerdere wijfjes. De vondst in 2015 van twee lagen Troodoneieren vlak boven elkaar duidt erop dat dit nest twee keer gebruikt werd. Zoals sommige hedendaagse vogelsoorten is het dus mogelijk dat ook Troodon achtereenvolgende broedseizoenen dezelfde broedplaatsen gebruikte.

##### Orodromeus makelai
Toen Jack Horner en zijn veldteam begin jaren tachtig in Teton County (Montana) op de locatie Egg Mountain een broedkolonie van Maiasaura peeblesorum opgroeven, ontdekte zijn medewerker Robert Makela ook een nest met eieren en beenderen van een veel kleinere Dinosauriërsoort die in 1988 door David Bruce Weishampel en Horner beschreven en benoemd werd als Orodromeus makelai (met het volwassen gedeeltelijk skelet MOR 294 als holotype), een basale soort van de klade Euornithopoda. Het nest, met negentien eieren waarvan sommige een embryo bevatten, kreeg het inventarisnummer MOR 249 (een paratype van MOR 294). De eieren zijn iets langwerpiger dan die van Maiasaura en zijn ongeveer vijftien centimeter lang. Het ene uiteinde is breder dan het andere en over het gladde uitwendige schaaloppervlak lopen zwakke overlangse strepen. Het nest is rond met een diameter van ongeveer een meter. De eieren stonden bijna verticaal met het smalste uiteinde (de onderkant) in de nestbodem. De as van het stompe uiteinde was meestal gericht naar een middelpunt gesitueerd boven het nest. De eieren liggen in een spiraal gerangschikt. Volgens Horner bevatten Orodromeusnesten twaalf tot vierentwintig eieren. MOR 249, het legsel met negentien eieren, toont dan volgens hem aan dat het moederdier twee opeenvolgende legsels had of dat twee dieren hetzelfde nest gebruikten. Het spiraalvormig patroon kan het resultaat zijn van manipulatie van de eieren door de bek en/of de handen. De nesten werden aangelegd in broedkolonies, zoals bij Maiasaura, met een onderlinge afstand van ongeveer drie meter, wat ongeveer overeenkomt met de lichaamslengte van een volwassen Orodromeus (door Horner & Weishampel op ongeveer tweeënhalve meter geschat). Vermoedelijk werden de broedgebieden opeenvolgende jaren gebruikt, zoals bij Maiasaura en Troodon, wijzend op nesttrouw. Volgens Horner en Gorman groef Orodromeus geen nestkuilen, maar er is weinig bekend over de neststructuur. De onderlinge afstand tussen de nesten en de spiraalvormige rangschikking van de eieren wijst volgens hen op zorgvuldige broedzorg. Ook op de locatie Egg Island werden legsels gevonden. De broedkolonies van Orodromeus bevonden zich in droog hoogland dat waarschijnlijk aan grote temperatuurschommelingen onderhevig was.
De ledematen van Orodromeusembryo's en- kuikens waren goed verbeend. In combinatie met de intacte basissen van de eierschalen in de nesten en de afwezigheid van beenderen van uitgekomen jongen, wijst dit erop dat de kuikens onmiddellijk na het uitkomen het nest verlieten en dus nestvlieders waren. Ze waren dus in staat om indien nodig onder vegetatie beschutting te zoeken tegen de hitte, waardoor hun thermodynamisch aanpassingsvermogen (het vermogen om warmte uit te wisselen met de omgeving) waarschijnlijk niet zo hoog ontwikkeld was als die van de nestblijvende Maiasaura. Daartegenover konden de jongen alleen maar snel groeien indien ze tachymetabolisch waren en een isolerende huidbedekking hadden, bv. een soort pels. De aanwezigheid van half-volgroeide jongen met een lichaamslengte van ongeveer een meter in de sedimenten van de nesthorizonten kan betekenen dat ze enkele weken in de broedkolonie bleven, waarschijnlijk omdat dat veiliger was en omdat ze volgens Lambert (1991) mogelijk in de broedkolonie door de ouderdieren gevoed werden. De afwezigheid van skeletten van volwassen dieren in de nabijheid van de nesten impliceert maar bewijst niet dat de jongen na het uitkomen onmiddellijk zelfbedruipend waren. Naast de beenderen van de half-volgroeide jongen werden ook resten van zoogdieren en varanen gevonden. Horner hypothetiseerde dat het nauwe verband tussen de Orodromeusnesten en de resten van varanen in de sedimenten van de nesthorizonten erop kan wijzen dat de varanen zich met de eieren voedden. Wat betreft predatie zijn nestvliedende jongen, zoals die van Orodromeus, minder kwetsbaar dan nestblijvende jongen, zoals die van Maiasaura. De in de nesthorizonten gevonden Orodromeusskeletten bestaan uit de achterpoten, de bekkengordel en de staart. Alle beenderen gelegen vóór de achterste ruggenwervels ontbreken. De dijbeenlengte varieert van 4,5 tot veertien centimeter. In 1988 werd door Horner en Weishampel een embryo van Orodromeus kort beschreven. Het scheenbeen van de embryo's meet 48 mm. Volwassen Orodromeus hadden een geschatte dijbeenlengte van ongeveer dertig centimeter (afgeleid uit afzonderlijke beenderen en uit histologische studies).

#### Geologie
Egg Mountain maakt deel uit van de Two Medicineformatie, een pakket sedimentair gesteente met een dikte van 600 meter dat van ongeveer 83 tot 75 miljoen jaar geleden tijdens het geologisch tijdperk Campanien (Boven-Krijt) in West-Montana afgezet werd. Egg Mountain en andere afzettingen met Dinosauriërs maken deel uit van de Willow Creek Anticline. In een anticline vormen de sedimentaire gesteenten een omgekeerde U. Dit is het gevolg van gebergtevorming (orogenese), in dit geval de Laramide Uplifts, waarbij gesteentepakketten intensief geplooid en gebogen worden. In de loop van miljoenen jaar werden enkele van de toplagen van de Willow Creek Anticline weg geërodeerd, waardoor de lagen die Egg Mountain vormen kwamen bloot te liggen, tezamen met een zeer uitgebreid bone bed Hadrosauriërs (Maiasaura peeblesorum). Deze lagen werden tijdens het hoogtepunt van een regressie afgezet. De kustlijn van de Western Interior Seaway lag toen zo ver als Billings (Montana). De Western Interior Seaway was tijdens de Krijtperiode een ondiepe tropische binnenzee die Noord-Amerika in tweeën deelde. Gedurende miljoenen jaren onderging deze binnenzee verschillende trans- en regressies, resp. (relatieve) stijgingen en dalingen van de zeespiegel. Een deel van deze trans- en regressies bleef bewaard in de sedimentaire opvolging (het stratigrafisch profiel) in de nabijheid van Choteau (Montana). Tijdens de meest intensieve fases van een van deze regressies werden carbonaatrijke sedimenten afkomstig van de rijzende Rocky Mountains (Laramide Uplifts) in een netwerk van stromen en kleine meren afgezet. De stollingsgesteenten in het Adelgebergte en het Elkhorngebergte ten zuidwesten van Choteau tonen aan dat de rijzende Rocky Mountains ook vulkanisme veroorzaakten. De aanwezigheid van lagen vulkanische as wijst hier ook op. Dankzij vulkanische as kan men radiometrische ouderdomsbepaling van gesteenten bekomen.

#### Klimaat
Het klimaat was overwegend semi-aride en droog met seizoensgebonden schommelingen in temperatuur en neerslag, ongeveer zoals het klimaat in het hedendaagse Oost-Afrika. Dit wordt ondersteund door verschillende geologische kenmerken van de sedimenten waaruit Egg Mountain bestaat, zoals de aanwezigheid van fossiele stompen van coniferen waarvan groeiringen onderbroken zijn, net zoals gebeurt bij verschillende boomsoorten in Oost-Afrika tijdens droogteperioden. Zoals in hedendaagse semi-aride milieus (bijv. de zuidwestelijke Verenigde Staten) bevatten deze sedimenten ook overvloedige, harde caliche nodules ("knollen"). Caliche is een sedimentair gesteente, een verhard natuurlijk cement bestaande uit calciumcarbonaat dat dient als bindmiddel voor klei, gravel, silt en zand. Het voorkomen van grote hoeveelheden beenderen (bone beds) van zowel jonge als volwassen herbivore dinosauriërs van dezelfde soort geeft aan dat deze dieren (kuddes) in aride-achtige omstandigheden kunnen omgekomen zijn. Ten slotte bewijst onderzoek van zuurstofisotopen uit sedimentair gesteente langs de kustvlakte dat er een moessonseizoen was met jaarlijkse neerslag.

#### Paleomilieu
Egg Mountain is de specifieke locatie van de kleine heuvel waar Fran Tannenbaum in juli 1979 de eerste Dinosauriëreieren vond, maar het omliggende gebied tezamen met de heuvel wordt eveneens Egg Mountain genoemd. Op een nabij gelegen locatie, Egg Island genoemd, werden in 1983 fossiele eieren gevonden. Tussen de twee locaties werden verschillende nesten opgegraven in een gebied dat als een broedplaats van Dinosauriërs beschouwd wordt. Omdat de geologische kenmerken van Egg Mountain zelf weinig aanwijzingen geven over het paleomilieu, hypothetiseerde Jack Horner dat de beide locaties een broedgebied geweest kunnen zijn dat deel uitmaakte van een tijdelijk eiland of schiereiland dat door een alkalisch meer begrensd werd. De aanwezigheid van lensvormige lichamen hard carbonaatgesteente op beide locaties kan inderdaad het gevolg zijn van sedimentatie door meren, maar er is geen consensus over de oorsprong van deze gesteentelichamen. Het fossielenbestand van Egg Mountain is bijna volledig afkomstig van dieren die enkel op het land leefden. Vele werden in situ gevonden, onder meer de Dinosauriërnesten en eieren zelf, en zeer talrijke fossiele insectencocons- en poppen. De gegevens van deze laatste hielpen mee het paleomilieu van Egg Mountain te interpreteren.

## Taxon-geïdentificeerde eieren
Eieren van niet-vogelachtige dinosauriërs die aangetroffen werden in associatie met beenderen van embryo's of van volwassen dieren hebben licht geworpen op de voortplantingsbiologie van bepaalde dinosauriërklades en zelfs van bepaalde dinosauriërsoorten. Door deze vondsten was/is het ook mogelijk om karakteristieken van eieren en van voortplantingsfysiologie in een fylogenetisch kader te plaatsen. Omdat de taxonomische identiteit van de meeste dinosauriëreieren niet gekend of foutief toegewezen was, was dit vóór het midden van de negentiger jaren niet uitvoerbaar. De resultaten van analyse van het fylogenetisch kader zijn consistent met de hypothese dat verschillende voortplantings- en oölogische karakteristieken van de hedendaagse vogels zich initieel binnen niet-vogelachtige Theropoden ontwikkelden (zoals interactie tussen volwassen dieren en eieren, broeden, asymmetrische eieren, enz.).
| Deinonychus antirrhopus  | eierschaal geassocieerd met gastralia               | Grellet‐Tinner & Makovicky, 2006                   |
| Oviraptorosauria         | eieren aangetroffen in bekkengordel                 | Sato et al., 2005                                  |
| Massospondylus carinatus | embryo's aangetroffen in eieren                     | Reisz et al., 2005                                 |
| Ornithopoda              | embryo aangetroffen in een ei                       | Lamb, 2001                                         |
| Titanosauridae           | embryo's aangetroffen in eieren                     | Chiappe et al., 1998; 2001                         |
| Theropoda                | embryo's aangetroffen in eieren                     | Mateus et al., 1997                                |
| Theropoda                | embryo aangetroffen in een ei                       | Horner, 1997                                       |
| Troodon formosus         | volwassen dier aangetroffen bovenop eieren (nest)   | Varricchio et al., 1997                            |
| Troodon formosus         | embryo's aangetroffen in eieren                     | Horner & Weishampel, 1996; Varricchio et al., 2002 |
| Oviraptor philoceratops  | volwassen dier aangetroffen bovenop broedsel (nest) | Dong & Currie, 1996                                |
| Citipati osmolskae       | volwassen dier aangetroffen bovenop broedsel (nest) | Norell et al., 1995                                |
| Citipati osmolskae       | embryo aangetroffen in een ei                       | Norell et al., 1994                                |
| Hypacrosaurus stebingeri | embryo's aangetroffen in eieren                     | Horner & Currie, 1994                              |
| Maiasaura peeblesorum    | jongen geassocieerd met eierschalen                 | Horner & Makela, 1979                              |
| Orodromeus makelai       | embryo's aangetroffen in eieren                     | Horner & Weishampel, 1988                          |

## Dinosauriëreieren met zachte schaal
Sinds hun ontdekking in 1859 worden dinosauriëreieren en eierschalen bijna over de gehele wereld gevonden. De harde, kalkhoudende eierschaal bestaat uit één of meer lagen die bij de drie voornaamste dinosauriërklades (Sauropoda, Ornithischia en Theropoda) onderling duidelijk verschillen. Op basis van deze raadselachtige verscheidenheid aan schaalmicrostructuur suggereren de Amerikaanse paleontoloog Mark Norell en zijn collega's dat deze anatomische tegenstrijdigheden ontstonden doordat eieren met kalkhoudende schalen binnen de superorde (klade) Dinosauria minstens drie keer ontwikkeld werden (afzonderlijk door Sauropoda, Ornithischia en Theropoda) en telkens vermoedelijk uit een verschillend type voorouderlijk ei met zachte schaal evolueerden. In het wetenschappelijk tijdschrift Nature beschrijven Norell et al. en Legendre et al. eieren met een zachte schaal die de heersende opvatting over de voortplanting van dinosauriërs en mogelijk ook die van uitgestorven mariene reptielen zou kunnen veranderen. Norell en zijn mede-auteurs baseren hun besluiten op microstructurele en organochemische gegevens verkregen uit onderzoek op niet-kalkhoudende fossiele eieren met embryonale resten van de prosauropode dinosauriër Mussaurus uit het Noriaan (Boven-Trias, ongeveer 227 tot 209 miljoen jaar geleden) van Patagonië (Argentinië) en van de protoceratopide dinosauriër Protoceratops uit het Campaniaan (Boven-Krijt, ongeveer 84 tot 72 miljoen jaar geleden) van Mongolië (Gobiwoestijn).
De zachte eierschalen waren moeilijk te onderscheiden. Als ze gepreserveerd zijn, zijn ze alleen gepreserveerd als dunne films. Bij het bestuderen van de embryo's bemerkte Norells team eivormige halo's rond de skeletten van de embryo's. De halo's bestaan uit dunne bruine lagen die niet gelijkmatig verdeeld zijn, wat aangeeft dat de materie niet enkel uit mineralen bestaat, maar van biologische aard is. Mineralen rangschikken zich immers in zeer gelijkmatige, geordende patronen. De chemische samenstelling van de bruine lagen werd door middel van Ramanspectroscopie onderzocht, waarbij het licht van een laser op het te onderzoeken monster gericht wordt en gemeten wordt hoe dit licht weerkaatst. De kenmerken van het verspreide licht onthullen welke moleculen in het monster aanwezig zijn. Ramanspectroscopie werd ook toegepast om pigmenten in en op dinosauriëreieren te identificeren. De chemische karakteristieken van de eieren met zachte schaal werden vergeleken met harde, kalkhoudende schaal van dinosauriëreieren en met eieren van hedendaagse dieren. Hieruit blijkt dat de Mussaurus- en Protoceratopseieren de meeste overeenkomsten vertonen met hedendaagse eieren met zachte schalen. Dan werden de gegevens die verkregen werden uit de onderzoeken op de eierschalen gecombineerd met wat bekend is over de stambomen van levende en uitgestorven eierleggende dieren. Vanuit deze combinatie berekende Norells team het meest realistische scenario voor de evolutie van dinosauriëreieren. Zij stelden vast dat vroege dinosauriërs eieren met zachte schalen legden en dat de harde, kalkhoudende schaal later ontwikkeld werd. Dit gebeurde minstens één keer in elke hoofdtak van de Dinosauriastamboom. Indien de ontwikkeling van de eieren afzonderlijk plaatsvond in de verschillende dinosauroïde evolutielijnen, dan kan de broed- en ouderlijke zorg ook verschillend geweest zijn. Gebaseerd op zijn evolutionaire modellen suggereert Norell dat de schaarsheid van dinosauriëreieren afkomstig uit gesteenten die het Krijt voorafgaan (ouder dan 145 miljoen jaar) waarschijnlijk het lage preservatiepotentieel van perkamentachtige eierschalen reflecteert. Omdat zachtschalige eieren gevoelig zijn aan zowel uitdroging als vervorming, lijkt het plausibel om te veronderstellen dat ze in vochtige bodem of zand begraven werden en afhankelijk waren van incubatie door warmte gegenereerd door ontbindend plantaardig materiaal dat na het afzetten over de eieren gelegd werd, eerder dan dat er een broedend ouderdier aan te pas kwam. Norell vermoedt dat dinosauriërs die eieren met een zachte schaal legden wat betreft broedzorg meer op vroege reptielen leken dan op vogels. De ontdekking van dinosauriëreieren met zachte schaal, dus niet-kalkhoudend, daagt de algemeen aanvaardde opvatting uit dat dinosauriëreieren altijd harde schalen hadden, en wijst er bovendien op dat de dinosauriërs in de geologische periode waarin ze ontstonden - het Trias - eieren legden die een zachte schaal hadden.

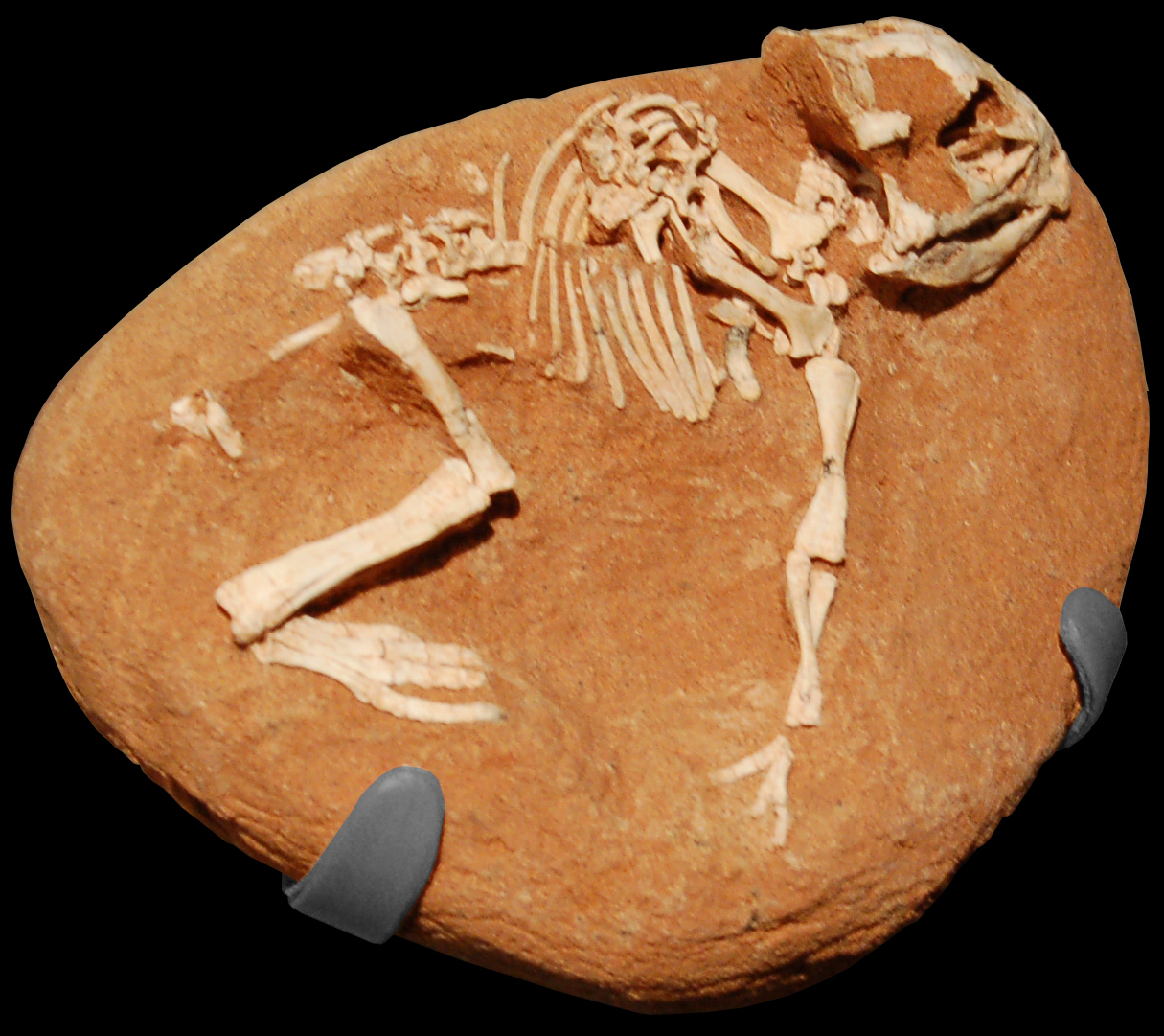
Een pas uit het ei gekomen Protoceratops andrewsi (infraorde Ceratopia, familie Protoceratopidae), tentoongesteld in het American Museum of Natural History in New York.

In een mariene afzetting uit het Bovenste-Krijt (68 miljoen jaar oud) die gevormd werd vlak bij een voormalige kustlijn op Seymour Island op het Antarctisch Schiereiland, ontdekten Legendre et al. een groot fossiel ei met ingezakte en geplooide schaal, dat in tegenstelling tot de dikke kalkhoudende schaal van de meeste dinosauriëreieren een dunne en oorspronkelijk vermoedelijk zachte schaal had. Ze beschreven het als Antarcticoölithus. Het is een van de grootst bekende fossiele eieren dat in volume enkel door de eieren van sommige niet-vogelachtige dinosauriërs en door de eieren van de uitgestorven olifantsvogel Aepyornis maximus in volume en grootte bewedijverd wordt. De schaal van het ei van Aepyornis maximus is echter vijf maal dikker dan dat van Antarcticoölithus en heeft een substantiële prismatische laag en een complexe poriënstructuur. De dunne eierschaal van Antarcticoölithus heeft een gelaagde structuur zonder prismatische laag en zonder duidelijke poriën. Deze kenmerken zijn niet consistent met de kenmerken van dinosauriëreieren met hetzelfde volume en met dezelfde grootte. Niettegenstaande geen embryonale beenderen in het fossiele ei gevonden werden, hypothetiseren Legendre et al. dat het misschien van een groot marien reptiel afkomstig was, behorend tot de klade Mosasauroidea (superorde Lepidosauria, orde Squamata). Zij argumenteren dat het ei in een mariene afzetting gevonden werd en dat skeletresten van Mosasauroidea in de nabijheid gevonden worden. Aan de hand van een fylogenetische analyse van 259 soorten Lepidosauria inclusief outgroups werd de lengte van het dier waarvan het ei afkomstig is op minstens zeven meter geschat. Mosasauroidea en andere grote zeereptielen worden al geruime tijd als levendbarende gewervelden beschouwd. Een ei van die afmetingen, maar met een relatief dunne schaal, weerspiegelt mogelijk afgeleide beperkingen gerelateerd aan lichaamsvorm (morfologie), vernieuwingen in voortplantingsstrategie gerelateerd aan gigantisme en vivipariteit, waarbij een rudimentair ei gelegd wordt dat onmiddellijk uitkomt. De schaal van Antarcticoölithus heeft structurele overeenkomsten met de leerachtige eieren van de meeste moderne hagedissen en slangen (Lepidosauria). Geslachten van de familie Mosasauridae worden door Legendre et al. als de meest plausibele afzetters van Antarcticoölithus beschouwd. Dit type eieren moet volgens hen in water met een redelijke diepte gelegd geweest zijn omdat mosasauriden door hun aan een mariene levenswijze aangepaste gestroomlijnde lichaam zich niet op het land konden voortbewegen.
Norell et al. argumenteren echter dat fragmenten van eierschaal niet in associatie met de enkele ons bekende fossielen van drachtige Mosasauroidea aangetroffen werden. Daarenboven waren mosasauriërs luchtademende dieren zodat het onder water afzetten van eieren aanzienlijk risico op verdrinking voor uitkomende jongen moet ingehouden hebben. De bevindingen van Norell et al. kunnen impliceren dat Antarcticoölithus van een dinosauriër afkomstig is en niet van een mosasauroide. Schattingen van het volume van Antarcticoölithus overstijgen deze van de grootste niet-vogelachtige dinosauriëreieren. De eieren van Aepyornis maximus zijn iets groter. Zowel niet-vogelachtige dinosauriërs als vogels komen fossiel voor op Antarctica. Het is dus plausibel dat Antarcticoölithus van een dinosauriër afkomstig is, dat het op het land gelegd werd en daarna in zee gespoeld werd waar het uiteindelijk op de zeebodem terechtkwam, door sediment bedekt werd en ten slotte fossiliseerde.

## Opgraving
De vondst van afzonderlijke eierschalen is meestal de eerste aanwijzing dat in de buurt fossiele eieren aanwezig zijn. Als de eieren waarvan de schaalfragmenten afkomstig zijn kunnen gevonden worden moet de omgeving naar meer nog verborgen eieren afgezocht worden. Vindt men een nest dan moet het aantal eieren geschat worden. Het uitgraven moet diep genoeg gebeuren omdat vele dinosauriërnesten uit verschillende lagen eieren bestaan. Wanneer de onderkant van een nest vrij gegraven is moet het afgedekt worden door doek, krantenpapier of aluminiumfolie. Daarna wordt het volledige blok matrix (het omvattende gesteente) waarin de eieren zich bevinden ingepakt met meerdere lagen jute die in plaaster gedrenkt zijn. Eens de plaaster gedroogd is wordt het gedeelte van het blok dat nog met het moedergesteente verbonden is weggehakt, wordt het blok omgedraaid en klaargemaakt voor transport naar een labo of museum voor preparatie en onderzoek.

## Prepareren
Het verwijderen van overtollig matrix en het reinigen van fossiele eieren gebeurt in een laboratorium. Dit prepareren start gewoonlijk aan de onderkant van het matrixblok waarin de fossielen vervat zitten, omdat die kant meestal het best gepreserveerd is. Omdat fossiele eieren fragiel zijn vereist het prepareren ervan geduld, grote bekwaamheid en fijne instrumenten, zoals naalden, klein pneumatisch graveergereedschap, tandartsinstrumenten, enz. Afhankelijk van wat paleontologen willen onderzoeken moeten zij bepalen hoe volledig fossiele eieren uit de omvattende matrix vrijgemaakt worden. Wordt een ei volledig uit een cluster (nest) vrijgemaakt, dan kan dit specimen meer volledig bestudeerd worden, maar er gaat dan wel informatie verloren over de ruimtelijke verdeling tussen de eieren onderling in het nest. Of het ei uitkwam of niet kan daardoor ook onduidelijk worden.

## Onderzoeksmethoden

### CAT-scan
CAT- of CT-scans kunnen gebruikt worden om de inwendige driedimensionale structuur van een fossiel ei weer te geven. Onderzoekers hebben geprobeerd om met behulp van CAT-scans in een fossiel ei te kijken op zoek naar embryo's, dus zonder het ei te moeten beschadigen door fysieke extractie van de embryo's. Maar de 'embryo's' die door middel van deze methode ontdekt werden bleken er helemaal geen te zijn. Variaties in het type mineraal dat fossiele eieren opvult of variaties in het cement dat opvullend sediment tot steen bindt, doen dit cement en deze mineralen op de CAT-scan afbeeldingen soms op beenderen lijken. Bij eieren die uitgekomen waren vielen stukken van de schaal soms in het ei en werden foutief als embryonische beenderen geïnterpreteerd. Eigenlijk zijn CAT-scans ongeschikt om resten van embryo's op te sporen omdat embryonische beenderen typisch nog niet verbeend zijn. Omdat het sediment dat het ei opvult de enige mineraalbron is voor de beenderen van een embryo, zullen ze met nagenoeg dezelfde dichtheid als deze van de mineralen gepreserveerd worden en daardoor slecht zichtbaar zijn op de scans. Het uitvoeren van CAT-scans op fossiele eieren waarvan men weet dat deze embryo's bevatten wees inderdaad uit dat deze slecht zichtbaar waren. De enige manier om het embryo van een dinosauriër met 100 % zekerheid te onderscheiden is door een deel van de fossiele eierschaal op te lossen of door het ei open te maken.

### Röntgenstraling
Eerder dan een reeks beelden die het inwendige weergeven in drie dimensies en in tegenstelling tot CAT-scan, waarbij ook Röntgenstraling gebruikt wordt, verdicht Röntgenbeeldvorming het volledige inwendige van een ei tot één tweedimensionaal beeld. In het vakgebied van het onderzoek naar Dinosauria werd Röntgenstraling gewoonlijk gebruikt om na te gaan of er embryonale resten in eieren aanwezig zijn. Maar zoals vermeld door Carpenter (1999) bleken alle vermeende embryo's die door Röntgenstraling 'ontdekt' werden geen embryo's te zijn. Embryonale beenderen zijn logischerwijze nog niet volledig ontwikkeld (verbeend) waardoor ze gewoonlijk geen eigen mineralen bevatten. Bijgevolg is de enige bron van mineralen voor embryonale beenderen om te kunnen fossiliseren het sediment dat de eieren na de inbedding opvulde en zullen de gefossiliseerde beenderen dezelfde dichtheid hebben als dit sediment, waardoor ze op een Röntgenfoto slecht zichtbaar zijn. Tot nog toe is de enige betrouwbare methode om dinosauriërembryo's te onderzoeken hen uit het ei opvullende sediment vrij te maken door middel van technieken zoals zuuroplossing.
Röntgendiffractie is een methode om de samenstelling van eierschaal te bepalen. Men gebruikt Röntgenstralen om gepoederde eierschalen rechtstreeks te bombarderen. Sommige Röntgenstralen zullen bij impact onder verschillende hoeken en met verschillende intensiteit breken, afhankelijk van de specifieke elementen aanwezig in de eierschaal.
Men kan Röntgenstraling gebruiken voor chemische analyse van dinosauriëreierschaal. Het is belangrijk dat de eierschaalmonsters die hiervoor gebruikt worden volledig vrij gemaakt zijn van de omvattende matrix (gelithificeerd sediment). Daarna moeten de monsters nog verder gereinigd worden in een ultrasoon bad door onderdompeling in een vloeistof die in ultrasone trilling wordt gebracht. Vervolgens worden ze gebombardeerd met elektronen afkomstig uit dezelfde soort sonde als bij een scanning electron microscoop. Bij impact met de eierschaalmonsters worden Röntgenstralen uitgezonden die kunnen aangewend worden om de samenstelling van de eierschaal te bepalen.

### Zuuroplossing
Sinds de 1930'er jaren worden ook chemicaliën gebruikt (zuuroplossingen) om gewervelde fossielen en fossiele eieren uit het sediment waarin ze vervat zitten (de matrix) vrij te maken, door dit sediment door middel van zuren op te lossen. De meeste dinosauriëreieren zijn verpletterd en beschadigd door de activiteiten van vleeseters/aaseters en/of omdat ze uitgekomen zijn. Daardoor bevat naar schatting minder dan één per vijfhonderd eieren resten van een embryo. Beenderen van dinosauriërembryo's zijn niet voldoende verbeend, zijn dus fragiel en hebben in de loop van miljoenen jaren dus meer kans op vernietiging dan het volledig ontwikkeld en verbeend skelet van een volwassen dinosauriër. De in Engeland werkende technicus en amateur wetenschapper Terry Manning paste rond 1995 de methode van oplossing door middel van zuren aan om embryo's vervat in het sediment in fossiele eieren zichtbaar te maken. Zijn techniek maakt het mogelijk om de resten van dinosauriërembryo's, die anders verborgen liggen onder lagen eierschaal en gesteente (gelithificeerd sediment), beter te bestuderen, waardoor al nooit eerder vastgestelde aspecten van de dinosauroïde ontogenie (groei en ontwikkeling) onthuld werden. Manning was de eerste die zuuroplossingen gebruikte om fossiele embryo's bloot te leggen. Tot dan werden ze door middel van microscopen sedimentkorrel na sedimentkorrel manueel van hun omgevende matrix in het ei bevrijd. Ondertussen werden wel (vruchteloze) pogingen ondernomen om door toepassing van CAT-scan en röntgenstraling door de fossiele eierschaal en de stenen opvulmatrix in het ei te kijken om een beeld te krijgen van eventuele embryo's. Maar deze onderzoeksmethoden konden enkel verschillen in dichtheid in het ei detecteren, niet de structuren in het ei. De onderzoekers speculeerden dat deze verschillen in dichtheid embryonische beenderen vertegenwoordigen die contrasteren met de andere delen in het inwendige van het fossiele ei. Zelfs wanneer latere methoden de aanwezigheid van embryo's bevestigden bleek dat de dichtheidsverschillen vastgesteld door middel van CAT-scan en röntgenstraling veroorzaakt werden door ofwel fragmenten van de eierschaal in het ei ofwel verschillen in mineralisatie van het gelithificeerde sediment binnen het ei.

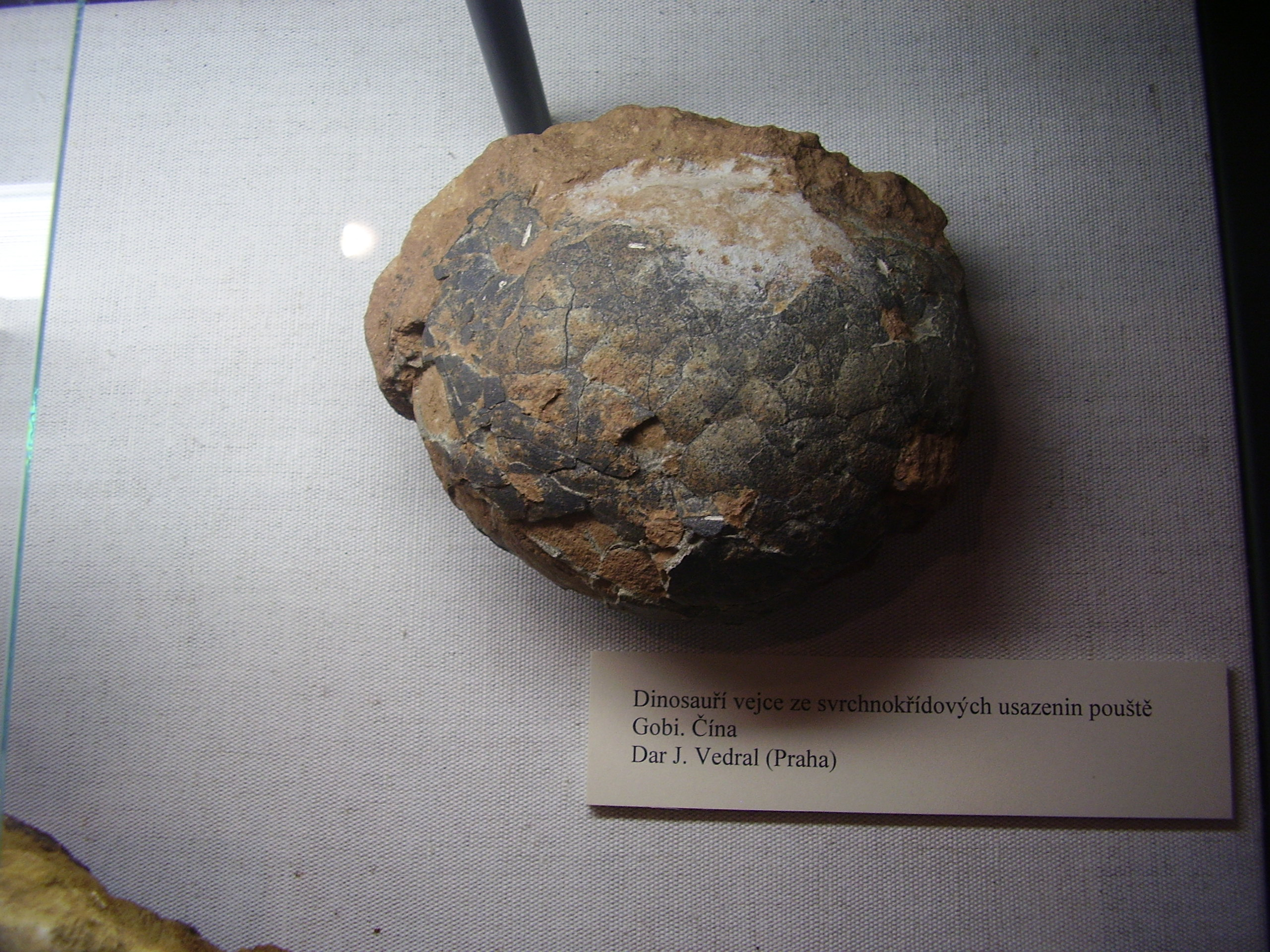
Dinosauriërei behorend tot het oögenus Spheroolithus, ontdekt in de Gobiwoestijn van Mongolië (Gooriliyn Tsav). Nationaal Museum van Praag.

Tijdens de 1990-er jaren exporteerde en verkocht China duizenden dinosauriëreieren, waarvan Manning specimina aankocht die het minst ten gevolge van de diagenese samengedrukt waren en die het meest waarschijnlijk resten van embryo's bevatten. Hij en zijn team stelden zich ten doel om zowel de fossiele eierschaal als het versteende sediment dat in de loop van miljoenen jaren in het ei gevormd werd op te lossen zonder de delicate embryonale beenderen te beschadigen. Het versteende sediment, samengesteld uit calciet en gelithificeerd silt, loste hij op door het gebruik van verdund azijnzuur. In een co-publicatie uit 1995 en uit 1997 beschrijft Manning zijn methode. Eerst wordt een volledig fossiel ei verschillende weken gedeeltelijk ondergedompeld in een oplossing van 5 % azijnzuur. In die periode wordt het ei om de paar dagen uit die oplossing gehaald en ondergedompeld in gedistilleerd water om zuur dat diep in het ei doordrong te verwijderen. Daarna wordt het fossiel ei gedurende verschillende dagen aan de lucht gedroogd en onder de microscoop onderzocht. Als er een been zichtbaar is wordt dit gereinigd met een naald en met een fijn penseel en daarna behandeld met een transparante beschermlaag (bv. Acrylloid B67) die het behandelde been tegen vernietiging moet beschermen wanneer het ei terug in de azijnzuuroplossing ondergedompeld wordt en het proces dus herhaald wordt. Dit gaat zo verschillende maanden door totdat het embryo volledig zichtbaar is. Van de eieren die aan de methode van Manning onderworpen werden bleek minder dan 20 % een embryo te bevatten.
In 1997 onderzocht Manning een ei dat tot dan in de oöfamilie Dendroolithidae geclassificeerd werd. Door middel van zuuroplossing ontdekte hij dat het embryo dat hij in het ei aantrof tot de Therizinosauridae behoort. Het ei heeft een Boven-Krijt ouderdom, nl. 94 tot 66 miljoen jaar. Tezamen met duizenden andere eieren van dinosauriërs werd het op het einde van de twintigste eeuw opgegraven in de Nanyang Vallei in de Chinese provincie Henan. Door middel van CAT-scan en röntgenstraling probeerde Manning een beeld te krijgen van het embryo, maar de verkregen beelden gaven geen uitsluitsel. Daarom ging hij over tot de methode van zuuroplossing. In de publicatie van 1997 beschrijft hij hoe hij initieel begon met de standaard techniek van zuuroplossing zoals beschreven in de algemeen gebruikte handleiding voor de preparatie van fossielen Fossil Animal Remains uit 1976 van de Britse paleontoloog Arthur Eden Rixon (1913-1983), die verbonden was aan het British Museum. Manning ontdekte dat de gangbare zuurconcentratie van 5 % te sterk was waardoor enkele van de delicate beenderen van het embryo dat hij aan het prepareren was door het zuur vernietigd werden. 
Daarom paste hij meer verdunde zuuroplossingen van minder dan 1 tot 2 % zuurgehalte toe, waarvan men aanvankelijk dacht dat deze niet krachtig genoeg waren. Men ontdekte echter dat het oplossingsproces afgeremd werd omdat de zuuroplossing zich plaatselijk in lagen afzette. Manning loste dit op door de zuuroplossing te schudden om het gelijkmatig te herverdelen en in direct contact met het vrijgemaakte been te houden. Was een been vrijgemaakt van bedekkend matrix, dan werd het bedekt met een verdunde oplossing van minder dan 1 % Paraloid B72 in aceton. Door deze techniek wordt een deel van het embryo afgesloten waardoor bij een nieuwe onderdompeling van het fossiele ei in de zuuroplossing het reeds vrij gemaakte en behandelde been niet kan desintegreren. Bijkomend werd het embryo door Mannings team tijdens elk stadium van het oplossingsproces gefotografeerd. Volgens de publicatie uit 1997 maakt de methode het ook mogelijk om eventueel gefossiliseerd zacht weefsel zoals kraakbeen, spieren en delen van het ei zelf - zoals de dooierzak - bloot te leggen.
De dinosauriërembryo's die door Manning vrijgemaakt werden boden paleontologen de gelegenheid om vele aspecten van de evolutie van dinosauriërs te verduidelijken. In het wetenschappelijk artikel uit 2008 in Acta Zoologica, "Embryos of Therizinosauroid Theropods from the Upper Cretaceous of China: Diagnosis and Analysis of Ossification Patterns", analyseert en beschrijft een groep wetenschappers onder leiding van de bioloog Martin Kundrát van de McGill University te Montreal (Canada) de embryo's die door Manning geprepareerd werden. De karakteristieken van twee Therizinosauroide Theropode embryo's worden beschreven, zoals onder meer de tandeloze bek en de massieve aangezichtsschedel die groter is dan bij elk ander beschreven embryo, waaruit kan afgeleid worden dat Therizinosauroide dinosauriërs langer in het ei verbleven dan andere groepen dinosauriërs. Kundrát is van mening dat deze embryo's een meer ontwikkeld stadium van verbening bereikt hadden dan eerder ontdekte embryo's, wat erop wijst dat Therizinosauroiden relatief zelfstandig waren onmiddellijk na het uitkomen.

### Geneva Lens Measure; groottebepaling
Om de grootte van dinosauriëreieren te bepalen aan de hand van eierschalen gebruiken paleontologen onder meer de Geneva Lens Measure, een optisch instrument dat dient om de kromming van oogheelkundige lenzen te meten. Met het instrument kan de kromming van eierschalen gemeten worden. Omdat geen enkel ei perfect rond zal geweest zijn, zijn er metingen nodig vanop meerdere plaatsen van het ei om een betrouwbare schatting te kunnen verkrijgen van de grootte van een volledig ei. Om dit te bereiken moet een eischaalfragment meer dan drie cm lang zijn. Meting met de Geneva Lens Measure resulteert in dioptereenheden (meeteenheden) die moeten omgezet worden naar een straal in millimeters. Sauer was de eerste die de volledige grootte van een fossiel ei (van een struisvogel) schatte door het gebruik van de Geneva Lens Measure.

### Optische microscopie
Voor wetenschappelijk onderzoek naar de structuur van dinosauriëreierschaal kan optische microscopie of lichtmicroscopie gebruikt worden. Daartoe wordt een eierschaalfragment vastgezet in epoxyhars en door middel van een dunbladige steenzaag in dunne secties gesneden. Er kunnen zowel verticaal gesneden secties (radiale secties) als horizontaal gesneden secties (tangentiale secties) gemaakt worden. Deze worden gepolijst door middel van fijn schuurpapier totdat ze doorzichtig zijn en de structuur van de calcietkristallen van de schaal of de poriën in de schaal kunnen bestudeerd worden onder een petrografische microscoop. Deze methode werd uitgevonden door de Franse paleontoloog Paul Gervais en wordt nog steeds algemeen toegepast. De calcietkristalstructuur kan ingedeeld worden volgens het effect op gepolariseerd licht. Calciet kan als een filter voor gepolariseerd licht optreden. Wanneer men een microscopisch dunne sectie eierschaal ten opzichte van gepolariseerd licht laat roteren kan het uiteindelijk al het licht blokkeren en ondoorzichtig lijken. Dit verschijnsel wordt lichtextinctie genoemd, het verlies aan licht in de atmosfeer afkomstig van een rechtstreeks uitgezonden lichtbundel. Verschillende variëteiten dinosauriëreieren met hun verschillende calcietkristalstructuren hebben verschillende lichtextinctiekarakteristieken. Deze kunnen gebruikt worden om zelfs eieren waarvan het schaaloppervlak heel gelijkend is toch te onderscheiden en identificeren. Door middel van een reeks radiale secties kan de driedimensionale structuur van de poriekanalen in de eierschaal gereconstrueerd worden.

### Scanning electron microscopie
Scanning electron microscopie of SEM wordt gebruikt om eierschalen van dinosauriërs onder een nog hogere vergroting te zien dan mogelijk is bij lichtmicroscopie (optische microscopie). Omdat SEM en lichtmicroscopie uiteenlopende soorten en hoeveelheden informatie verschaffen, kunnen deze technieken samen gebruikt worden om de kenmerken van de specimina die onderzocht worden beter te kunnen begrijpen. Eierschalen die juist gebroken zijn breken meestal langs het vlak van de calcietkristalstructuur in de schaal en zijn daarom het meest geschikt voor SEM onderzoek. Eerst wordt een klein eierschaalfragment bedekt met een heel dunne laag platina of goud en dan gebombardeerd met elektronen, die terugstoten van het metaal en door hun kleine afmetingen kunnen gebruikt worden om een gedetailleerd beeld van het onderzochte specimen te vormen.

### Massaspectrometrie
Voor het bepalen van de samenstelling van eierschalen kan een massaspectrometer gebruikt worden. Eerst moet een met poeder bedekt eierschaalmonster in de luchtledige ruimte van de massaspectrometer geplaatst worden. Door de hitte van een sterke laserstraal wordt het poeder verdampt. De gasachtig geworden moleculen van de eierschaal worden dan door een stroom elektronen gebombardeerd waardoor de moleculen afgebroken en met een positieve lading opgeladen worden. Vervolgens worden de moleculen door een magnetisch veld volgens massa gesorteerd alvorens ze door de massaspectrometer gedetecteerd worden. Men heeft massaspectrometrie toegepast voor het bestuderen van de isotoopverhoudingen van dinosauriëreierschaal om de voedingsgewoonten en levensomstandigheden van dinosauriërs na te gaan. Maar post mortem (na de dood) kunnen vóór of tijdens de fossilisatie isotoopverhoudingen gewijzigd worden waardoor dit onderzoek naar voedingsgewoonten en levensomstandigheden bemoeilijkt wordt. Koolstofisotoopverhoudingen in eieren kunnen door bacteriële ontbinding wijzigen en de zuurstofisotoopverhoudingen van eierschaal kunnen onder invloed van grondwater veranderen.

### Gel-elektroforese
De techniek van gel-elektroforese wordt gebruikt om de aminozuren die voorkomen in de organische bestanddelen van dinosauriëreierschaal te identificeren. Enkel eieren die niet aangeraakt werden kunnen met deze techniek onderzocht worden, omdat contact met menselijke huid de eieren kan verontreinigen met allochtone aminozuren. Om het calciet van de eierschaal op te lossen kan ethyleendiaminetetra-azijnzuur (EDTA) gebruikt worden, waardoor de organische componenten van de eierschaal intact blijven. Het resulterende organische residu wordt dan gemengd en in een gel ingebracht waardoor elektriciteit gestuurd wordt dat de aminozuren door de gel doet migreren, totdat ze stoppen op de niveaus die bepaald worden door hun fysieke eigenschappen. Om de aminozuren te kleuren en dus zichtbaar te maken, wordt eiwitzilver gebruikt. De banding die door de eierschaalaminozuren gevormd wordt kan dan ter identificatie vergeleken worden met de banding van monsters waarvan de samenstelling bekend is. Gel-elektroforese is geen perfecte methode om de aminozuursamenstelling van dinosauriëreierschaal vast te stellen, omdat het type of de hoeveelheid van de aanwezige aminozuren tijdens of na de fossilisatie van het ei kan gewijzigd zijn. Potentiële ondermijnende factoren zijn grondwater, waardoor aminozuren kunnen uitgeloogd worden, en verhitting van diep in het sediment ingebedde fossiele eieren, waardoor aminozuren kunnen afgebroken worden. Deze factoren doen twijfel rijzen of gel-elektroforese wel de initiële samenstelling van het organisch materiaal van dinosauriëreierschalen weergeeft. Maar onderzoeken waarbij deze methode gebruikt werd leidden tot waardevolle conclusies zoals de vaststelling van dinosauroïde aminozuurprofielen die gelijkaardig zijn aan die van hedendaagse vogels.

### Cathodoluminescentie
Cathodoluminescentie is voor de paleontologie de belangrijkste methode om vast te stellen of het calcium in fossiele eierschaal gewijzigd is of niet. Het calciet in eierschaal is ofwel zuiver ofwel rijk aan calciumcarbonaat. Maar na inbedding kan het calciet dat de eierschaal samenstelt wijzigen en aanzienlijke hoeveelheden calcium opnemen. Gewijzigd calciet gloeit door toepassing van cathodoluminescentie oranje op.

## Paleobiologie
De paleobiologie bestudeert de oorsprong, de morfologie, de fysiologie, het gedrag, de ecologie en de evolutie van uitgestorven organismen. Fossiele eieren kunnen waardevolle informatie verschaffen over de dieren die de eieren legden. Paleobiologische context kan ingevuld worden door de structuur van nesten, volledige eieren die embryo's bevatten, geassocieerde skeletten en door het insluitend sediment. Fossiele eierschalen komen veel talrijker voor dan nesten en geassocieerde beenderen, maar elke ontdekking van fossiele eieren met andere eraan verbonden vondsten is telkens een stap verder in de ontrafeling van de biologie van uitgestorven dieren.

### Eierschaalstructuur
De poriën in de eierschaal en de eierschaalornamentatie kunnen informatie verschaffen over zowel klimaat als nestgedrag. Zo vermoeden sommige onderzoekers dat knobbels en richels op het uitwendige oppervlak van de eierschaal konden verhinderen dat plantaardig materiaal, dat dikwijls gebruikt werd om eieren af te dekken, de poriën in het oppervlak van de eierschaal zou blokkeren waardoor het embryo zou kunnen stikken. Porositeit en de snelheid van waterdampgeleiding, gerelateerd aan de gasuitwisseling tussen het embryo en de omgeving en dus aan de eierschaalporositeit, worden in verband gebracht met amnioot nestgedrag en kunnen uitwijzen of eieren in sediment werden ingegraven of op het oppervlak werden gelegd. Minder porositeit en tragere waterdampgeleiding worden geassocieerd met de meer vogelachtige, onbedekte incubatie van de eieren, terwijl hoge porositeit en snellere waterdampgeleiding met niet-vogelachtig en dus met het reptielachtige gedrag van het begraven van legsels geassocieerd worden. Omdat minimaal waterverlies van het ei essentieel is voor het overleven van een embryo, wordt minder porositeit (dus mindere doorlaatbaarheid) ook toegeschreven aan een droog klimaat.

### Nesten
Paleobiologische informatie met betrekking tot voortplantingsfysiologie en de verschillende manieren van het afzetten van eieren kan afgeleid worden uit de schikking en de oriëntering van eieren in fossiele nesten. Zo werd de schikking van eieren aangewend om het aantal functionerende oviducti van het moederdier te bepalen. Het komt voor dat eieren per paar in een nest gerangschikt liggen, wat suggereert dat het moederdier twee functionerende eierstokken (ovarii) had waar twee eieren tegelijkertijd gevormd werden en daarna een voor een langs het oviduct afgezet werden. Misschien was er dan een pauze vooraleer het tweede paar gelegd werd. In tegenstelling tot niet-vogelachtige Theropoda die twee eierstokken en twee oviducti hadden en al hun eieren in één keer legden, hebben de hedendaagse vogels slechts één functionerende eierstok. De tweede ging blijkbaar verloren als gevolg van een vermindering van het lichaamsgewicht als aanpassing aan het vliegen. Hedendaagse vogels leggen één ei per keer per vierentwintig of meer uur. Bij Theropoda kunnen de beide eierstokken en oviducti simultaan gefunctioneerd hebben terwijl er slechts één ei per keer gevormd werd. Dit kenmerk komt niet voor bij hedendaagse Amniota. 
Gegevens over voortplantingsfysiologie van dinosauriërs kunnen licht werpen op de verwantschap van bepaalde dinosauriërgroepen met vogels of krokodillen, de hedendaagse aan de niet-vogelachtige dinosauriërs nauwst verwante groepen. Het patroon van eierschalen in fossiele nesten wordt in verband gebracht met broedzorg en nestgedrag. De aanwezigheid van talrijke stukken eierschaal in nesten wijst erop dat de jonge dieren na het uitkomen voor een langere periode in het nest bleven waardoor de eierschalen ten gevolge van vertrappeling verder fragmenteerden. Dat jonge dieren beduidend lange perioden in het nest bleven impliceert dan weer dat sommige dinosauriërsoorten een bepaald niveau van broedzorg hadden. Dit wordt ondersteund door de vondsten van volwassen dieren in nesten tezamen met pas uitgekomen jongen en jonge dieren van dezelfde soort. Spectaculaire voorbeelden van ouderdieren tezamen met jongen werden ontdekt in Mongolië en Montana.

### Embryo's

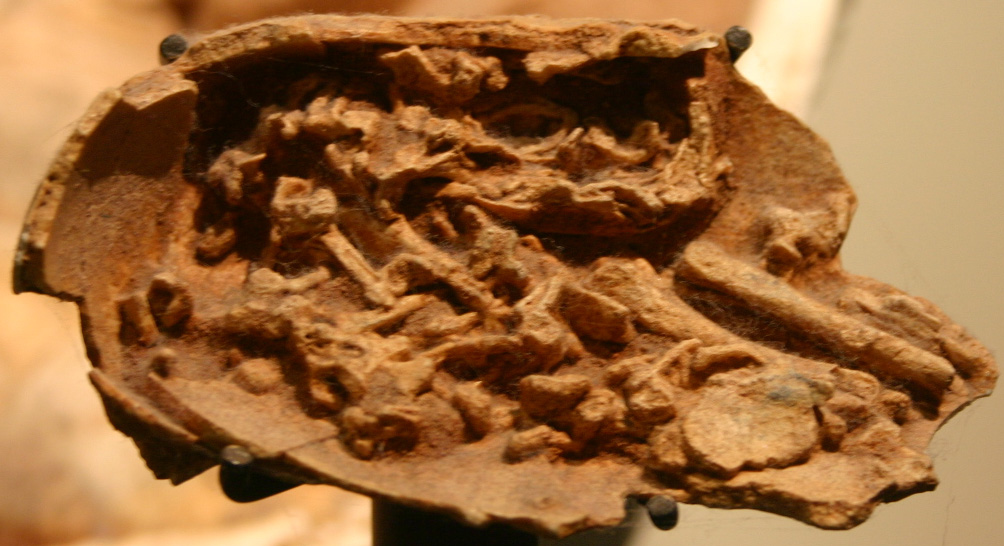
Embryo van Citipati osmolskae Clark, Norell & Barsbold, 2001 (Theropoda, Oviraptorosauria, Oviraptoridae) in de resten van een ei. In 1993 ontdekt door een expeditie van het American Museum of Natural History en de Mongoolse Academie van Wetenschappen in de paleolocatie Ankylosaur Flats (Ukhaa Tolgod, Binnen-Mongolië) in lagen zandsteen van de Djadochtaformatie (Boven-Krijt, Campanien).

Eieren waarin embryo's aangetroffen worden laten toe om met zekerheid te bepalen welk type eierschaal karakteristiek is voor een specifieke groep dinosauriërs. In sommige gevallen konden fossiele embryo's zelfs tot op het taxon soort geïdentificeerd worden, vooral wanneer deze embryo's in associatie met jonge en met volwassen dieren gevonden worden. In andere gevallen echter kan niet meer dan een breed taxon geïdentificeerd worden, bv. infraorde Sauropoda of onderorde Theropoda. Omdat de beenderen klein, fragiel en meestal onvolledig verbeend zijn gaan ze gemakkelijk verloren, waardoor fossiele embryo's zeer zeldzaam zijn. Eieren met embryo's fossiliseren enkel onder uitzonderlijke omstandigheden. Niet enkel van dinosauriërs, maar ook van Pterosauria, vogels en schildpadden zijn fossiele embryo's bekend. De studie ervan, maar ook van jonge dieren, is waardevol voor de reconstructie van de ontogenie (ontwikkeling en groei) van uitgestorven dieren. Kenmerken zoals embryogrootte ten opzichte van volwassen grootte en het ontwikkelingsstadium van de beenderen van de embryo's kunnen vergeleken worden met de embryo's van hedendaagse dieren. Deze techniek wordt gebruikt bij de vergelijking van niet-vogelachtige dinosauriërs met vogels. De graad van verbening (beendervorming) bij pas uitgekomen jongen geeft aanwijzingen over broedzorg. Indien pas uitgekomen jongen een weinig verbeend skelet hadden waardoor ze het nest niet onmiddellijk konden verlaten, dan betekent dit dat de volwassen dieren er geruime tijd voor moeten gezorgd hebben (onder meer aanbrengen van voedsel, bescherming tegen predatoren, enz.).

### Misvormde eieren
Het bestuderen van misvormingen, letsels en ziektes (pathologieën) van fossiele eieren behoort tot het terrein van de eipaleopathologie. Voorbeelden van pathologieën zijn eierschaal die uit meerdere lagen bestaan, abnormaal dunne eierschalen en abnormaal dikke eierschalen. Het identificeren van eipaleopathologieën wordt bemoeilijkt doordat de schaalstructuur van zelfs gezonde eieren tijdens of na de fossilisatie kan gewijzigd worden. Om echte paleopathologieën te identificeren kunnen paleontologen gebruik maken van cathodoluminiscentie. Er kunnen ook dunne secties uit eierschalen genomen worden zodat deze beter op paleopathologieën kunnen onderzocht worden. Niettegenstaande ondertussen diverse paleopathologieën bekend zijn, zijn de meeste ziekten die moderne eieren treffen onbekend bij hun fossiele tegenhangers.

#### Meerlagige eierschaal
Ook misvormde eieren kunnen paleobiologische informatie verschaffen. Pathologische eieren verschillen in grootte, vorm of eierschaalstructuur van normale eieren. Een van de meer voorkomende afwijkingen is een meerlagige eierschaal. Deze pathologie wordt bij zowel fossiele als bij hedendaagse eieren vastgesteld, meestal bij Dinosauria en bij schildpadden, en toont op de oorspronkelijke eierschaal een tweede, extra laag. Alhoewel (nog) niet bekend in het fossiele bestand kunnen deze eierschaallagen van elkaar gescheiden zijn door membraan of door dooier. Te veel individuen in een populatie, overstromingen, ziekte of droogte zijn bij hedendaagse eierleggende gewervelden milieu- en fysiologiegerelateerde oorzaken voor de pathologische afzetting van eierschaallagen. Door deze stresssituaties houdt het moederdier haar eieren in waardoor een of meerdere extra eierschaallagen worden afgezet. Het afleiden van de voortplantingsgewoonten van uitgestorven dieren die misvormde eieren legden is niet eenvoudig. Ze worden zelden in situ gevonden (onverstoord en in de originele positie) en nooit in associatie met fossiele beenderen. Omdat bij meerlagige eierschalen de poriekanalen van de extra laag niet voldoende in lijn staan met de poriekanalen van de originele laag om doeltreffende gasuitwisseling tussen het embryo en de omgeving mogelijk te maken, kunnen de embryo's omkomen door zuurstofgebrek. Voordat meerlagige eieren bij hedendaagse vogels aangetroffen werden, dacht men dat ze een reptielachtige voortplanting vertegenwoordigden, maar dit wordt niet langer aangenomen. Misvormde eieren komen het meest voor bij schildpadden, maar door te grote verschillen in de evolutielijnen zijn ze niet bruikbaar voor correlatie met de voortplanting van dinosauriërs. Eieren met meerlagige schaal werden voor het eerst gemeld uit sedimenten uit het Boven-Krijt van Frankrijk. Later werden er ook gevonden in Spanje, Mongolië, India, Argentinië, Canada, Montana (Boven-Krijt) en Utah (Boven-Jura) (Hirsch 2001, p. 378, 382 & 383). De meeste meerlagige dinosauriëreieren ressorteren onder de oöfamilie Megaloolithidae en zijn van het discretispheruliete morfotype. Het veelvuldig voorkomen van deze oöfamilie met dit morfotype kan erop wijzen dat deze eieren meer vatbaar waren voor deze pathologie, maar meer dan waarschijnlijk zijn er gewoon meer specimina van dit morfotype. Ook de dendrospheruliete, filispheruliete, prolatospheruliete en prismatische morfotypes werden door deze pathologie getroffen. Het schaalmembraan is bij deze eieren ofwel opgelost of werd secundair vervangen door calciet. Bij de pathologische eieren uit Montana en Spanje is de extra (ongezonde) eierschaallaag (de extraspheruliete laag) even dik als de originele (gezonde) eierschaallaag. Bij het specimen uit Alberta bedraagt de dikte van de pathologische extra (buitenste) laag slechts drie vierde van de dikte van de originele eierschaallaag. De pathologische eierschaallaag van het specimen uit Utah is slechts half zo dik als de gezonde eierschaallaag. Dit ei is opengespleten en sommige kenmerken ervan wijzen erop dat het zich nog in het lichaam van het moederdier bevond. Op sommige fossiele eieren werden stukken extraspheruliete laag aangetroffen terwijl ze verder gezond waren. In het Milk Rivergebied van Alberta werden eierschalen gevonden die mogelijk gedeeltelijk opgelost waren en waarop later extra calciet afgezet werd (Hirsch 2001, p. 385-386).

#### Abnormaal dunne eierschaal
Door een abnormaal dunne eierschaal kan overtollige verdamping optreden waardoor het embryo of het schaalmembraan uitdrogen. Door uitgedroogde membranen is de gasdoorlaatbaarheid van de eieren ontoereikend. Eierschaal kan ten gevolge van een pathologie zo dun zijn dat het ei implodeert (Hirsch 2001, p. 380). Klimaatsverandering, substantiële veranderingen in de flora en overpopulatie zouden de initiële aanleiding zijn voor het dunner worden van de eierschaal bij dinosauriërs. Sommige onderzoekers lanceerden de hypothese dat Hypselosaurus priscus door deze pathologie uitstierf omdat van deze soort abnormaal dunne eierschalen gevonden werden. Maar er zijn alternatieve verklaringen voor het bestaan van dunne eierschaal die niets met een pathologische toestand te maken hebben. Later onderzoek op de dunne eierschaal van Hypselosaurus wees immers uit dat de eieren uitkwamen. Deze onderzoekers opperden dat de dunnere Hypselosaurus priscus-eierschalen afkomstig zijn van andere taxa. Een andere mogelijke verklaring voor de variatie in de eierschaaldikte is dat de eieren met de dunnere schalen door jongere dieren gelegd werden. Binnen een soort is er ook variatie in eierschaaldikte (Hirsch 2001, p. 381). Stressvolle milieu-omstandigheden kunnen een ingrijpende impact op de eierschaaldikte gehad hebben, en kan zelfs een van de oorzaken geweest zijn van het uitsterven van de superorde Dinosauria (Hirsch 2001, p. 378).

### Preservatie
Alhoewel waardevolle paleobiologische informatie van fossiele eieren en fossiele eierschalen kan afgeleid worden, is preservatie van eierschalen in de meeste afzettingen tamelijk zeldzaam en preservatie van nesten en embryo's uiteraard nog zeldzamer. Niettemin kan het bestuderen van de omstandigheden waaronder eieren en eierschalen gefossiliseerd werden gegevens verschaffen over de paleo-ecologie en paleobiologie van uitgestorven dieren. Of eierschalen in situ gepreserveerd werden of secundair door water vanuit een andere locatie naar de uiteindelijke plaats van preservatie getransporteerd werden, zijn belangrijke kenmerken in de hoeveelheid informatie van een afzetting. Een opeenstapeling van eierschaalfragmenten nabij een broedgebied kan afkomstig zijn van nesten met meerdere eieren. In situ gevonden eieren onthullen de gewenste broedomgeving. Opeenhoping van eierschaalfragmenten kan ook veroorzaakt zijn door overstromingen of door riviertransport. De fragmenten kunnen ook afkomstig zijn van andere dieren die de broedgebieden deelden of kunnen zelfs als voedsel gediend hebben voor pas uitgekomen jongen. Door water verplaatste eierschaalfragmenten verschaffen informatie over oude riviersystemen zoals de geochemische omstandigheden en stromingsterkte, maar ze kunnen nooit evenveel informatie verschaffen als in situ vondsten. Fossiele eieren die uitzonderlijk goed gepreserveerd zijn verschaffen uitzonderlijke informatie. In de meeste gevallen ontbindt organische materie tijdens het fossilisatieproces, maar de gevallen waarbij ook organische materie bewaard bleef verruimen onze kennis over de tafonomie en de inwendige morfologie (de microstructuur) van fossiele eierschaal. Eierschalen uit nesten van dinosauriërs uit Argentinië vertonen indrukken van de huid van embryo's en van schaalmembraan. Heel zelden worden dinosauriëreieren in situ aangetroffen binnenin de lichaamsholten van het moederdier waardoor onderzoekers een unieke gelegenheid krijgen om de voortplantingsfysiologie te bestuderen.

## Tafonomie
De tafonomische cyclus van een ei neemt een aanvang wanneer het jonge dier uit het ei komt of wanneer het jonge dier in het ei sterft. De ontbinding van het ei tot en met de fossilisatie behoren eveneens tot de tafonomische processen.

### Inbedding
De meeste fossiele eieren hebben een open top waarlangs het jonge dier uitbrak. Sommige open eieren bevatten fossiele uitwerpselen (coprolieten) van aasetende insectenlarven zoals vliegen. Diep ingegraven eieren waren mogelijk buiten het bereik van insecten, zodat in zulk geval de ontbinding enkel door zwammen en bacteriën gebeurde. Dinosauriërembryo's kunnen aan dezelfde doodsoorzaken onderhevig geweest zijn als hedendaagse reptielen en vogels, zoals uitdroging, verstikking ten gevolge van door het moederdier te diep ingegraven eieren, ziekte, verdrinking, aangeboren afwijkingen, te hoge of te lage temperaturen, enz. Volledige en bijna volledige fossiele eieren worden geleidelijk opgevuld met het omgevende sediment dat door mineraalrijk water, dat door de eierschaalporiën en door barsten in de eierschaal binnendringt, verhard wordt. Eierschaalfragmenten zijn robuust en robuuster dan het volledige ei, en worden door stromend water dikwijls over grote afstanden verplaatst vóór de uiteindelijke inbedding in sediment. De organische materie die de calcietkristallen aan elkaar kit veroorzaakt deze stevigheid. Experimenten hebben aangetoond dat onder bepaalde omstandigheden eierschalen over een afstand van 68 km met weinig volumeverlies kunnen verplaatst worden. Deze resistentie impliceert dat de locatie waar fossiele eierschalen aangetroffen worden niet noodzakelijk dicht bij de plaats ligt van het nest waarvan ze afkomstig zijn. Meestal blijft het calciumcarbonaat waaruit de eierschaal bestaat onveranderd doorheen het fossilisatieproces waardoor de originele structuur kan bestudeerd worden. Maar de structuur van fossiele eieren die zich op grote diepte bevinden kan door druk, hitte en chemische processen (diagenese) gewijzigd worden.

### Preservatie
Tijdens het fossilisatieproces worden meer volledige eieren geleidelijk ingebed totdat het gewicht van het sediment erboven de eieren doet barsten. Langs deze barsten dringt nog meer sediment binnen dan ervoor, waardoor de eieren sneller opgevuld worden. Soms gaat de fossilisatie voldoende snel waardoor barsten voorkomen wordt. Bij de opvulling zijn zuren afkomstig van de ontbinding van planten of de vorming van koolzuur uit atmosferische koolstofdioxide en regenwater betrokken. De zuren lossen mineralen op zoals calciet uit kalksteen. Opgeloste mineralen kunnen tijdens hoge grondwaterstanden een ei door de poriën in de schaal en door de barsten binnendringen en erin afgezet worden. Indien voldoende mineralen in het inwendige van het fossiele ei kunnen afgezet worden, kan het stevig genoeg worden om het gewicht van de bovenliggende sedimenten te weerstaan. Wanneer een ei voldoende diep begraven ligt worden de bacteriën die voor de ontbinding van het ei zorgen van zuurstof afgesneden. Door andere energiebonnen te gebruiken activeren ze hun metabolisme. Door deze processen kunnen bepaalde mineralen selectief uit het grondwater neerslaan. Door gebruik te maken van ionen ontdoen bacteriën zich van metabolisch afval. Een veel voorkomende methode verbindt koolstofdioxide met calcium-ionen om calciumcarbonaat te produceren. Sommige bacteriën die betrokken zijn bij het ontbindingsprocess zetten stikstof om in ammoniak om hun metabolisme te activeren. Wanneer de ammoniak uit het ei lekt wordt de zuurtegraad van het grondwater verhoogd en omgezet in alkaline, waardoor de soort mineralen die uit het water neerslaan kan veranderen. Het organische materiaal in de eierschaal zelf kan leiden tot het neerslaan van in het grondwater opgelost calciet. Hierdoor wordt de fossiele eierschaal dikwijls bedekt met een dun laagje calciet dat de parataxonomische identificatie van het ei bemoeilijkt. Maar omdat eierschalen gewoonlijk vooral uit calciet samengesteld zijn, bestaan fossiele eierschalen zelf meestal uit de originele calciet die ze bij leven hadden. Ondanks de ondergane fossilisatie laat het gebrek aan wijziging in samenstelling en structuur paleontologen toe om de originele schaalstructuur te bestuderen.

### Afzettingsmilieu
De aard van het afzettingsmilieu waarin fossiele eieren gevonden worden kan informeren over broedgedrag. Sommige vindplaatsen bevatten meerdere lagen nesten wat doet vermoeden dat deze locaties gedurende meerdere opeenvolgende seizoenen als broedgebied gebruikt werden. Dit wijst niet alleen op kuddevorming bij sommige soorten, maar ook op tijdens elk broedseizoen terugkeren naar dezelfde broedgebieden gedurende meerdere jaren. Dit laatste kan in betekenis verschillen naargelang het gaat over hedendaagse soorten of over het fossielenbestand. Hedendaagse soorten keren typisch binnen een kort tijdsinterval (broedseizoen of een periode van enkele jaren) terug naar bepaalde broedgebieden, maar verschillende lagen fossiele eieren kunnen door meerdere meter sediment die honderden tot duizenden jaren vertegenwoordigen gescheiden zijn. De aard van de sedimenten waarin eieren en eierschalen ingebed werden kan de milieu-omstandigheden waarin uitgestorven dieren leefden weergeven. De aanwezigheid van kalkkorst duidt op droge en natte seizoenen. Andere verdampte mineralen kunnen erop wijzen dat de eieren ingebed werden in aride en semi-aride milieus. Paleosols die fossiele eieren of eierschalen bevatten kunnen gegevens verschaffen over het paleomilieu (het 'fossiele' milieu), zoals onder meer hydrologische omstandigheden, temperatuur en neerslag. Andere fossielen die in associatie met fossiele eieren en eierschalen gevonden worden, wijzen op andere dieren die de paleomilieus deelden met de dieren waarvan de eieren en eierschalen afkomstig zijn.

#### Zandstranden
In het Maastrichtiaan (Boven-Krijt) van de Arenisca de Arén Formacion in Noordoost-Spanje (Tremp Basin, Pyreneeën) werden in 1995 in een laag rode zandsteen van een strandafzetting vierentwintig clusters fossiele eieren (nesten) gevonden gerangschikt in drie groepen over een oppervlakte van ongeveer 5.000 m². De nesten bevatten maximum zeven eieren en waren binnen de drie groepen twee tot drie meter van elkaar gescheiden. Afgeleid van de concentratie van de eieren in de zandsteenlaag wordt hun aantal op driehonderdduizend geschat. De eieren zijn bijna rond, werden gelegd door Sauropoda en geïdentificeerd als Megaloolithus. Ouderdomsbepaling van andere fossielen in de zandsteen toont aan dat de eieren tussen 71 en 65 miljoen jaar geleden gelegd werden. Volgens Sanz et al. (1995) en Carpenter (1999) wijst het zeer grote aantal eieren op gezamenlijke broedkolonies waarnaartoe de Sauropoden elk broedseizoen terugkeerden. De dieren verkozen deze zandstranden omdat het gemakkelijk was er hun eieren te begraven en omdat het strandzand voldoende warmte absorbeerde voor de incubatie van de eieren.

#### Overstromingsvlaktes
Overstromingsvlaktes behoren tot de meest ideale afzettingsmilieus. Modderstromen die gevormd werden doordat waterlopen buiten hun oevers traden konden kadavers, beenderen en planten die op de (overstromings)vlaktes tussen rivieren en stromen lagen dikwijls snel bedekken (inbedden) voordat aaseters, carnivoren en ontbinding hun werk konden doen. In de Argentijnse badlands van Patagonië te Auca Mahuevo (provincie Neuquén), in het Campanien (Boven-Krijt) van de Anacletoformatie, werd in 1997 en 1999 tijdens twee paleontologische expedities een Lagerstätte ontdekt dat niet alleen duizenden bijzonder goed gefossiliseerde, niet uitgekomen eieren van Titanosauria bevat, maar ook identificeerbare resten van embryo's in de eieren (zoals de huid) en natuurlijke afgietsels van de membrana testacea, het inwendige membraan dat vastgehecht is aan de binnenkant van de eierschaal. De uitzonderlijke locatie werd ontdekt door Lowell Dingus, Luis Chiappe en Rodolfo Coria die op zoek waren naar fossiele vogels. De sedimentaire lagen die te Auca Mahuevo afgezet werden zijn tussen 83,5 en 79,5 miljoen jaar oud en bevatten een uitgestrekte broedkolonie bestaande uit uitgegraven nesten die twee tot drie meter van elkaar gescheiden zijn. De nesten zijn ondiepe, afgeboorde putten met een diameter van ongeveer 1,20 meter die met plantaardig materiaal bedekt werden om de eieren af te schermen.
De fossiele eieren werden aangetroffen in roestbruine lagen van mudstone en siltsteen die gemengd zijn met lagen zandsteen van een groenachtige en roodachtig bruine kleur. De geologische kenmerken van de locatie tonen aan dat de Titanosauriërs van Auca Mahuevo op een uitgestrekte zacht hellende overstromingsvlakte leefden die door ondiepe rivieren en stromen doorsneden werd. De dikste zandsteenlagen hebben een dikte van slechts ongeveer één meter. In de loop van de tijd verplaatsten de rivieren en de stromen door hun eroderende werking hun stroombedding over de overstromingsvlakte. Tussen 83,5 en 79,5 miljoen jaar geleden werden de eieren van de Titanosauriërs bedekt door lagen modder (sediment) die door overstromende waterlopen over hun oevers op de aanpalende laaglanden afgezet werden. De duizenden eieren, sommige met resten van embryo's, werden enkel in de mudstone van Auca Mahuevo aangetroffen, niet in de zandsteenlagen, zelfs de eieren van de nesten die door de moederdieren in de zandbanken van verlaten stroombeddingen uitgegraven werden. De eieren werden snel door de modder bedolven, waardoor de embryo's verdronken of stikten, maar waardoor ze ook gespaard bleven van vernietiging door ontbinding en door de activiteiten van aaseters en vleeseters, en dus in aanmerking kwamen voor fossilisatie. Omdat de nesten snel van de buitenlucht afgesneden werden, ontstonden ideale preserveringsomstandigheden waardoor de meeste delicate delen van het inwendige van de eieren bewaard bleven, zoals de membrana testacea dat de binnenkant van de eierschaal bedekt. Het is gefossiliseerd in de vorm van dunne lagen calciumcarbonaat die uit microscopisch kleine calciumcarbonaatkristallen bestaan. Deze vertonen veel gelijkenis met de kristallen die door levende bacteriën als natuurlijk bijproduct geproduceerd worden, wat aantoont dat de micro-organismen die zich voedden met de ontbindende embryo's calciumcarbonaat produceerden. Hetzelfde proces kan de huid, die bij sommige embryo's bewaard bleef, gepreserveerd hebben. De embryo's hadden een lengte van een goede dertig cm.

#### Zandduinen

De rode zandsteen van De Flaming Cliffs (Bajanzag), vindplaats van Protoceratopsskeletten en eieren, Pinacosaurus, Velociraptor en een Oviraptor op haar nest met eieren.

Veel dinosauriëreieren afkomstig uit het Boven-Krijt van China en Mongolië worden aangetroffen in zandsteen dat gevormd werd uit de zandlagen van woestijnen.
Op 13 juli 1923 werd bij Bajanzag (Flaming Cliffs, Gobiwoestijn) tijdens een van de expedities in Mongolië in opdracht van het American Museum of Natural History en onder leiding van Roy Chapman Andrews het skelet van een Oviraptor philoceratops (onderorde Theropoda, superfamilie Oviraptoroidea, familie Oviraptoridae) in (een beschermende) broedhouding boven op een nest met eieren ontdekt. Dit wijst erop dat zandstormen de voornaamste oorzaak kunnen geweest zijn van de inbedding van de talrijke eieren en skeletten in de woestijnzandlagen (nu zandsteen) van Bajanzag (Djadochtaformatie, Campanien). Buiten Bajanzag zijn uit de Gobiwoestijn van Mongolië eenentwintig locaties bekend met fossiele eieren en eierschalen van dinosauriërs. Ze worden in een zuidwestelijke groep (zeventien vindplaatsen) en in een oostelijke groep (vier vindplaatsen) onderverdeeld. De belangrijkste vindplaatsen liggen in Zuid-Mongolië en in het grensgebied tussen enerzijds Omnogov (Zuidelijke Gobiprovincie) en anderzijds Ovor Khangai en Bayan Khongor. Uit de Oostelijke Gobiprovincie (Dornogov) zijn slechts vier locaties bekend die over een groot gebied verspreid liggen. De zuidelijke groep vindplaatsen, gelegen ten zuidoosten van het Arts-Bogdogebergte en in het Nemegt Bekken, is beter bekend, met onder meer de locaties Bajanzag, Kermen Tsav en Udan-Sayr. Het merendeel van de vindplaatsen bevindt zich in de Bayn Shirehformatie (Cenomaniaan-Santoniaan), de Barun Goyotformatie (Santoniaan-Campaniaan) en de Nemegtformatie (Maastrichtiaan). De meeste vindplaatsen met fossiele eieren en eierschalen komen voor in de Barun Goyotformatie die de Djadochtaformatie bedekt. Deze twee formaties hebben dezelfde lithologische samenstelling, bestaande uit goed gesorteerde rode zandsteen die door grind en klei doorsneden wordt. De diversiteit aan facies in de Barun Goyotformatie bestaat uit duin en interduinafzettingen, zoutvlaktes (playa's) en sedimenten afgezet door tijdelijke waterlopen. Ook in de Djadochtaformatie domineren duinafzettingen (met tussenliggende afzettingen afkomstig van kleine meren) in de vorm van eolische zandsteen, vooral in de stratotypische ontsluiting te Toogreekiyn-Shireh en te Bajanzag. Massale accumulatie van fossiele eieren komt meestal voor in de rode zandsteen van de Barun Goyotformatie en van de Djadochtaformatie en zelden in de grijze zandsteen van Toogreekiyn-Shireh. De Nemegtformatie bevat enkel afzonderlijke nesten en afzonderlijke eieren en veel resten van eierschalen. Te Toogreekiyn-Shireh, Kermen Tsav en Bajanzag worden tezamen met de eieren ook beenderen van dinosauriërs gevonden.
Sinds de 1970-er jaren worden in meerdere Midden- en Zuid-Chinese provincies in intermontane bekkens overvloedige eierschalen uit het Krijt gevonden in dikke opeenvolgende pakketten klastische continentale sedimenten die sterk verweerd zijn tot lateriet. Omdat deze sedimenten bijna altijd donkerrood of purperachtig rood zijn spreekt men van Redbeds. Deze Redbeds zijn voornamelijk samengesteld uit conglomeraat, siltsteen, zandsteen, mudstone, grind en schalie met sporadisch voorkomende tussenlagen van gips, kalksteen en steenzout, en komen wijd verspreid voor in Zuid-China. Deze gesteentelagen hebben een aantal unieke eigenschappen, zoals hoge porositeit. Ze werden afgezet door de langzame sedimentatie in meren, stromen en rivieren (alluviale afzetting) en door overstromingen (diluviale afzetting) in een tropisch en subtropisch continentaal milieu tijdens veelvuldige sedimentaire cycli die in omvangrijke gesteentepakketten met een ingewikkelde structuur resulteerden. De rode kleur is het gevolg van een hoog gehalte aan ijzertrioxide. De Redbeds werden ook in het Cenozoicum afgezet. De Flaming Cliffs bij Bajanzag in de Gobiwoestijn van Mongolië en de Red Beds van Zuid-China vertonen niet alleen veel geologische overeenkomsten, beide locaties leverden ook vele dinosauriëreieren.

### Structuurverandering
Na inbedding kan de oorspronkelijke structuur van eieren veranderen door een proces dat diagenese genoemd wordt. De druk die inbedding op een ei uitoefent veroorzaakt een onder een microscoop zichtbaar gearceerd patroon op het calciet. De inwendige structuur van een fossiel ei kan in extreme gevallen volledig vernietigd worden. Siliciumdioxide (silica) kan opgenomen worden in fossiele eierschaal. Dit proces beschadigt de interne structuur omdat de silicamoleculen en de calcietmoleculen in grootte verschillen. Naast silica en calciet kan ook ijzer in kleine hoeveelheden in fossiele eieren voorkomen waardoor de schaal soms een zwarte kleur krijgt, waarschijnlijk omdat het ijzer aanwezig is in de vorm van pyriet of ijzersulfide. Wanneer aanwezig in de vorm van hematiet of ijzeroxide kan ijzer de eieren ook een roodachtige kleur geven.

## De evolutie van de Aviale voortplanting
Het bestand dinosauriëreieren- en nesten wordt steeds groter. Tezamen met de steeds beter begrepen fylogenetische verwantschappen van vogels en hun nauwste dinosauroïde verwanten (Avialae), geeft dit de mogelijkheid om de evolutionaire ontwikkeling van de stereotiepe eigenschappen van de voortplanting van vogels te bestuderen. Deze eigenschappen, die ook voorkomen bij dinosauriërs, tezamen met nog andere dinosauroïde reproductie-eigenschappen, zoals de vorm van de eieren en de schaalornamentatie, werden door Grellet-Tinner & Makovicky (2006) bestudeerd in een fylogenetische context en door Zelenitsky en Therrien (2008) door gebruik te maken van kladistiek. Deze studies tonen duidelijk aan dat de meeste zogenaamde typische eigenschappen m.b.t. de voortplanting van vogels zich lang vóór het ontstaan en de ontwikkeling van de vogels ontwikkelden.
Alhoewel de huidige kennis van het voortplantingsgedrag van dinosauriërs en het huidige bestand dinosauriëreieren nog ver van volledig zijn, lijkt er een gestaag toenemende ontwikkeling van vogelachtige kenmerken plaatsgevonden te hebben tijdens de evolutie van de dinosauriërs. Volgens Grellet-Tinner & Makovicky (2006) behielden Sauropoda vele primitieve eigenschappen in hun voortplantingsstrategie, dezelfde eigenschappen die de voortplanting van de hedendaagse krokodillen bepalen. Sauropodeneieren bestaan uit één enkele laag calcietkristallen, zijn gewoonlijk rond en symmetrisch en werden zonder enig legpatroon in stapels in het nest afgezet (zoals bij schildpadden en krokodillen). Dit laatste kenmerk doet vermoeden dat Sauropoden nog twee functionerende oviducti hadden die beide meer dan één ei per keer konden produceren. Er is geen bewijs dat zij de eieren uitbroedden, noch dat zij hun nesten verzorgden of beschermden vóórdat de eieren uitkwamen.
Meer afgeleide, hoger ontwikkelde Theropoda vertonen hoger ontwikkeld voortplantingsgedrag, zoals bij vogels. Troodontidae en Oviraptorosauria legden asymmetrische eieren die mogelijk uitgebroed werden, en waarvoor volgens sommige onderzoekers de ouderdieren zeker actief zorg droegen. De schaal van hun eieren bestaat uit twee lagen calciet. Sommige zouden volgens Varricchio & Jackson (2004) zelfs drie lagen gehad hebben, zoals bij vogels. Maar deze derde laag is volgens Grellet-Tinner & Makovicky (2006) niet biologisch, maar het resultaat van diagenese. Oviraptorosauria en Troodontidae legden hun eieren niet lukraak, maar eerder in paren, wat aantoont dat er nog twee functionerende oviducti waren, maar die elk slechts één ei per keer konden produceren. Deze hypothese wordt ondersteund door de ontdekking van twee eieren in het skelet van een vrouwelijke Oviraptorosauriër, waardoor het dus duidelijk is dat er inderdaad twee functionerende oviducti waren. Maar voor meer dan twee eieren was er te weinig ruimte in de lichaamsholte. Troodontidae hebben zeer vogelachtige voortplantingseigenschappen. Ze zijn dan ook de nauwste, niet-vogelachtige verwanten van de vogels waarvan eieren en nesten bekend zijn. Door hun veel meer asymmetrische, bijna conische eieren - zoals bij vele vogels - zijn ze zelfs meer vogelachtig dan Oviraptorosauria. Troodon bouwde nesten door depressies in de bodem uit te graven en legde errond een hoge boord aan om water uit het nest te houden. Zijn eieren zijn traanvormig en werden met de toppen (de smalste uiteinden) in de grond geplaatst met deze toppen naar binnen gericht. Waarschijnlijk werden eerst twee eieren gelegd en na enkele dagen werd een twee paar afgezet. Dit werd herhaald tot zestien tot vierentwintig eieren gelegd waren. Verschillende paleontologen hebben gesuggereerd dat Troodon zijn eieren uitbroedde, en dat dit enkel door de mannelijke dieren gebeurde. Volgens sommige onderzoekers verlieten de jongen het nest onmiddellijk na het uitkomen en werden ze niet verzorgd/gevoed door de ouderdieren, maar over dit laatste bestaat geen consensus.